# Max Liebermann
Pour les articles homonymes, voir Liebermann.
Max Liebermann est un peintre et graveur allemand né le 20 juillet 1847 à Berlin et mort le 8 février 1935, dans la même ville. Il est contemporain du mouvement impressionniste, sans s'y associer.
Après une formation à Weimar, et plusieurs séjours à Paris et aux Pays-Bas, il peint tout d'abord des œuvres naturalistes à thème social. L'étude des impressionnistes français lui permettra de trouver, à partir de 1880, la palette claire et le coup de pinceau vigoureux qui caractérisent ses principales toiles.
Son œuvre représente symboliquement la transition entre l'art du XIXe siècle, l'art moderne classique de l'époque wilhelminienne, et celui de la république de Weimar. C'est cette mutation qu'il a encouragée en tant que président de la Sécession berlinoise.
De 1920 à 1933, il dirige l'Académie prussienne des arts de Berlin, avant de démissionner en raison de l'influence grandissante du nazisme sur la politique des arts. Il se retire alors à Berlin, sa ville natale, où il passe les deux dernières années de sa vie.

## Vie et œuvre

### Jeunesse

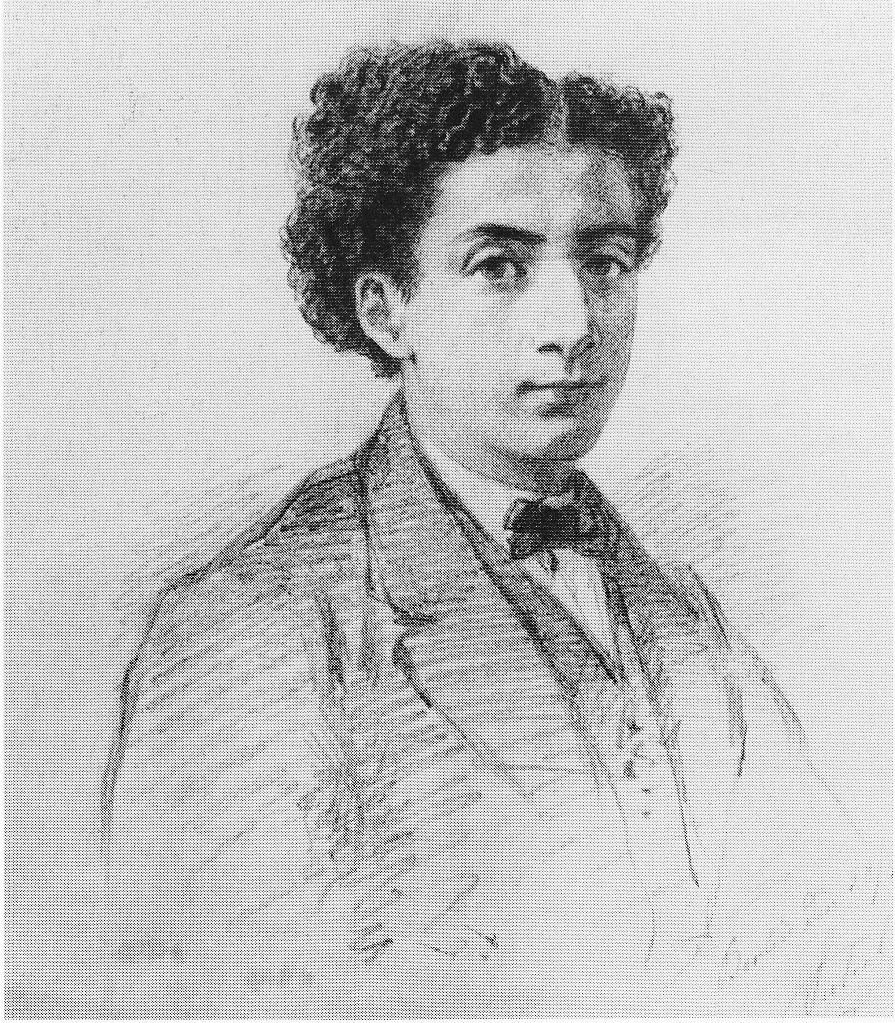
Max Liebermann à l'âge de 16 ans.

Max Liebermann, né le 20 juillet 1847 à Berlin, est le fils du riche industriel juif Louis Liebermann et de son épouse Philippine Liebermann (née Haller). Son grand-père était Josef Liebermann, un important fabricant de textiles qui avait bâti la fortune des Liebermann. Trois jours après la naissance de Max entre en vigueur le « Décret sur le statut des Juifs » qui octroie plus de droits à la population juive. En 1851, les Liebermann emménagent dans la Behrenstraße et Max fréquente l'école enfantine située à proximité. Il se met bientôt à la détester, comme par la suite tous les établissements scolaires.
Après l'école primaire, Liebermann rejoint la Dorotheenstädtische Realschule (collège). Max consacre de plus en plus de temps au dessin, comportement qui est modérément encouragé par ses parents. Alors que Max est âgé de dix ans, son père fait l'acquisition du Palais Liebermann, hôtel particulier représentatif situé directement sur la Pariser Platz de Berlin. La famille assiste régulièrement à l'office religieux de la communauté réformée et se détourne de plus en plus du style de vie orthodoxe du grand-père. Bien que la demeure de la famille Liebermann possède de grands salons et plusieurs chambres, les parents tiennent à ce que leurs trois fils partagent la même chambre. Celle-ci est, de plus, pourvue d'une petite fenêtre percée dans le mur afin que l'on puisse surveiller les devoirs de l'extérieur.
En 1859, Louis Liebermann commande une huile sur toile représentant sa femme. Max Liebermann accompagne alors, à cette occasion, sa mère chez la peintre Antonie Volkmar. Pris d'ennui, il demande un crayon et se met à dessiner. Des années plus tard, Antonie Volkmar, déjà âgée, se félicitera encore d'avoir découvert Liebermann. Les parents de Max ne sont pas vraiment enchantés par la peinture mais ils n'interdisent pas à leur fils de fréquenter les établissements d'enseignement de cet art. Les après-midi où il n'a pas classe, Max suit les cours de peinture privés d'Eduard Holbein et de Carl Steffeck.

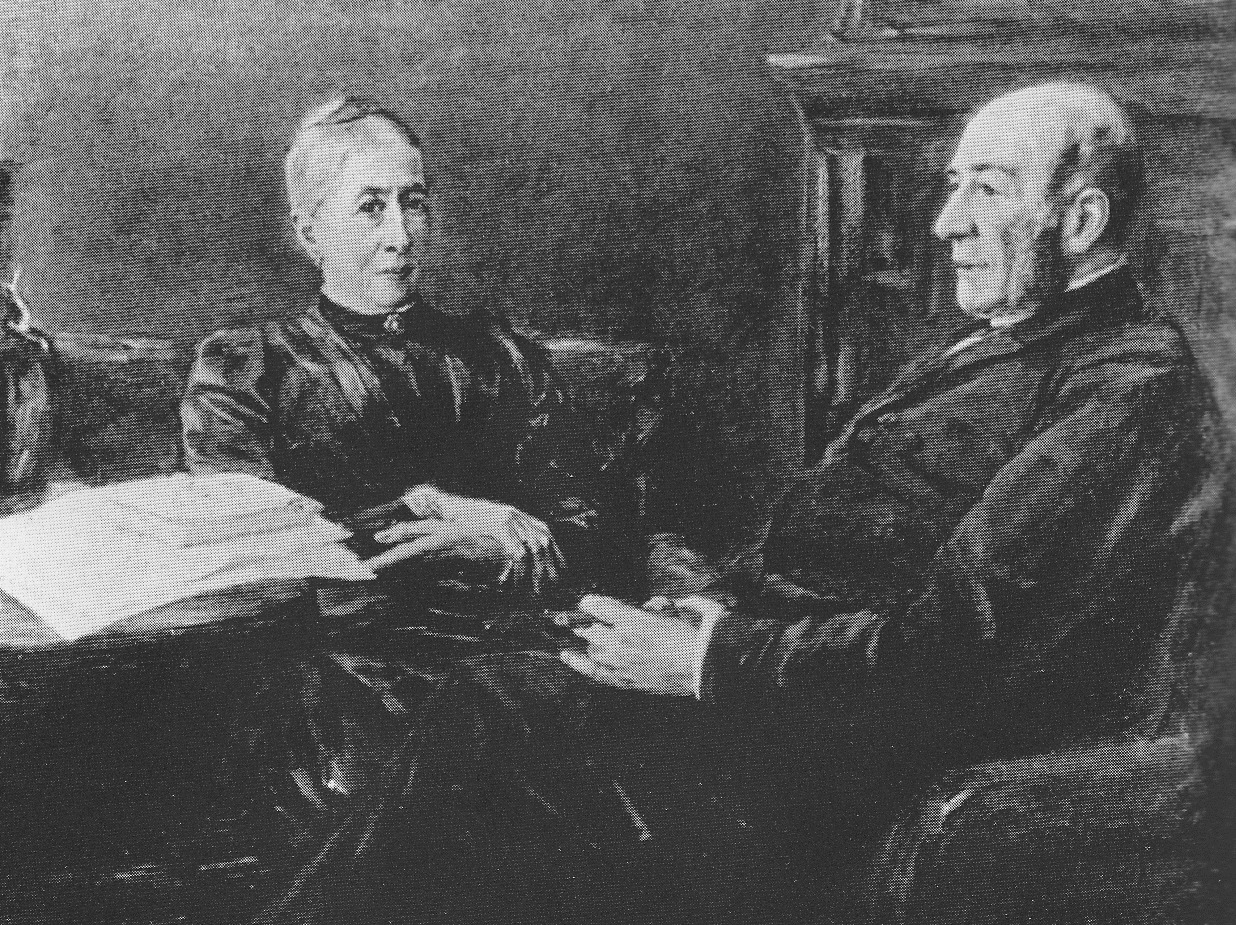
Les parents de Max Liebermann.

Dans sa famille qui est apparentée à d'autres familles bourgeoises juives influentes (Emil Rathenau était, par exemple, le cousin de Max Liebermann), Max est considéré comme peu intelligent. Il est souvent perdu dans ses pensées à l'école et répond à côté. C'est pourquoi il est souvent raillé par ses camarades qui lui deviennent si insupportables qu'il s'absente plusieurs fois en prétextant des maladies. Ses parents lui donnent de l'affection et le soutiennent mais l'exhortent à suivre l'exemple de son frère aîné Georg, « plus raisonnable », ce qui renforce chez Max le sentiment d'être différent. Les parents de Max font peu de cas de son don pour le dessin. Lorsque Max publie à treize ans ses œuvres, son père lui interdit de citer le nom Liebermann.
Pour la poursuite des études de son fils, Louis Liebermann choisit le lycée Friedrichwerdersches Gymnasium où sont scolarisés les fils d'Otto von Bismarck. En 1862, Max, âgé de 15 ans, assiste à une réunion organisée par Ferdinand Lassalle et est fasciné par les idées passionnées de ce jeune socialiste. En 1866, Max passe son baccalauréat. Plus tard, il prétendra avoir été un mauvais élève et n'avoir réussi ses examens qu'à grand-peine. En réalité, il n'était médiocre qu'en mathématiques, sa participation était considérée dans les classes supérieures comme « honorable et bien élevée ». Bien qu'aux examens du baccalauréat, il atteignit la quatrième place de sa promotion, il eut toujours l'impression d'être un « mauvais élève » pour sa famille.

### Études et premières œuvres

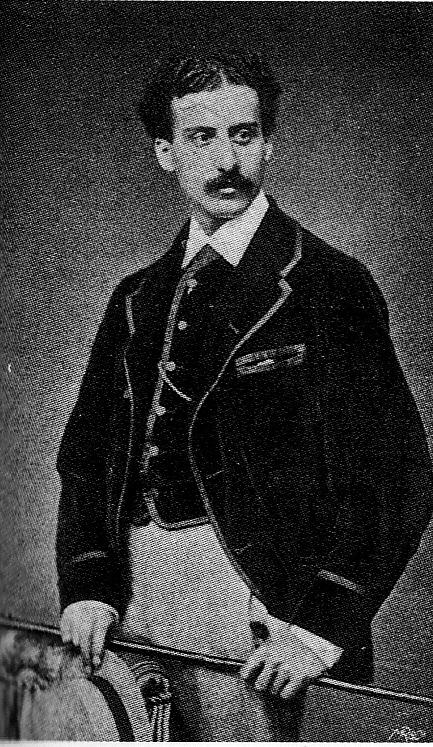
Max Liebermann, à 25 ans, dans son costume d'étudiant de l'Académie des Beaux-Arts de Weimar.

Après le baccalauréat, Max Liebermann s'inscrit à l’université Humboldt de Berlin, en chimie, matière dans laquelle a réussi son cousin Carl Liebermann. Mais ces études de chimie ne devaient servir que de prétexte pour pouvoir se consacrer aux arts et à sa nouvelle liberté tout en faisant bonne figure devant son père. C'est pourquoi elles ne furent jamais suivies avec sérieux. Au lieu d'assister aux cours, il monte à cheval dans le parc Tiergarten et peint. En outre, il assiste de plus en plus Carl Steffeck dans la création de peintures monumentales de scènes de bataille. C'est chez lui qu'il fait la connaissance de Wilhelm von Bode, le futur mécène de Liebermann et directeur du Kaiser-Friedrich-Museum. Le 22 janvier 1868, il est radié de l'université pour « manque d'assiduité aux cours ».
Après une importante dispute avec son père, il obtient de ses parents le soutien nécessaire pour intégrer l'Académie des Beaux-arts (École grand-ducale saxonne des arts) de Weimar. Il y devient l'élève du peintre d'histoire belge Ferdinand Pauwels qui l'initie à Rembrandt au cours d'un voyage de classe au Fridericianum de Cassel. Cette rencontre avec Rembrandt va avoir une influence durable sur le style du jeune Liebermann.
Lors de la guerre franco-prussienne de 1870, il succombe pendant un moment à l'engouement patriotique général. Il s'enrôle volontairement dans l'ordre protestant de Saint-Jean, étant donné qu'une fracture du bras mal ressoudée l'empêche d'intégrer le service militaire. Il sert alors comme soldat sanitaire près de Metz. En 1870/1871, 12 000 Juifs au total entrent dans la guerre du côté allemand. Les images des champs de bataille choquent le jeune artiste et atténuent son enthousiasme pour la guerre.
À partir de Pâques 1871, Max Liebermann séjourne à Düsseldorf où l'influence de l'art français est beaucoup plus marquée qu'à Berlin. Il y rencontre le peintre réaliste hongrois Mihály Munkácsy dont la représentation de femmes effilant la laine - simple scène de la vie quotidienne - attire son attention. Grâce à l'aide financière de son frère Georg, il se rend pour la première fois aux Pays-Bas et visite Amsterdam et Schéveningue où la lumière, les personnes et le paysage l'enchantent.

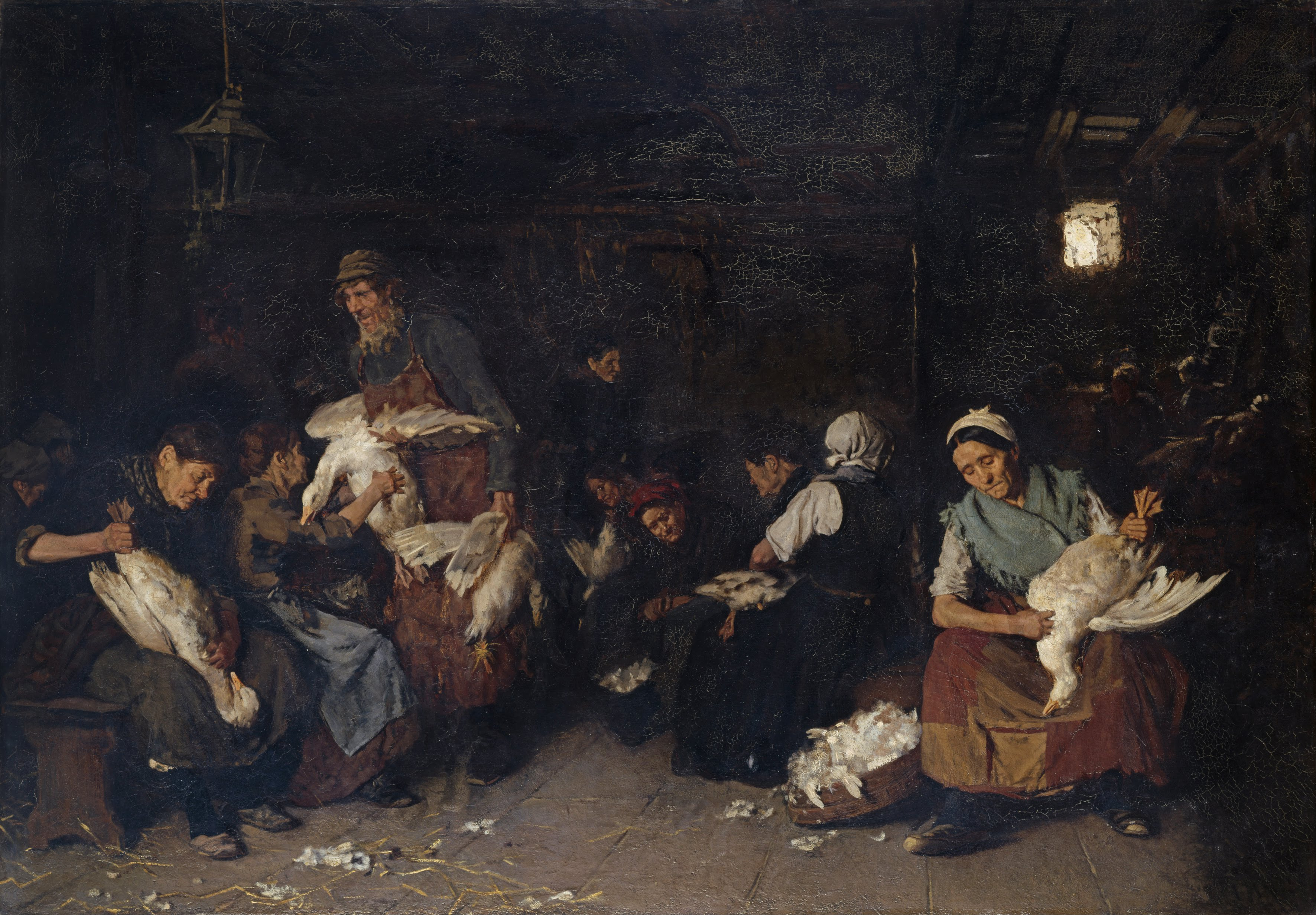
Les Plumeuses d'oie ,1872
Alte Nationalgalerie, Berlin

Son premier grand tableau Les Plumeuses d'oies a été créé pendant les mois suivant son retour. Il montre, dans des tons foncés, une activité prosaïque peu appréciée : le plumage des oies. Dans cette œuvre, Liebermann a intégré, en plus du naturalisme de Munkászy, des éléments de la peinture historique. À la vue du tableau encore inachevé, son maître Pauwels le renvoie, lui disant qu'il ne peut désormais plus rien lui apprendre. Lorsque Liebermann présente le tableau en 1872 à la Hamburger Kunstausstellung (exposition d'arts de Hambourg), ce sujet inhabituel suscite le dégoût et choque. Si la critique loue l'adresse du peintre, elle le surnomme néanmoins « l'apôtre du laid ». La toile est exposée la même année à Berlin. Elle y fait naître les mêmes réactions mais trouve cependant un acheteur auprès du géant des chemins de fer Bethel Henry Strousberg.
L'art de Liebermann est qualifié de « peinture du sale ». Il envoie donc sa deuxième grande œuvre Les Faiseuses de conserve (Die Konservenmacherinnen) à la grande exposition annuelle d'Anvers où il trouve aussitôt deux acheteurs intéressés. Liebermann a trouvé le style qui caractérisera la première période de son œuvre : il peint, de façon réaliste et dénuée de toute sentimentalité, des hommes au travail, sans condescendance ni transfiguration romantique mais sans militantisme non plus. Il montre dans ses motifs la dignité naturelle sans avoir besoin d'embellir quoi que ce soit.
En 1873, Liebermann voit des paysans occupés à la récolte de raves aux portes de Weimar. Il décide de faire de ce motif une peinture à l'huile mais lorsque Karl Gussow lui conseille cyniquement de ne pas même commencer cette peinture, Liebermann gratte les premières couches de la toile entamée. Il se sent vidé de ses forces et démotivé. Il décide alors de partir pour Vienne et de rendre visite au célèbre peintre historique et peintre de salon Hans Makart chez lequel il ne restera pourtant que deux jours. Il est décidé à tourner le dos à l'Allemagne et à son milieu artistique qu'il juge rétrograde et poussiéreux.

### Paris, Barbizon et Amsterdam

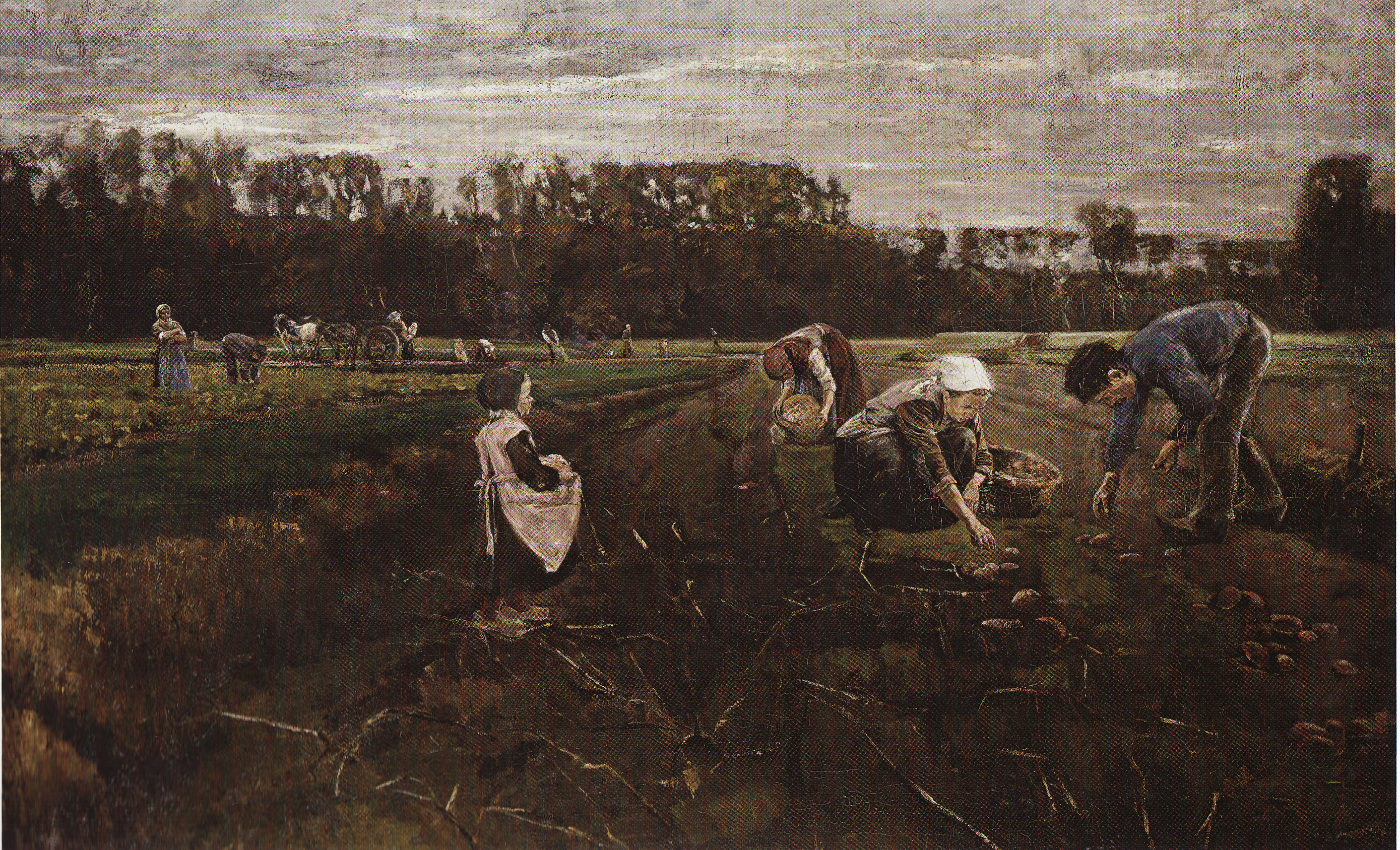
Récolte de pommes de terre à Barbizon, 1874
Museum Kunstpalast, Düsseldorf

En décembre 1873, Max Liebermann déménage à Paris et s'installe un atelier à Montmartre. À Paris, dans ce qui est alors une capitale mondiale des arts, il est attiré par Courbet et Millet et désire nouer des liens avec les peintres réalistes et les impressionnistes les plus influents de son temps. Mais les peintres français refusent d'entretenir tout contact avec un peintre allemand. En 1874, il expose ses Plumeuses d'oies au Salon de Paris où l'œuvre est particulièrement remarquée, mais reçoit de mauvaises critiques de la presse parisienne, fortement influencée par des motivations nationalistes. À l'été 1874, Liebermann séjourne pour la première fois à Barbizon, près de la forêt de Fontainebleau. « Munkácsy me fascinait énormément, mais plus encore Troyon, Daubigny, Corot et surtout Millet. ».
L'École de Barbizon joua un rôle majeur dans l'émergence de l'impressionnisme : elle refaçonnait la peinture paysagiste, enrichissait les courants de l'époque en les dotant des techniques de la peinture de plein air. Cette influence fait naître chez Liebermann une réaction de rejet envers la peinture de Munkácsy, qu'il jugea lourde et démodée. Mais il s'intéresse plus aux méthodes de l'école de Barbizon qu'à ses motifs. C'est ainsi que son étude de Weimar Arbeiter im Rübenfeld (Travailleurs dans un champ de raves) lui revient à l'esprit. Il se met à la recherche, à Barbizon, d'un motif similaire, et crée la Récolte de pommes de terre à Barbizon qu'il n'achèvera que plusieurs années plus tard. Il essaie, en fait, de marcher dans les pas de Millet mais lui reste inférieur, selon l'avis des critiques contemporains. La représentation des travailleurs dans leur environnement ne paraît pas naturelle ; ils semblent avoir été plantés dans le décor a posteriori.
En 1875, Liebermann passe trois mois à Zandvoort en Hollande-Septentrionale. Il copie, à Haarlem, de nombreux tableaux de Frans Hals. L'étude de la peinture de portrait de Hals lui ouvre des perspectives pour son propre style. La méthode de Frans Hals pour appliquer les couleurs, qui est à la fois vigoureuse et imprécise, se retrouve dans la période tardive de Liebermann, tout comme une influence des impressionnistes français. Liebermann prend l'habitude de laisser s'écouler une longue période entre l'apparition de l'idée et la réalisation de ses grands tableaux. Ce n'est qu'à l'automne 1875, une fois rentré à Paris et installé dans un plus grand atelier, qu'il s'inspire du vécu pour créer une première toile représentant de jeunes pêcheurs en train de se baigner ; il réutilisera ce motif plusieurs années après, et le couchera sur la toile.

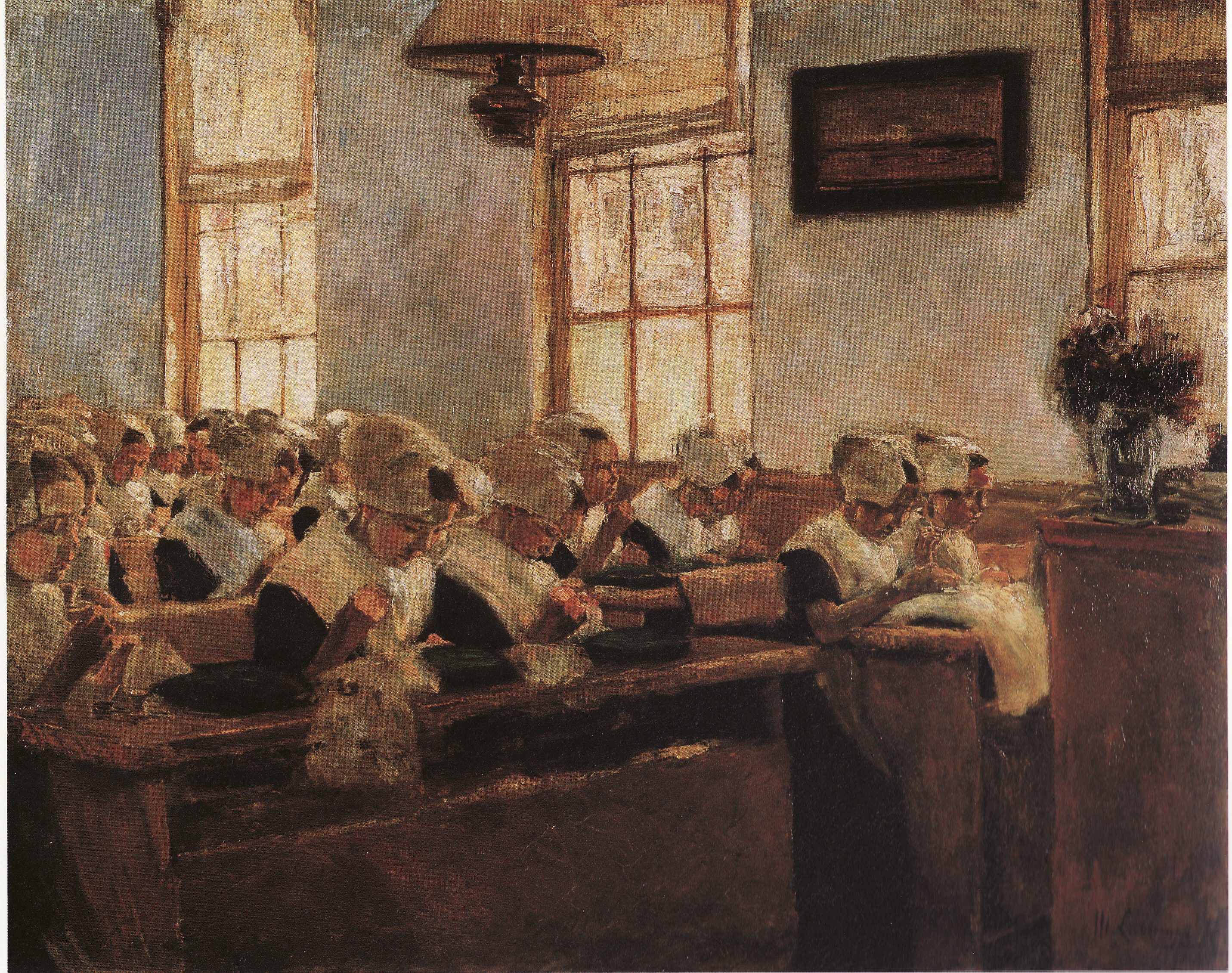
École de couture en Hollande, 1876
Musée Von-der-Heydt

À l'été 1876, il effectue à nouveau un séjour de plusieurs mois aux Pays-Bas. Il y poursuit son étude de Hals. C'est grâce à cela qu'il trouvera plus tard son propre style, qui profitera tout particulièrement à ses portraits. À Amsterdam, il fait la connaissance du graveur William Unger qui le met en contact avec Jozef Israëls et l'école de La Haye. Dans son tableau École de couture en Hollande, Liebermann emploie l'effet de la lumière de façon déjà impressionniste. Par le biais du professeur August Allebé, il découvre la Synagogue portugaise d'Amsterdam, ce qui l'amène à une réflexion picturale sur ses origines juives. C'est à cette même époque qu'il réalise ses premières études de l'orphelinat d'Amsterdam.
Face à la pression de ses parents et à sa propre autocritique, il sombre à Paris dans une profonde dépression, souvent proche du désespoir. Pendant cette période, rares sont les tableaux qu'il peint. Sa participation répétée au Salon de Paris ne lui amène pas non plus la réussite escomptée. Liebermann ne peut rien apporter au milieu artistique parisien qui refuse même de le reconnaître en tant qu'artiste, toujours pour des raisons patriotiques. Après toutes ces années, ses peintures ne sont toujours pas perçues comme « françaises ». En revanche, ses séjours répétés aux Pays-Bas lui valent une notoriété grandissante. Finalement, Liebermann se résout à quitter définitivement Paris.

### Munich

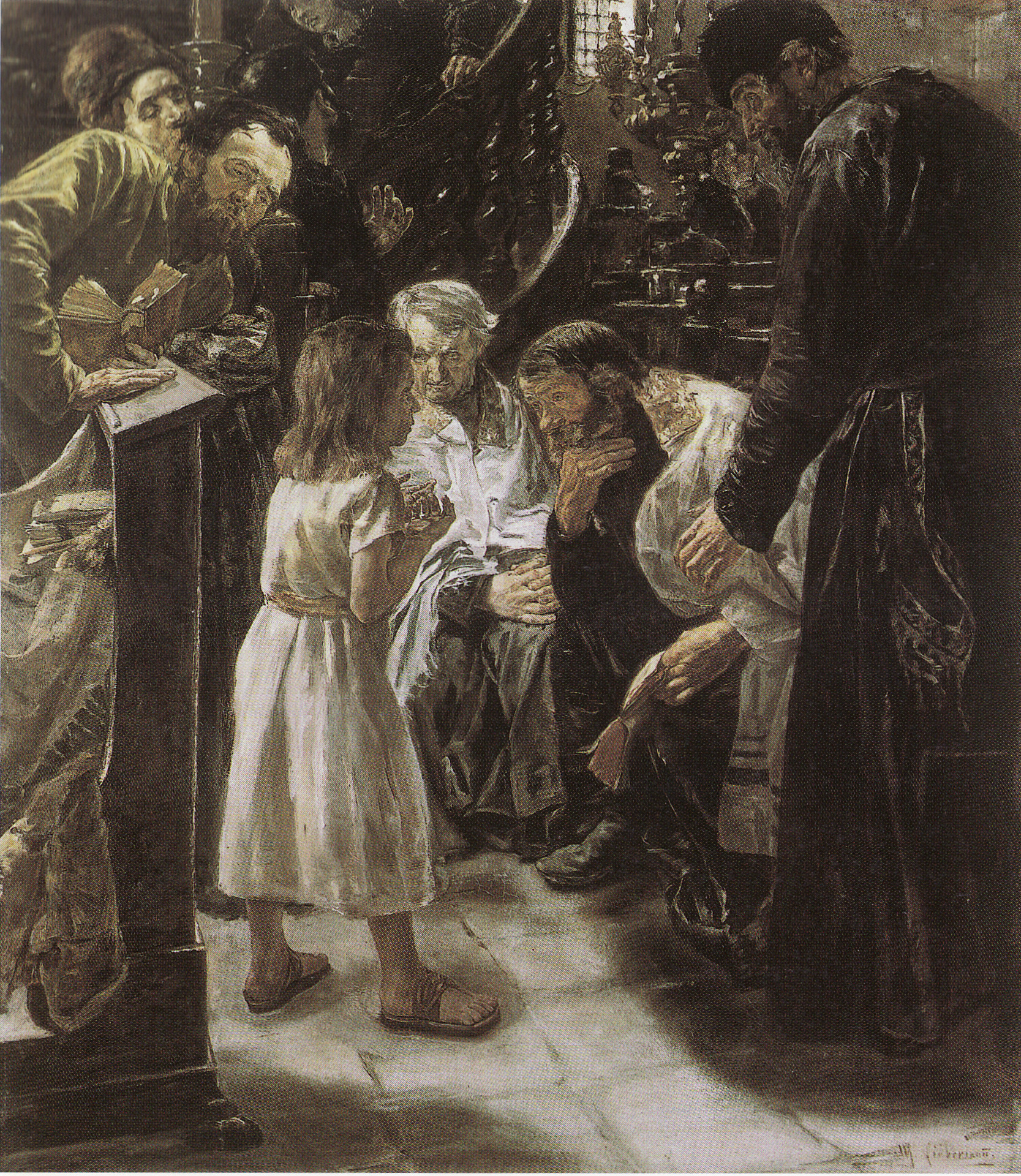
Jésus à 12 ans au temple, 1879
Kunsthalle de Hambourg

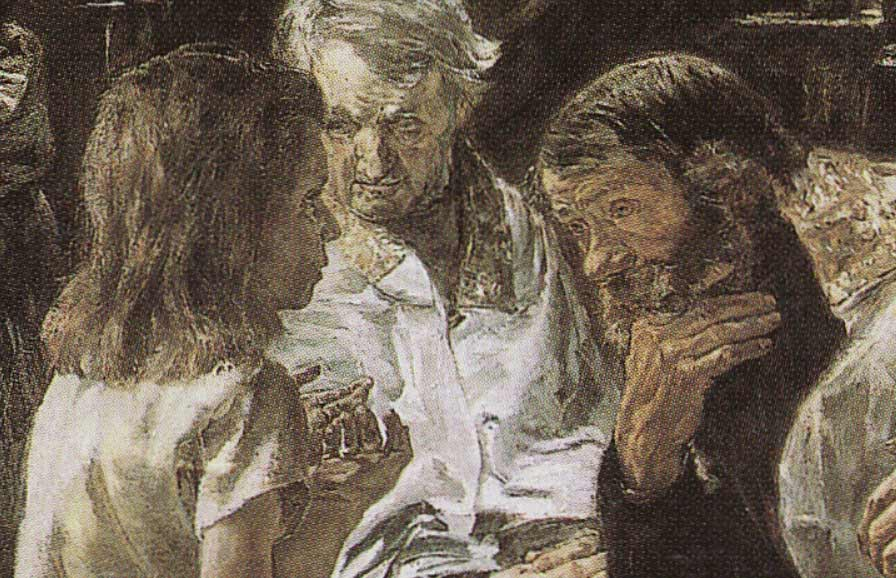
Jésus à 12 ans au temple (détail).

En 1878, à trente et un ans, Liebermann se lance tout d'abord dans un voyage en Italie. Il désire contempler à Venise des œuvres de Vittore Carpaccio et de Gentile Bellini pour y puiser une nouvelle inspiration. Il fait, à cette occasion, la connaissance d'un groupe de peintres munichois - parmi lesquels se trouve Franz von Lenbach - en compagnie duquel il reste à Venise pendant trois mois. Puis il suit le groupe dans la capitale bavaroise qui, avec l'école de Munich, constitue alors le centre allemand de l'art naturaliste.
En décembre 1878, Liebermann commence son Jésus à 12 ans au temple, en s'aidant des premières esquisses qu'il a commencées dans les synagogues d'Amsterdam et de Venise. Il n'a encore jamais consacré autant de travail à la mise en scène d'un tableau : il combine ses études de l'intérieur de la synagogue à des personnages individuels dont il a fait auparavant des études de nu et qu'il habille finalement dans le tableau. Il fond le sujet dans une lumière quasi mystique qui semble émaner de l'enfant Jésus, véritable centre lumineux.
Cette peinture provoque une vague d'indignation dans tout l'empire allemand. Tandis que le prince régent Léopold soutient Liebermann, le journal Die Augsburger Allgemeine reproche à l'artiste d'avoir peint « le garçon juif le plus infatué et le plus laid qu'on puisse s'imaginer ». Dans l'opinion publique, Max Liebermann passe pour un « blasphémateur ». Au Parlement bavarois, le député conservateur Daller lui retire le droit en tant que Juif de représenter Jésus de cette façon. À Berlin, le prêtre de la cour poursuit le débat antisémite sur le tableau dans des termes très blessants.

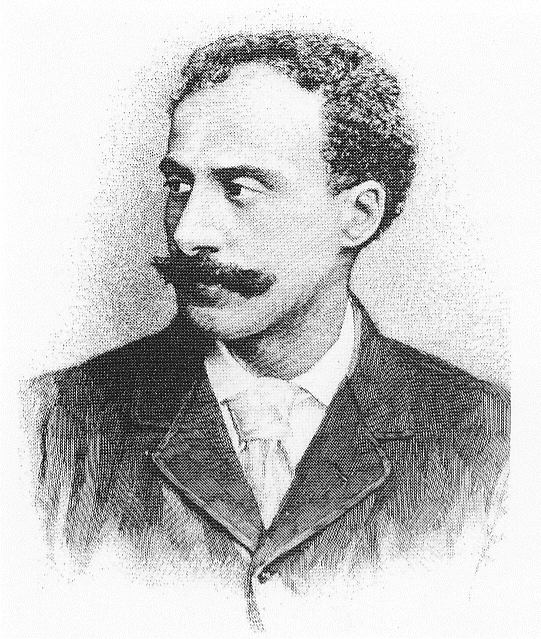
Max Liebermann à l'âge de 35 ans

Tandis que l'opposition de l'Église et des critiques est de plus en plus impitoyable, des artistes de renom tels que Friedrich August von Kaulbach et Wilhelm Leibl interviennent en faveur de l'œuvre. D'un point de vue artistique, ce tableau apparaît comme le résumé de cette période de la peinture du jeune Liebermann, qualifiée d'« années d'apprentissage ».
Liebermann est alors déjà un artiste célèbre mais sa peinture connaît une période de stagnation lors de son séjour aux Pays-Bas en 1879. La lumière dans la représentation d'une rue de village datée de cette époque semble blafarde et artificielle. En 1880, il participe au Salon de Paris. Les tableaux qu'il y expose ont cela de commun qu'ils représentent des hommes travaillant ensemble paisiblement au sein d'une communauté harmonieuse. Cette ambiance, Liebermann ne la doit en aucun cas au Munich échauffé par les querelles antisémites, mais plutôt aux Pays-Bas où il se rend désormais chaque année. Il effectue également des séjours dédiés à la peinture dans la région de Dachau, à Rosenheim et dans l'Inntal qui lui inspire son tableau Brasserie de campagne à Brannenbourg.

### Les Pays-Bas
À l'été 1880, il se rend au village de Dongen dans le Brabant. C'est là qu'il crée les études qu'il utilisera plus tard pour sa toile L'Atelier du cordonnier. Une fois ce travail terminé, il retourne encore une fois à Amsterdam avant de repartir pour Munich. Et dans la capitale néerlandaise se passe quelque chose qui va bouleverser sa carrière artistique. Il jette un œil sur le jardin de la maison de retraite catholique où de vieux messieurs en habits noirs prennent le soleil, assis sur des bancs. Liebermann décrira cet instant de la façon suivante : « C'était comme quelqu'un qui marche sur un chemin plat et pose soudain le pied sur un ressort et se trouve alors propulsé ». Il commence à peindre ce motif en utilisant pour la première fois une lumière traversant un feuillage (ou un autre obstacle) que l'on appellera plus tard les « taches de soleil à la Liebermann ». Cet effet se caractérise par la représentation ponctuelle de la lumière afin de créer une atmosphère pleine de poésie. Il laisse déjà entrevoir le style de la période tardive de Liebermann.
Au Salon de Paris de 1880, ce tableau lui vaut les honneurs. Liebermann est ainsi le premier allemand à jouir de cette considération. De plus, Léon Maître, un grand collectionneur d'œuvres impressionnistes, fait l'acquisition de plusieurs toiles de Liebermann. Encouragé par ce succès tant attendu, il se consacre à un ancien sujet : à l'aide d'anciennes études de peinture, il compose Dans l'orphelinat, Amsterdam (cf. illustration ci-dessous), toile, elle aussi, pleine de « taches de soleil ».
En automne, Liebermann repart à Dongen pour achever sur place L'Atelier du cordonnier. Il exprime également dans cette œuvre son orientation vers la peinture de lumière. Mais il reste cependant fidèle à ses travaux antérieurs, en évitant toute transfiguration romantique. Les tableaux L'Atelier du cordonnier et Dans l'orphelinat, Amsterdam trouvent en 1882 au Salon de Paris un acheteur en la personne de Jean-Baptiste Faure. La presse française le célèbre en tant qu'impressionniste. Le collectionneur Ernest Hoschedé écrit plein d'enthousiasme à Édouard Manet : « Si c'est vous, mon cher Manet, qui nous avez initiés aux secrets du plein air, Liebermann, lui, a le don de capter la lumière dans un espace fermé. »
Mais au lieu de se laisser englober par le mouvement impressionniste, Liebermann délaisse la peinture de lumière pour se consacrer à nouveau au naturalisme dans son tableau La Blanchisserie. Alors qu'il travaille à ce tableau, Vincent van Gogh tente de faire sa connaissance à Zweeloo, rencontre qui n'aura pas lieu. De retour des Pays-Bas, Liebermann répond à l'appel de la comtesse de Maltzan résidant à Militsch en Silésie et réalise sa première commande : une vue de village.

Aux Pays-Bas
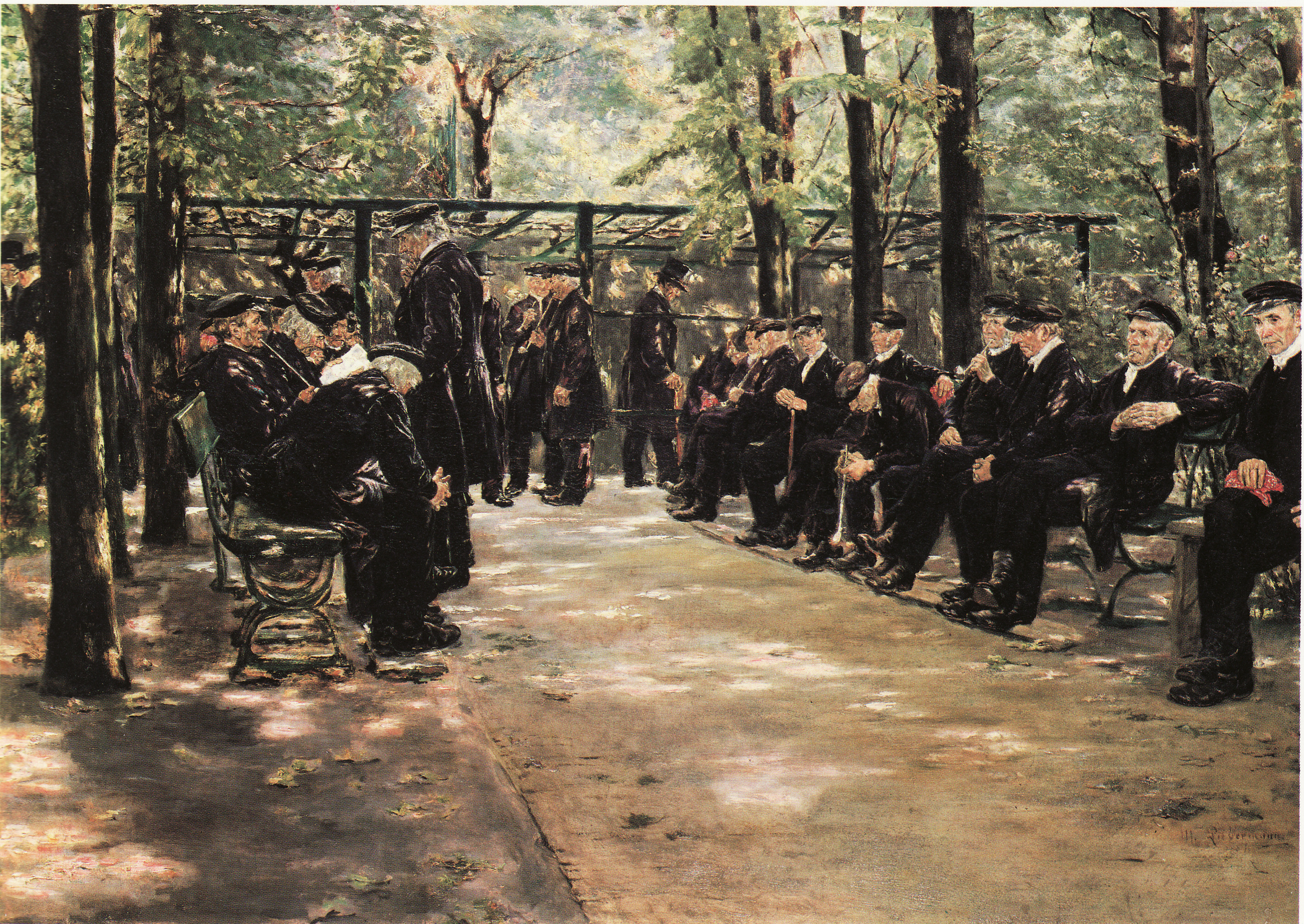
Maison de retraite, Amsterdam, 1880 Musée Georg Schäfer, Schweinfurt
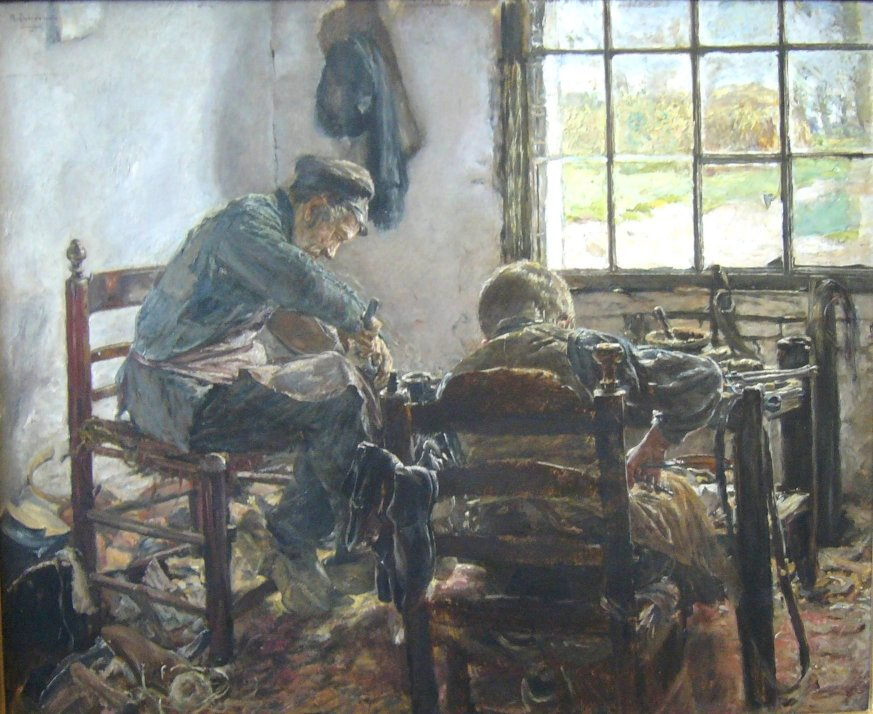
L'Atelier du cordonnier, 1881 Nationalgalerie, Berlin
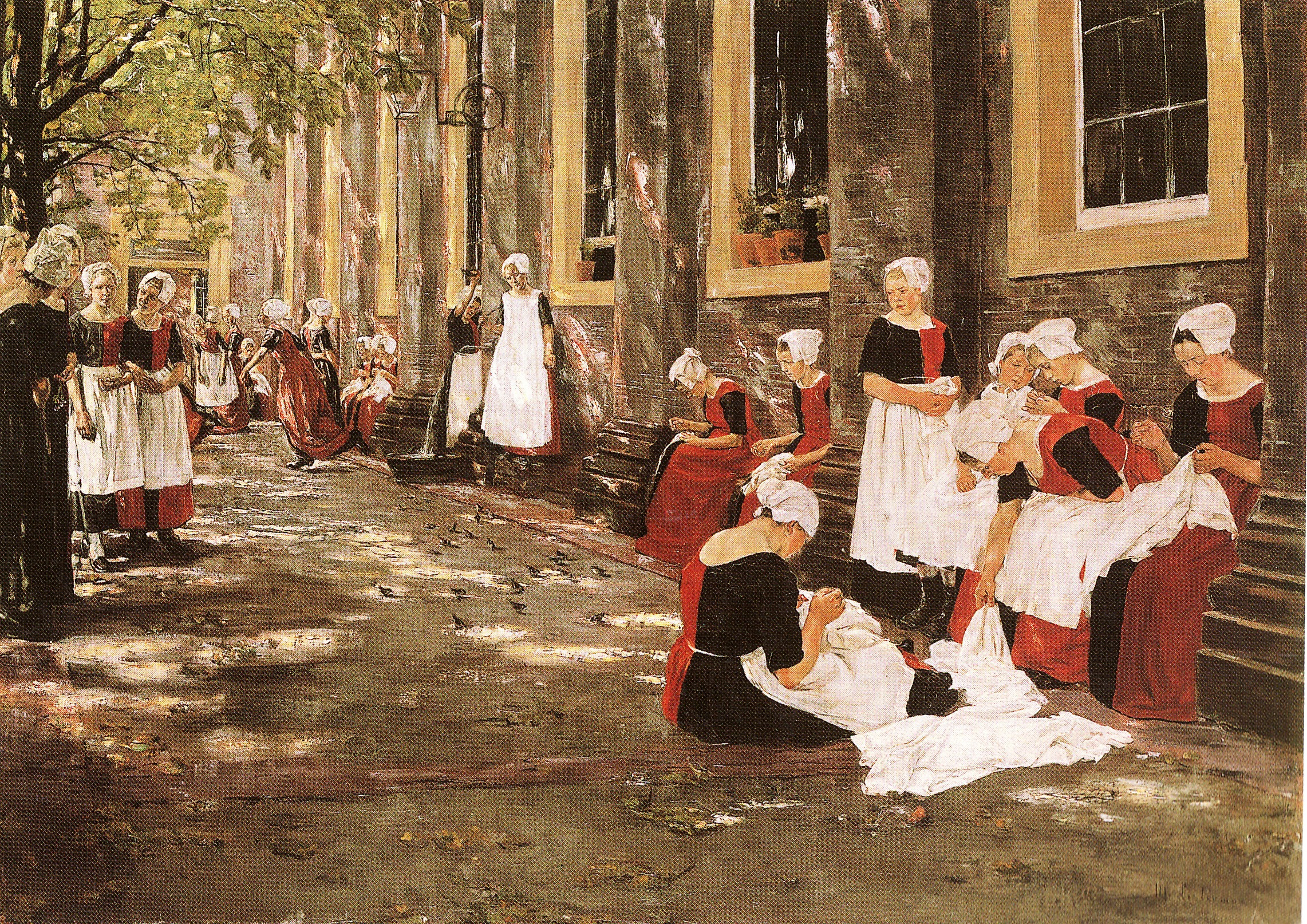
Dans l'orphelinat, Amsterdam, 1881/1882 Musée Städel, Francfort-sur-le-Main
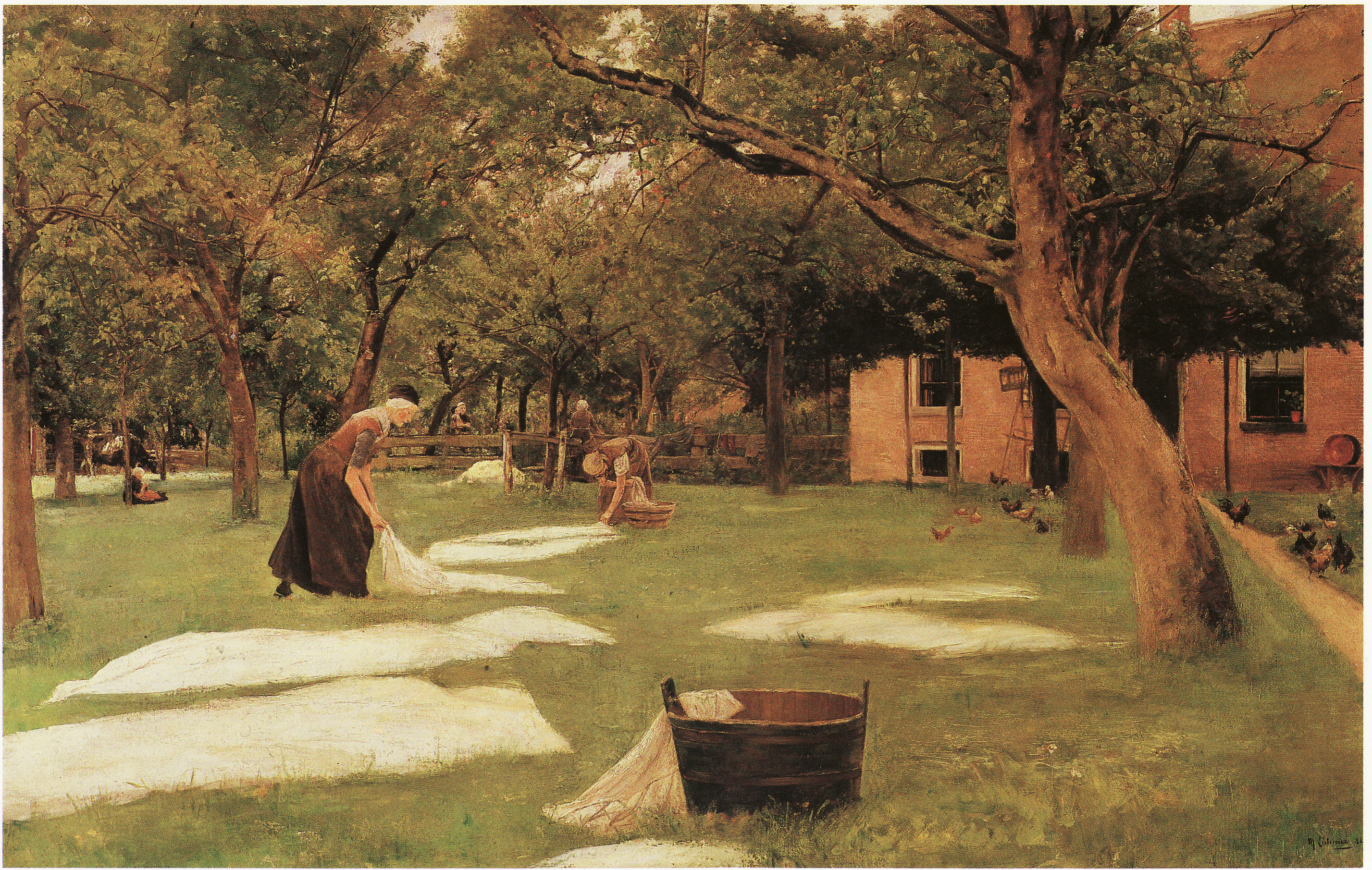
La Blanchisserie, 1882/1883 Musée Wallraf-Richartz, Cologne

### Retour à Berlin

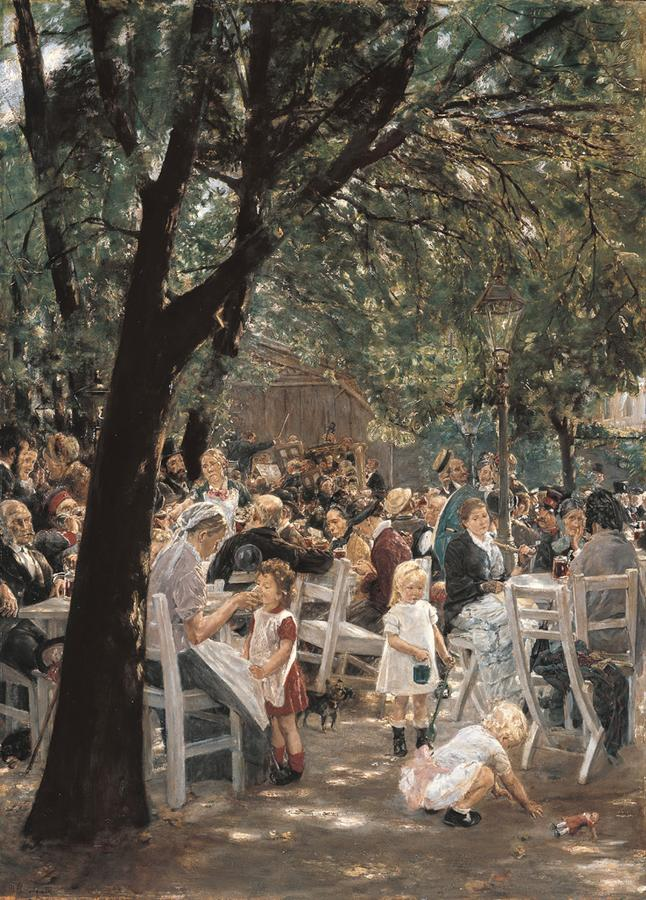
Beer Garden à Munich, 1884 - Munich Neue Pinacothek

En 1884, Liebermann décide de retourner à Berlin, sa ville natale tout en sachant qu'il va au-devant de conflits inévitables. D'après lui, Berlin jouera tôt ou tard le rôle de capitale des arts car elle abrite le plus grand marché d'art. En outre, Liebermann considère la tradition munichoise de plus en plus comme un fardeau.
En mai 1884, il se fiance à la sœur de sa belle-sœur, Martha Mackwald. Le mariage a lieu le 14 septembre, une fois le déménagement de Munich à Berlin terminé. Le premier appartement du jeune couple se trouve dans la rue In den Zelten 11 à la limite nord du Tiergarten. Le voyage de noces ne les conduit pas, comme c'était la tradition, en Italie mais à Schéveningue aux Pays-Bas, avec comme étapes Brunswick et Wiesbaden. À Schéveningue, Jozef Israëls se joint au couple ; tous les trois partent ensuite à Laren où Liebermann fait la connaissance du peintre Anton Mauve. Le voyage se poursuit par Delden, Haarlem et Amsterdam. Liebermann fait, à chaque étape, des esquisses et rassemble suffisamment d'idées pour l'occuper les prochaines années.
Une fois de retour, il est admis à l'Association des artistes berlinois (Verein Berliner Künstler). Il doit son admission, entre autres, à Anton von Werner qui sera plus tard son adversaire. En août 1885 naît sa fille unique. Elle reçoit le nom de « Marianne Henriette Käthe » mais sera appelée tout simplement Käthe. Très peu de tableaux datent de cette époque. Liebermann se consacre entièrement à son rôle de père.
Carl et Felicie Bernstein habitent en face de la famille Liebermann. C'est chez ces voisins extraordinairement cultivés que Max Liebermann voit des tableaux d'Édouard Manet et d'Edgar Degas, qui l'accompagneront le reste de sa vie. Dans le cercle d'amis de ses voisins, Liebermann se sent, pour la première fois, reconnu comme membre de la communauté des artistes berlinois : Max Klinger, Adolph von Menzel, Georg Brandes et Wilhelm von Bode en sont des habitués tout comme Theodor Mommsen, Ernst Curtius et Alfred Lichtwark. Ce dernier, directeur de la Kunsthalle de Hambourg, reconnaît très tôt le don pour l'impressionnisme de Liebermann. L'adhésion de Liebermann à la Société des Amis contribue également à le faire accepter auprès de la classe bourgeoise supérieure.
Après huit années d'absence loin de Berlin, Liebermann participe à nouveau, en 1886, à l'exposition de l'Académie des Beaux-Arts à laquelle il destine les tableaux Dans l'orphelinat, Amsterdam, Maison de retraite, Amsterdam et Das Tischgebet (la prière du souper). Ce dernier tableau qui représente une famille de paysans néerlandais à l'heure de la prière, dans un cadre austère, a été créé sur le conseil de Jozef Israëls au cours du voyage de noces. Le « faiseur d'opinions » Ludwig Pietsch qualifie Liebermann d'homme de grand talent et de parfait représentant de l'art moderne.
À l'été 1886, Martha Liebermann et sa fille vont en cure à Bad Homburg vor der Höhe, ce qui donne à son mari l'occasion de se consacrer à des études aux Pays-Bas. Il retourne à Laren où le lin est travaillé dans des chaumières. Liebermann, à nouveau sous le charme des travaux en commun, commence des esquisses et une première version à l'huile. Dans son atelier berlinois, il se sert de ces études pour composer un tableau de grand format qu'il achève au printemps 1887. La représentation des travaux collectifs a pour objectif de souligner la patience héroïque du quotidien.

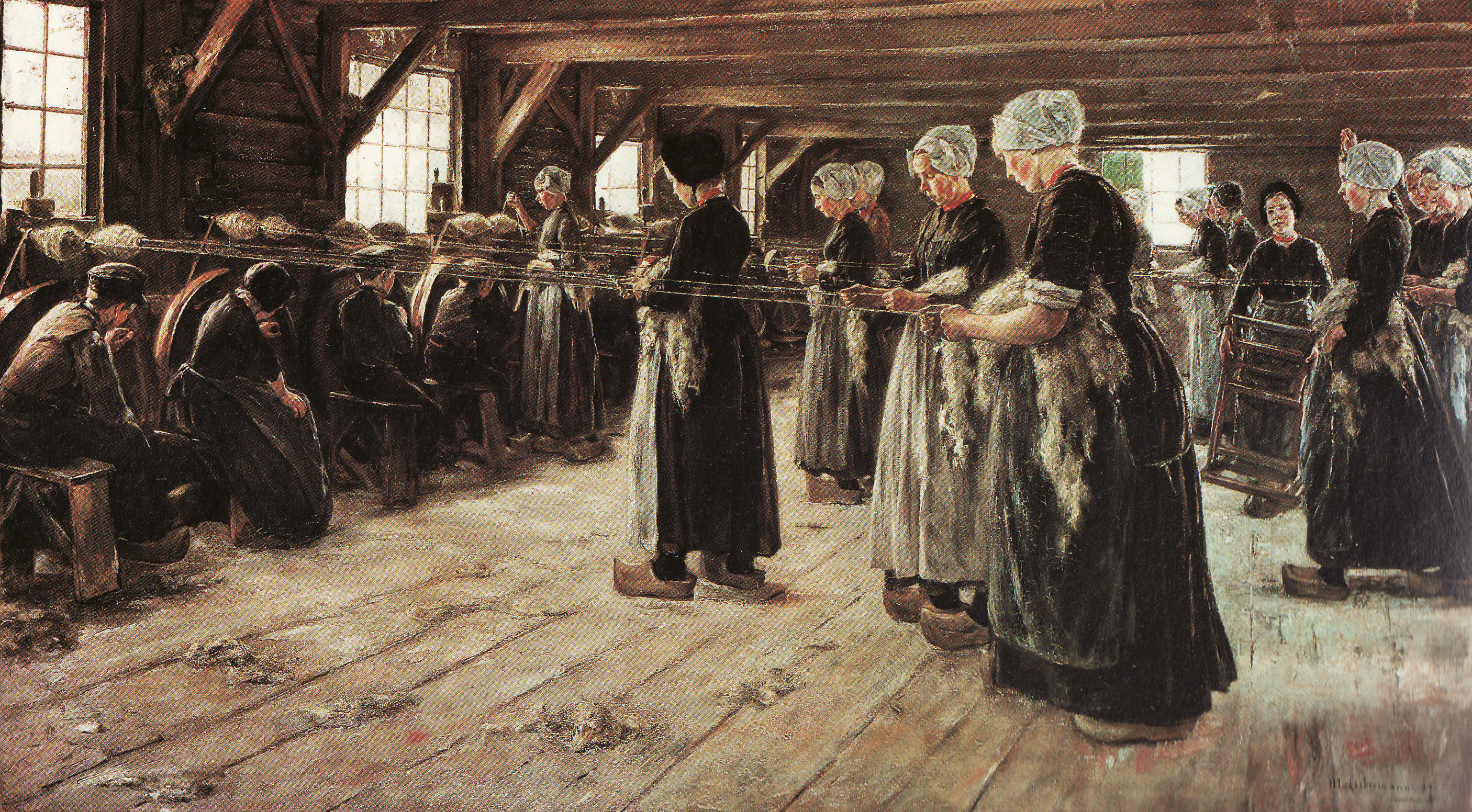
La Grange au lin, Laren, 1887
NationalGalerie, Berlin

En mai 1887, ce tableau est exposé au Salon de Paris où il reçoit un accueil réservé. Lors de l'Exposition internationale de Munich, un critique décrit le tableau de la façon suivante : « la représentation réelle d'un mal sourd, provoqué par une multitude de durs travaux. [...] Des paysannes en tabliers bien serrés et en sabots dont les visages prennent dès la jeunesse les traits d'une vieillesse morose accomplissent de manière mécanique leur pensum quotidien, dans une pièce aux poutres pesantes. »[18] Adolph von Menzel, en revanche, loue le tableau et décrit le peintre comme étant « le seul à représenter des hommes et non des modèles ».

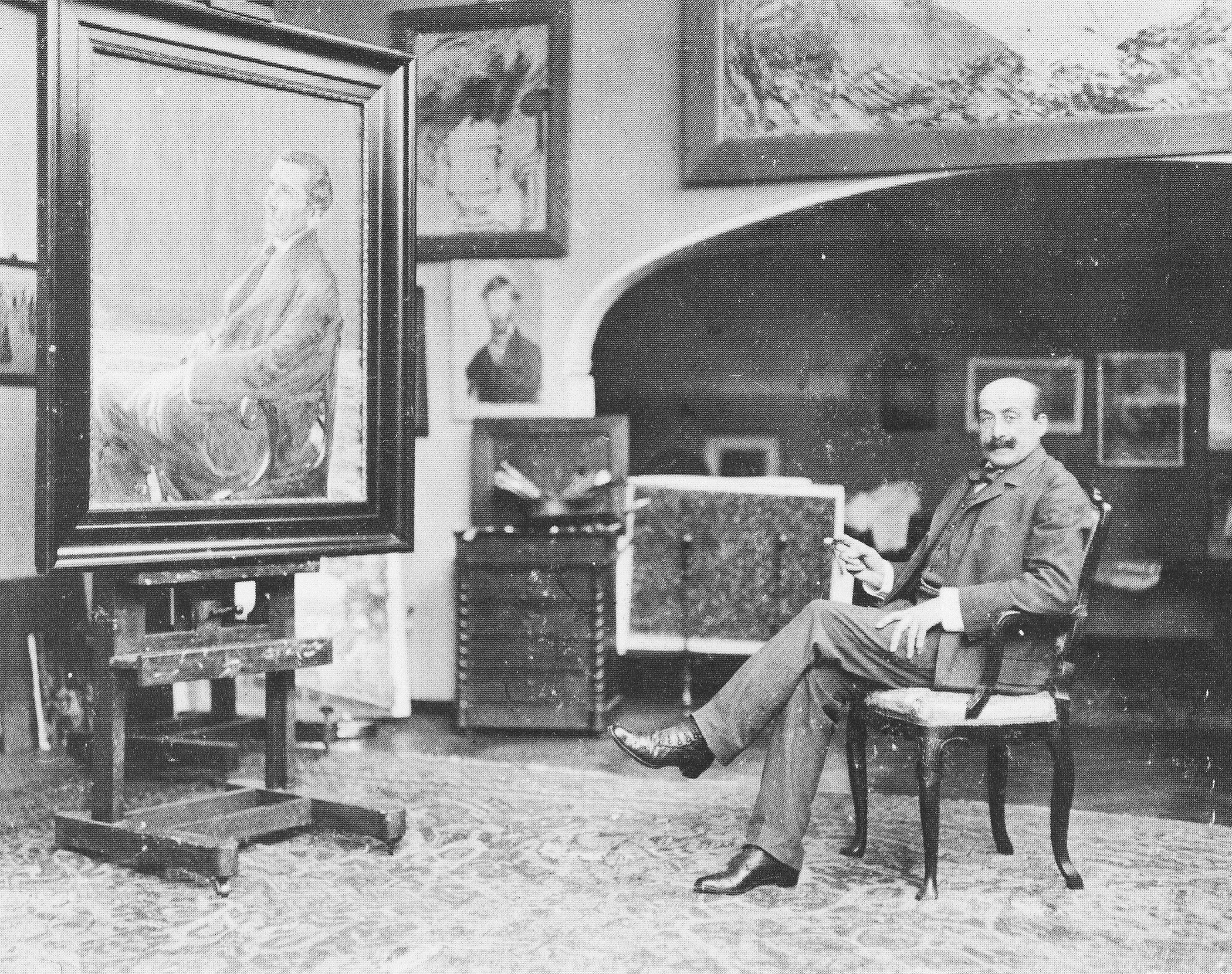
Max Liebermann dans son atelier.

À cette époque, le critique d'art Emil Heilbut publie une Étude sur le naturalisme et Max Liebermann (Studie über den Naturalismus und Max Liebermann) dans laquelle il décrit Liebermann comme « le peintre le plus téméraire de l'art nouveau en Allemagne ». En mars 1888, l'empereur Guillaume Ier décède. Frédéric III lui succède alors sur le trône. Son règne fait naître l'espoir d'un changement politique en Prusse. En ce printemps de l'« année des trois empereurs », Max Liebermann séjourne à Bad Kösen. Choqué par la mort de Frédéric III, il peint une commémoration fictive en l'honneur de l'empereur Frédéric III à Bad Kösen, ce qui montre qu'il était attaché à la monarchie des Hohenzollern malgré ses convictions politiques de gauche. Il désirait être un libre penseur mais ne pouvait se résoudre à renier les traditions prussiennes.
En 1889, l'Exposition universelle a lieu à Paris, à l'occasion du centenaire de la Révolution française. Les monarchies russe, britannique et austro-hongroise refusent de participer par opposition à la célébration de la Révolution. La nomination des Allemands Kuehl, Karl Koepping et Max Liebermann comme membres du jury enflamme le climat politique à Berlin. Liebermann s'adresse au ministre prussien de l'Éducation et de la Culture Gustav von Goßler qui le laisse faire et lui offre ainsi son appui de façon officieuse. Le journal La France lance, à la même époque à Paris, une campagne contre la participation de la Prusse.
Liebermann projette avec Menzel, Leibl, Trübner et von Uhde de présenter l'élite de la peinture allemande. La presse allemande lui reproche de servir les idées de la révolution. Le vieil Adolph von Menzel prend alors à nouveau parti pour Liebermann et la première exposition de l'art allemand non officiel a lieu sur le sol français. L'Exposition universelle fait connaître Liebermann définitivement du grand public. À Paris, il est récompensé par une médaille d'honneur et est admis à la Société des Beaux-Arts. Il refuse la Légion d'honneur par égard au gouvernement prussien.
En 1889, Liebermann se rend à Katwijk où, en peignant Femme avec des chèvres dans les dunes, il prend pour la dernière fois la classe sociale comme sujet. Le succès grandissant, Liebermann trouve le loisir de se consacrer à des toiles représentant des scènes de vie plus légères et s'inspire de l'impressionnisme français. En 1890, il reçoit plusieurs commandes de tableaux de Hambourg, toutes grâce à l'aide d'Alfred Lichtwark : outre un pastel de la Kirchenallee à Hambourg, il reçoit sa première commande de portrait. Le bourgmestre Carl Friedrich Petersen, à la vue de son portrait achevé fortement inspiré de la peinture de Hals, s'indigne. Le naturel du tableau sur lequel sa fonction de dignitaire semble être représentée de façon anecdotique par un costume historique le répugne. Aux yeux de Lichtwark, le portait du Bourgmestre est un véritable « coup manqué ». Liebermann remporte plus de succès avec son œuvre, Femme avec des chèvres dans les dunes pour lequel il reçoit la grande médaille d'or au printemps 1891, à l'exposition du Münchner Kunstverein (cercle d'art de Munich).

### Liebermann à la tête de la Sécession berlinoise
Le 5 février 1892, est fondé à Berlin le groupe des XI qui réunit onze peintres. Le groupe des XI deviendra au cours des années suivantes la pierre angulaire de la future Sécession qui s'opposera aux idées conservatrices de l'école de peinture académique. La Sécession berlinoise se réunit tout d'abord dans la Kantstraße, puis déménage en 1905 vers le Kurfürstendamm, près du Romanisches Café et de l'atelier de la photographe Frieda Riess (en), ouvert en 1917. Selon Lovis Corinth, Liebermann était déjà, peu de temps après la fondation du groupe, le « chef officieux des onze anarchistes ».[23] Sous l'influence de Guillaume II, s'intensifient les tendances réactionnaires dans la politique culturelle de l'empire (cf. Rinnsteinkunst - art de caniveau). Les réactions des critiques d'art de la capitale face à la création du groupe d'artistes qui s'opposent au courant officiel sont très différenciées. La plupart d'entre eux dénigrent Liebermann et critiquent son « coup de pinceau insolent » mais personne ne lui dispute sa place de principal artiste berlinois.
Quelques mois avant la mort de sa mère en septembre 1892, alors que la santé de celle-ci se détériore, Liebermann emménage avec sa famille dans le palais familial sur la Pariser Platz. C'est avec beaucoup d'autodiscipline qu'il suit son emploi du temps quotidien : il quitte le domicile à 10 heures pour s'isoler dans son atelier de l'Auguste-Viktoria-Straße et en revient à 18 heures. « Je suis mes habitudes quotidiennes comme un parfait bourgeois ; je mange, je bois, je dors, je me promène et je travaille avec la régularité d'une horloge. »[25]
Le 5 novembre 1892, l'Association des artistes berlinois expose 55 toiles du peintre norvégien Edvard Munch. La critique s'indigne devant les œuvres qu'elles dénoncent comme les « excès du naturalisme ». Une demande urgente de réexamen devant la Cour d'Appel est rejetée, une seconde demande, en revanche, conduit à la réunion d'une assemblée générale de l'Association des artistes berlinois. Celle-ci décide, à 120 contre 105, de fermer l'exposition Munch. Cet événement provoque la scission définitive entre l'école conservatrice réactionnaire dont Anton von Werner devient le porte-parole au cours de cet incident, et l'école libérale moderne dont Max Liebermann est un des leaders. 60 autres membres indignés de l'Association fondent, le soir même de la décision, l'Association libre des artistes.
En 1893, Liebermann se rend à Rosenheim où il rencontre Johann Sperl et Wilhelm Leibl. L'année suivante à l'occasion d'une exposition à Vienne, il reçoit la grande médaille d'or pour son œuvre Femme avec des chèvres dans les dunes. À la mort de la mère de Liebermann en 1892, suit celle de son père Louis Liebermann en 1894. Peu avant le décès de celui-ci, Max Liebermann avait retrouvé son affection pour lui, oubliant les anciennes querelles. À la suite de cette réconciliation, sa disparition lui pèse d'autant plus. Dans le même temps, il utilise ces impressions pour approfondir encore son travail et créer des peintures vibrantes.

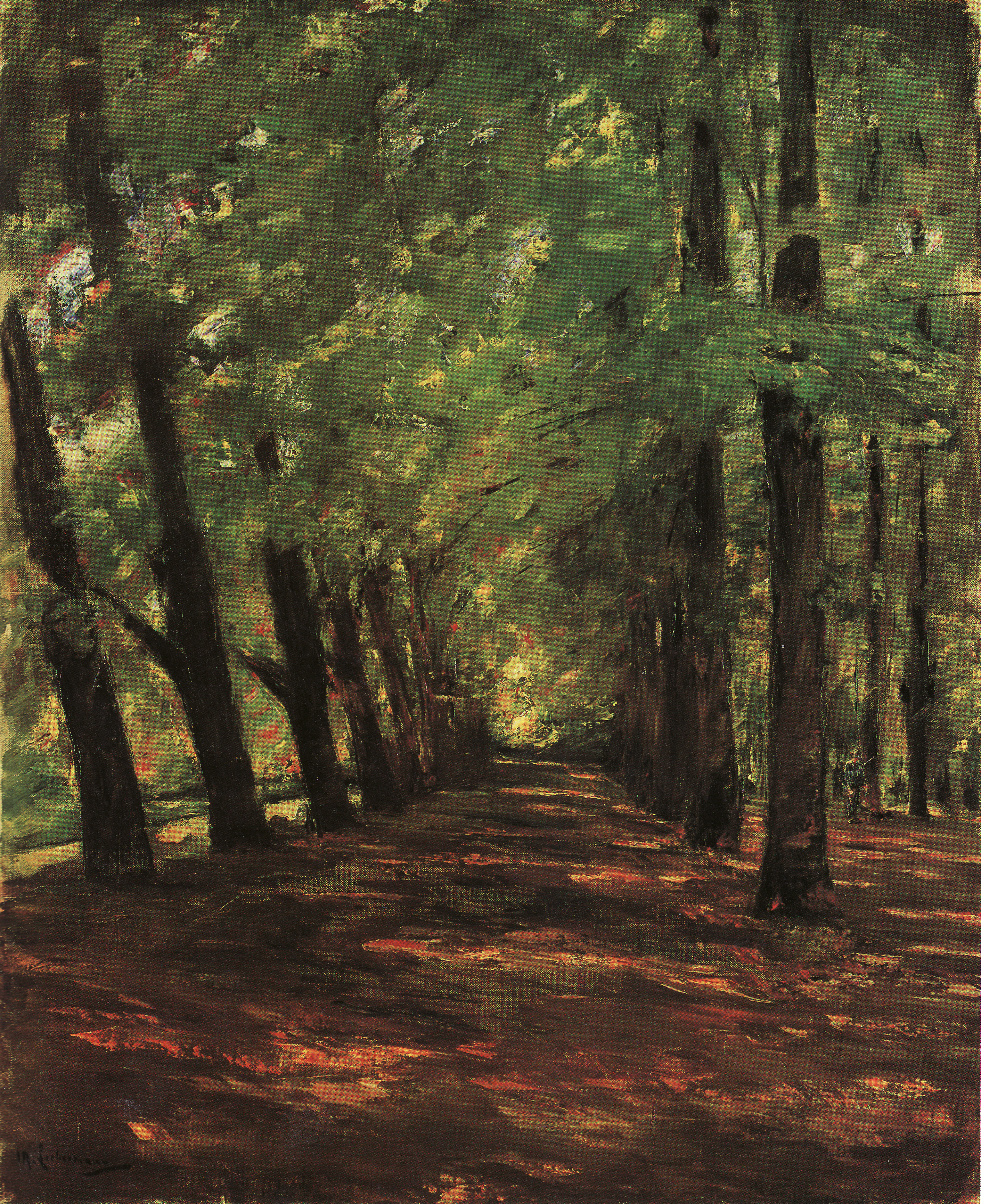
Avenue dans Overveen, 1895

À la mort de son père, Liebermann hérite de plusieurs millions. Il devient également le propriétaire de la maison sur la Pariser Platz. Il lui devient alors possible d'aménager à son goût sa résidence, inhabituellement luxueuse pour un artiste. Il fait appel à l'architecte Hans Grisebach pour la construction d'un escalier en colimaçon menant à son futur atelier dans les combles. Étant donné que la préfecture de police de Berlin émet des réserves quant à la modification du bâtiment en raison d'un paragraphe figurant dans le contrat de vente, Liebermann décide de continuer à utiliser son atelier dans l'Auguste-Viktoria-Straße. Les toiles créées à cette époque sont impressionnistes, comme l'Avenue dans Overveen achevée en 1895. Liebermann continue à puiser son inspiration pour les nombreuses œuvres dans ses séjours réguliers aux Pays-Bas.[27]
Parallèlement, il se consacre à la peinture de portrait. En 1895, il crée un portrait au pastel de son ami Gerhart Hauptmann pour lequel il remporte le premier prix à Venise.[28] Liebermann reprend également son sujet favori des garçons se baignant car il s'intéresse au défi pictural des corps en mouvement à la lumière naturelle. Mais au lieu de créer comme autrefois des peintures conservatrices avec des compositions du mouvement classiques, il parvient à une représentation plus libre de la vie balnéaire. Il ne réussit à donner à ce sujet les traits impressionnistes que plusieurs années après.

Libermann et sa femme
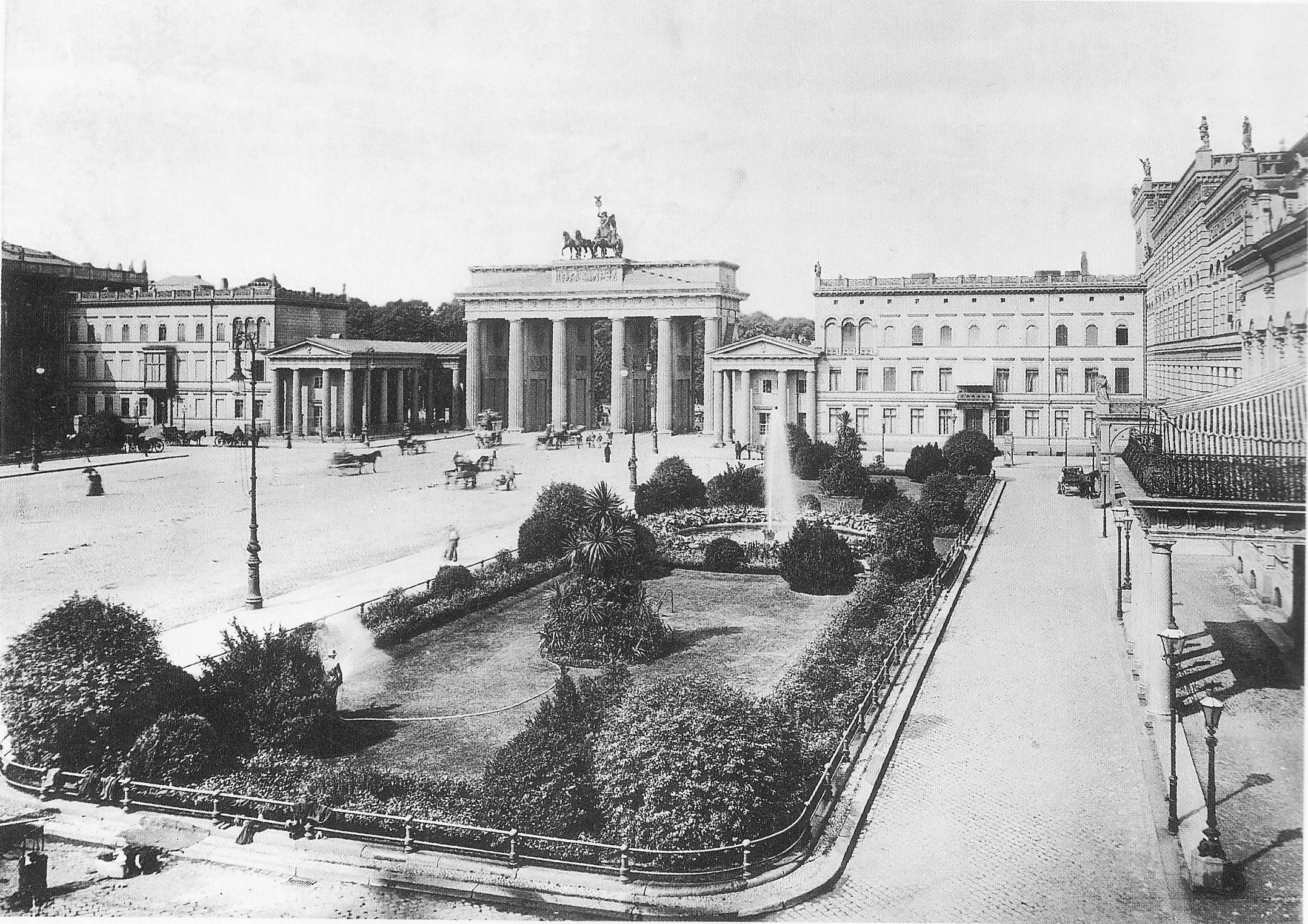
Palais Liebermann sur la Pariser Platz, à droite de la porte de Brandebourg
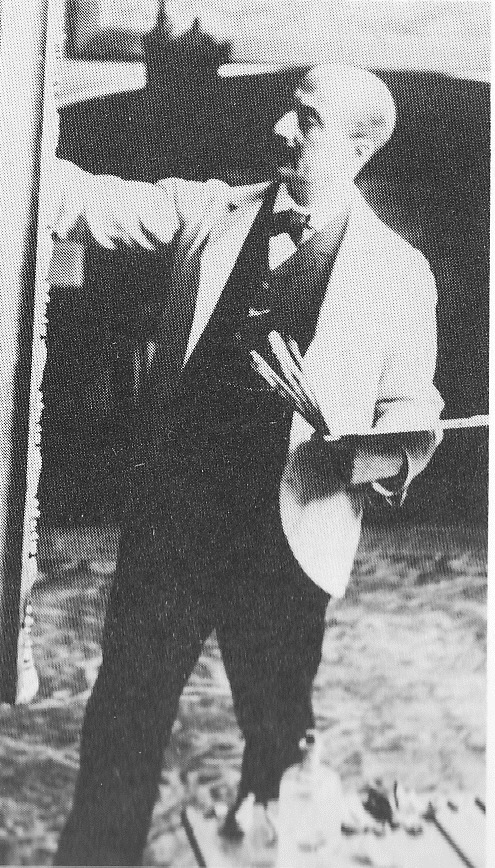
Max Liebermann devant son chevalet
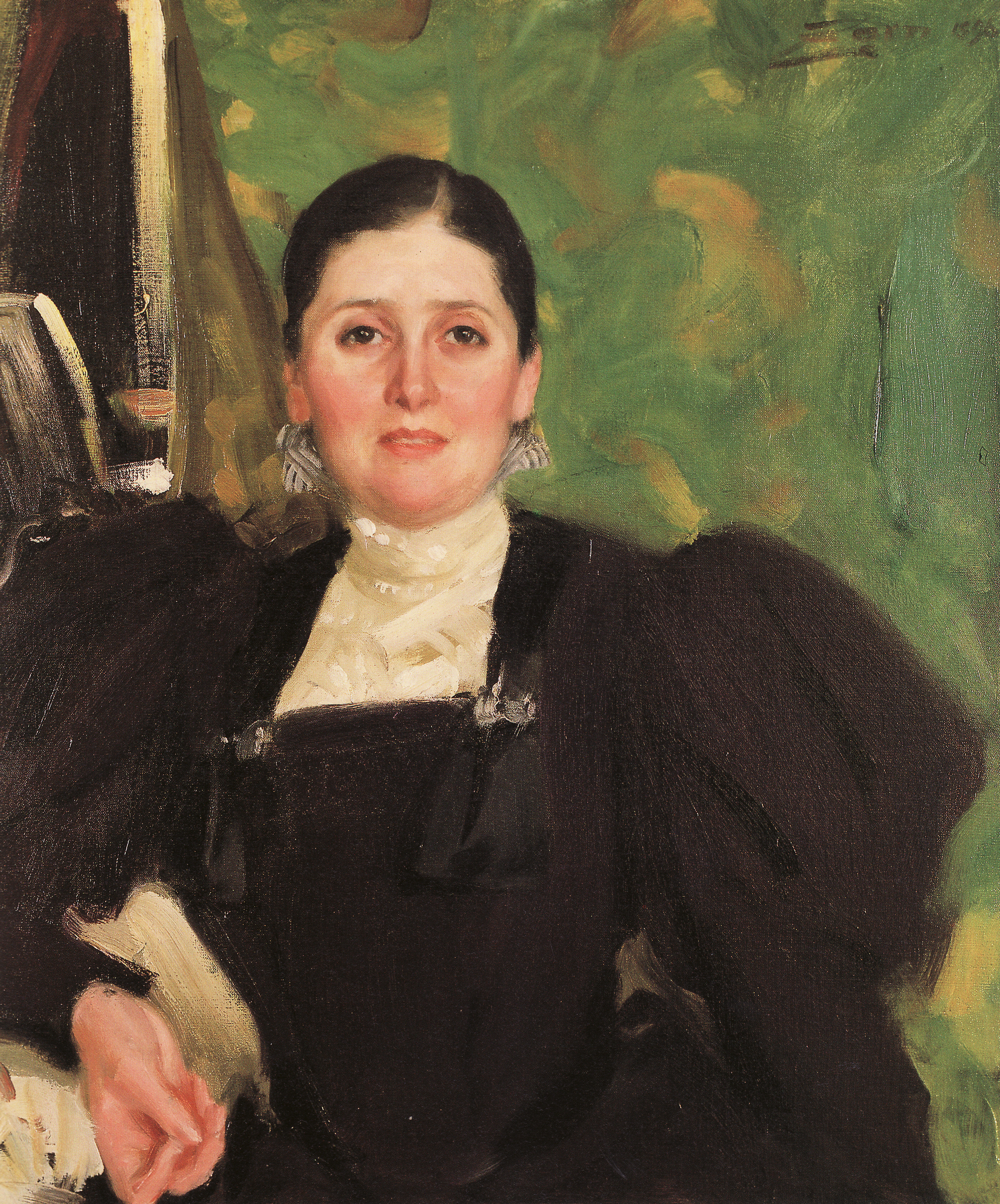
Portrait de Martha Liebermann, 1896 par Anders Zorn
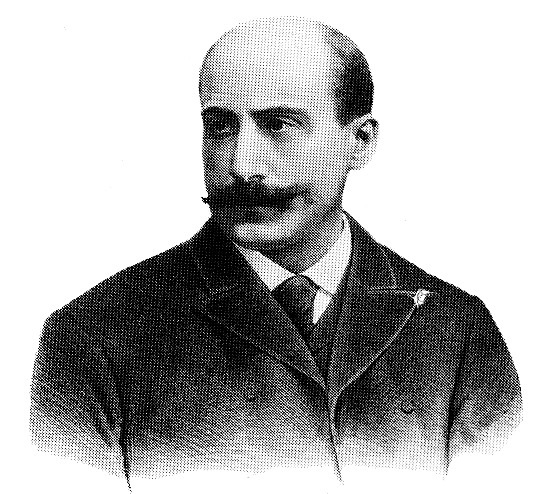
Max Liebermann à l'âge de 48 ans
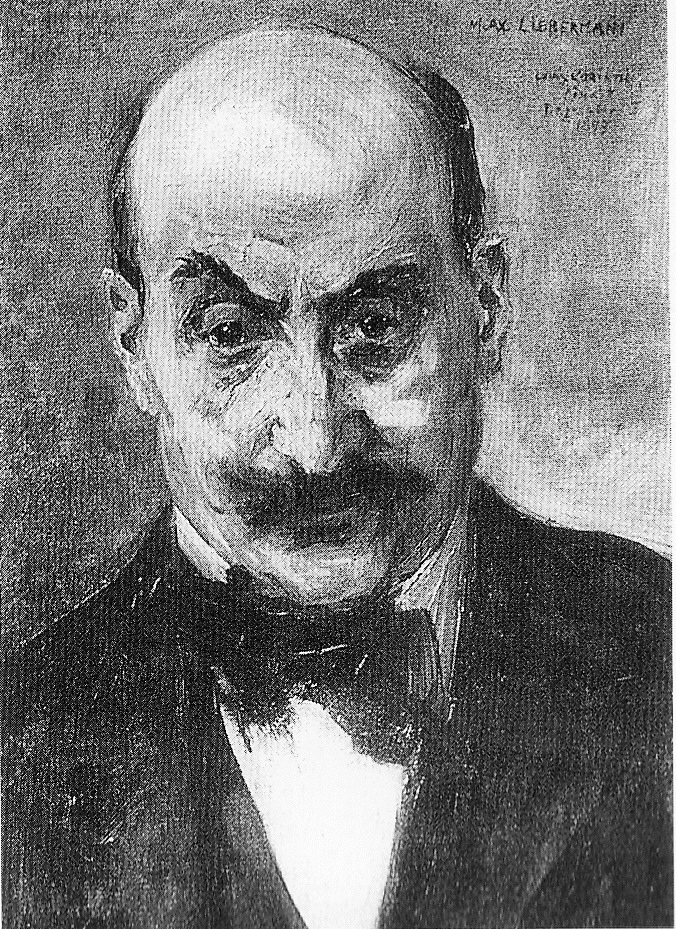
Portrait de Max Liebermann, 1899 par Lovis Corinth

Cette même année, Hugo von Tschudi est nommé directeur de la Nationalgalerie. Il s'intéresse aux impressionnistes français et se rend à Paris pour acquérir des toiles. Max Liebermann l'accompagne afin de le conseiller dans ses choix pour la Nationalgalerie. Alors que Tschudi s'apprête à acquérir l'œuvre de Manet Au Jardin d'hiver, Liebermann le lui déconseille étant donné que Berlin trouve le naturalisme scandaleux. « Ce qui a nécessité plus d'une vie à Paris pour être admis, ne pourrait s'imposer du jour au lendemain en Allemagne. »[29] Grâce à Tschudi, Liebermann peut entrer en contact avec Edgar Degas qu'il rencontre à Paris. Il y reçoit également la Légion d'honneur avec l'accord du ministre de l'Éducation et de la Culture Robert Bosse. Après cela, Liebermann part pour dix jours à Oxford où son frère Felix reçoit la distinction de docteur honoraire de l'université. À Londres, il rencontre le peintre James McNeill Whistler dont la gravure à l'eau forte sur le modèle des grands maîtres laisse un souvenir indélébile dans l'esprit de Liebermann.[30] Grâce à l'intervention du ministre prussien des Travaux publics Karl von Thielen, la préfecture de police autorise la construction d'un atelier dans les combles du Palais Liebermann, alors que le peintre séjourne à Paris et Londres.[31]

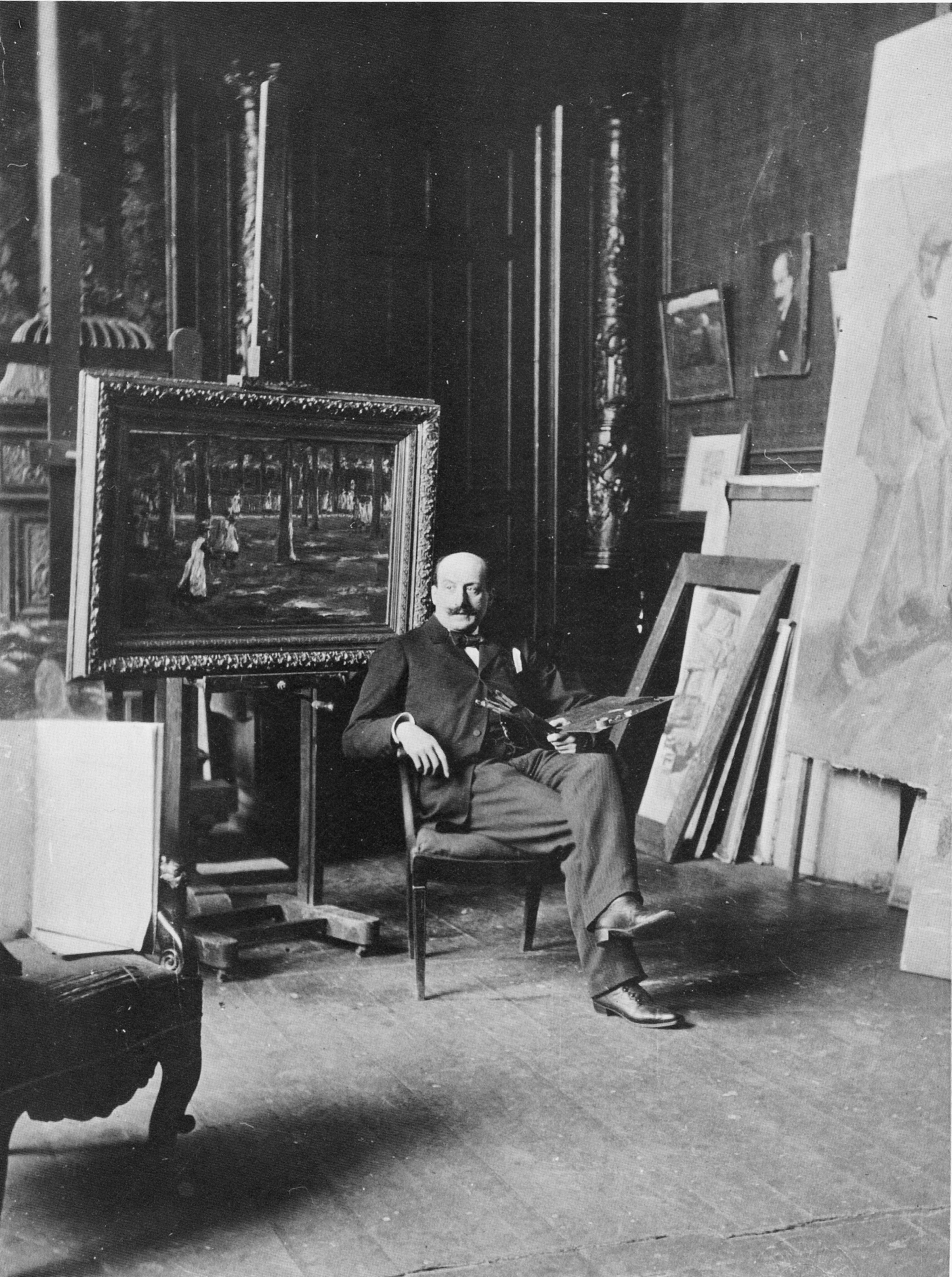
Max Liebermann dans son atelier dans l'Auguste-Viktoria-Straße, devant le tableau Schulgang in Laren (Sur le chemin de l'école à Laren), 1898.

À l'occasion de son 50e anniversaire en 1897, l'Académie des Beaux-Arts consacre toute une salle d'exposition à Liebermann dans laquelle trente toiles, neuf dessins, trois lithographies et dix-neuf gravures peuvent être admirés. Après que l'Académie berlinoise conservatrice a connu une véritable défaite avec la célébration de son bicentenaire en 1892, elle s'ouvre peu à peu aux influences modernes. Cette tendance est illustrée par la remise de la grande médaille d'or à Liebermann. Celui-ci reçoit, de plus, le titre de professeur et est admis en 1898 à l'Académie, grâce au vote notamment d'Anton von Werner. Sa renommée artistique n'a, à cette époque, jamais été aussi grande.[32]
Il connaît cependant, à cette même époque, une certaine régression dans son art. Liebermann passe les étés 1897 et 1898 à Laren. C'est là que sont créées les toiles Die Weberei in Laren (Tissanderie à Laren) et Der Schulgang in Laren où le peintre reprend des éléments de composition appartenant à ses jeunes années qu'il pensait avoir dépassés.[33]
Après que le jury sous la direction d'Anton von Werner a refusé une toile du peintre berlinois Walter Leistikow à la Grande exposition d'art de Berlin en 1898, celui-ci propose de fonder une communauté d'artistes indépendants. Max Liebermann est nommé président de ce groupe d'artistes libres, modernes.[34] Il est assisté pour la présidence des artistes Otto H. Engel, Ludwig Dettmann, Oskar Frenzel, Curt Herrmann et Fritz Klimsch. Liebermann ne s'est pas porté volontairement comme porte-parole de la Sécession, il fut, au contraire, poussé par ses collègues à en être le chef. Sa notoriété éveille l'intérêt du public pour la Sécession berlinoise.[35] Liebermann introduit les galeristes Bruno et Paul Cassirer comme secrétaires.

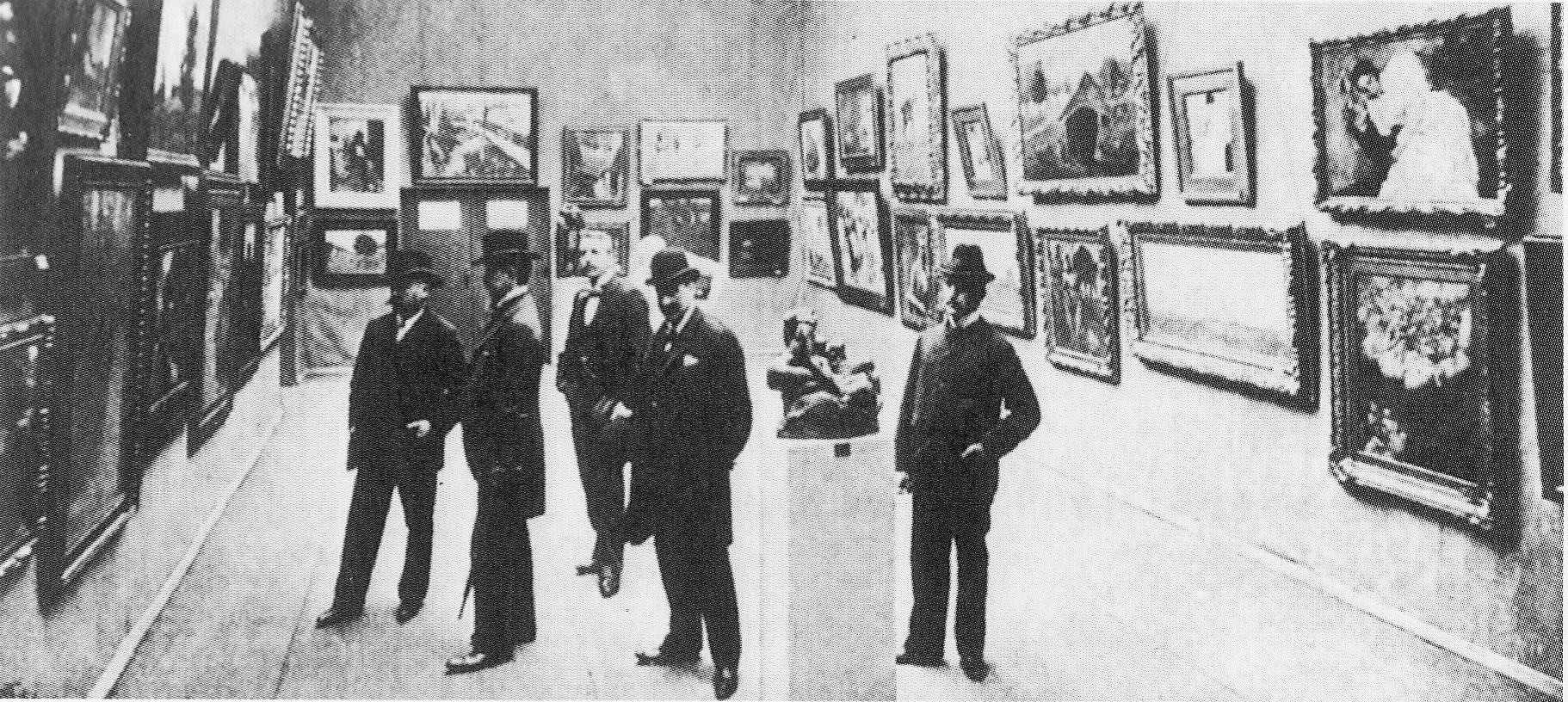
La présidence de la Sécession Berlinoise lors de la 2e exposition de la Sécession en 1900. Max Liebermann, 2e en partant de la droite.

Pour la 1ère exposition de la Sécession en mai 1899, Liebermann a réussi à inviter également des artistes de Munich, Darmstadt et Stuttgart. Se joint également à eux la colonie d'artistes de Worpswede, Arnold Böcklin, Hans Thoma, Max Slevogt et Lovis Corinth. Ces derniers exposent pour la première fois dans la capitale. Les Berlinois se lancent dans des débats animés en faveur et contre la Sécession, qui suscitent un nouvel intérêt pour les arts plastiques.[36] Le succès de l'exposition qui dépasse toutes les attentes avec ses 1800 visiteurs et ses chiffres de vente élevés est encore renchéri en 1900. Les expositions de la Sécession deviennent, sous la direction de Liebermann, un événement artistique européen.
L'arrivée de Corinth et Slevogt à Berlin, en 1901, change le rôle de la capitale dans le paysage artistique allemand. Alors que le déclin de Munich s'accélère, Berlin affirme sa place de capitale également dans les arts. Le recteur de l'Académie Anton von Werner essaie par tous les moyens de freiner l'ascension des courants modernes. Il va même plus loin que Guillaume II qui n'apprécie pas la Sécession mais la laisse tout de même exister. Tandis que la direction de l'Académie nie de plus en plus la réalité du paysage artistique, le gouvernement prussien (notamment le ministre de l'Éducation et de la Culture Heinrich Konrad Studt) commence à concéder plus de liberté à l'art. C'est ainsi que Studt approuve le concept de Liebermann pour l'exposition universelle de 1904 à St Louis qui propose une représentation égale de la Sécession et de l'Académie. Von Werner refuse cette proposition dans ces termes : « Ces mouvements sécessionnistes n'ont rien à voir avec la poursuite d'idéaux et les courants artistiques particuliers, ils ne servent que des intérêts futiles. »[37]
À l'été 1899, Liebermann séjourne à Zandvoort et Schéveningue. Il y poursuit son travail sur le tableau sur les garçons se baignant jusqu'à parvenir à une représentation insouciante de la vie balnéaire. Les motifs de la population rurale néerlandaise aux mœurs spartiates disparaissent. Il recherche des motifs lui servant de base à un impressionnisme léger. C'est pourquoi il s'oriente, outre la vie balnéaire des gens cultivés (avec de vagues représentations de cavaliers et de femmes), vers les jeux de lumière dans les jardins foisonnants. En 1901, il crée l'œuvre Maison de campagne à Hilversum sur le modèle de La Maison à Reuil d'Édouard Manet dont le jeu d'ombres et de lumières suggère l'harmonie et le calme. À l'été 1901, Liebermann visite le zoo d'Amsterdam. Il y découvre l'Allée des perroquets qui deviendra son sujet.
En 1902, Liebermann se rend à nouveau à Hambourg et réside du 3 au 5 juillet 1902, sur l'invitation du directeur de la Kunsthalle de Hambourg, à l'Hôtel Jacob qui existe toujours aujourd'hui. Il est venu dans le but de peindre des vues des alentours de Hambourg pour la « collection de toiles de Hambourg ». Il crée, entre autres, la toile Polospiel in Jenischs Park (Jeu de polo au parc Jenisch) et une de ses toiles les plus connues Terrasse du restaurant Jacob à Nienstedten au bord de l'Elbe.[39]
En 1903, apparaît sa première publication en tant que professeur de l'Académie des arts de Berlin sous le titre « Die Phantasie der Malerei », dans laquelle il rejette catégoriquement toute création ne provenant pas de l'observation du réel. Pour la peinture, le sujet a, en fait, peu d'importance, il s'agit de trouver « les moyens picturaux permettant de reproduire au mieux la nature ». Il rejette ainsi le nouveau mouvement de l'art abstrait, notamment l'expressionnisme. L'essai de Liebermann n'est pas une œuvre militante mais son plaidoyer personnel en faveur du naturalisme et de l'impressionnisme. Pour l'Avant-garde expressionniste, l'ennemi n'est plus la direction réactionnaire de l'Académie mais la direction de la Sécession impressionniste. En réaction à l'essai de Liebermann, Henry Thode et Hans Thoma dénoncent sa vision de l'art de la façon suivante : au sujet de son œuvre naturaliste antérieure, ils déclarent qu'ils n'ont pas l'intention de se laisser dicter les lois de l'art par le charbon échauffé de Berlin. Cette argumentation laisse déjà entrevoir la crise de la Sécession.[40]
En 1903, il participe à la fondation de l'Association des Artistes allemands Deutscher Künstlerbund.

impressionnisme insouciant
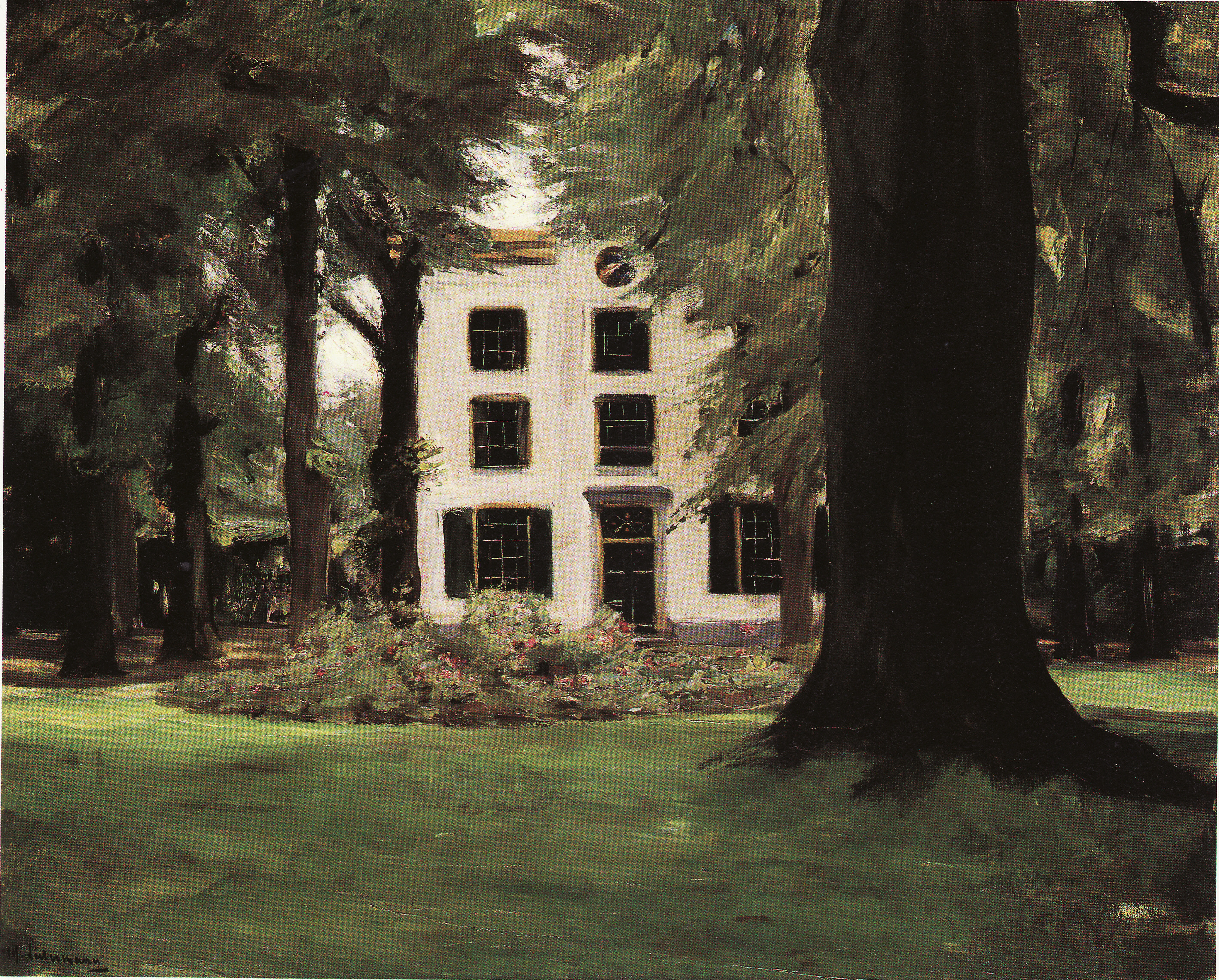
Maison de campagne à Hilversum, 1901 Nationalgalerie, Berlin
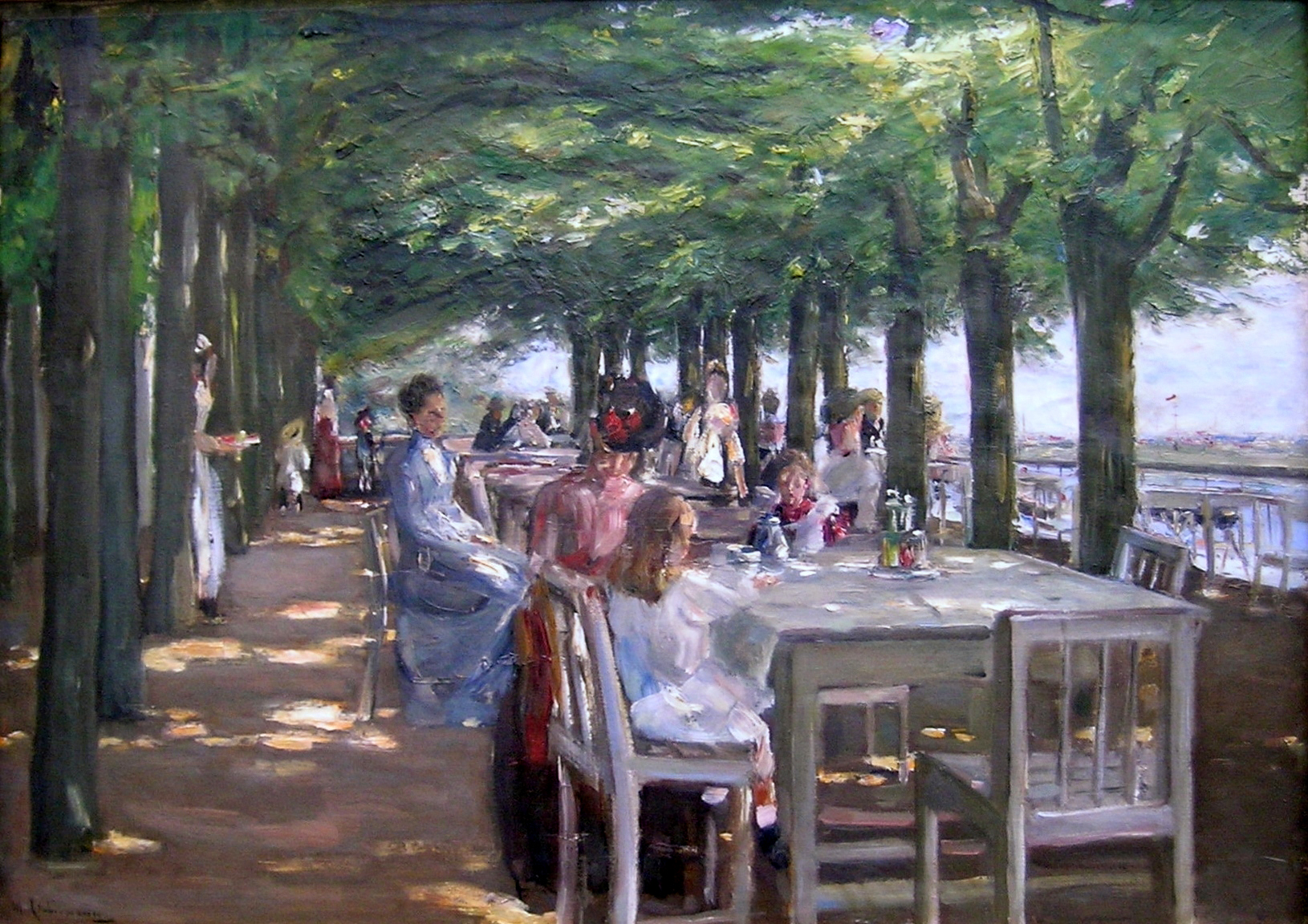
Terrasse du restaurant Jacob à Nienstedten au bord de l'Elbe, 1902 Kunsthalle de Hambourg
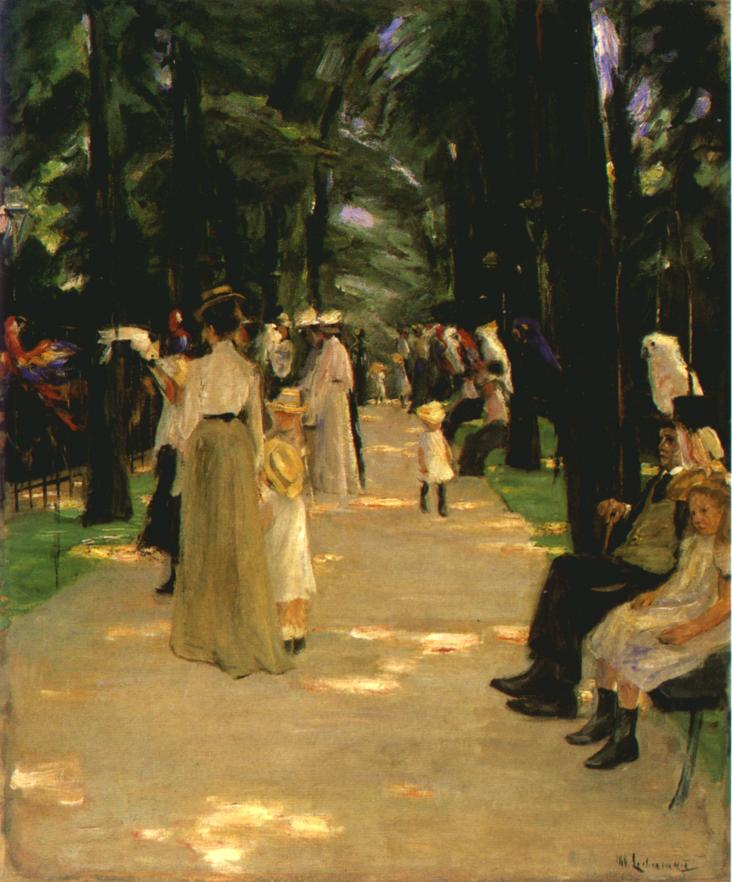
Allée des perroquets, 1902 Kunsthalle de Brême
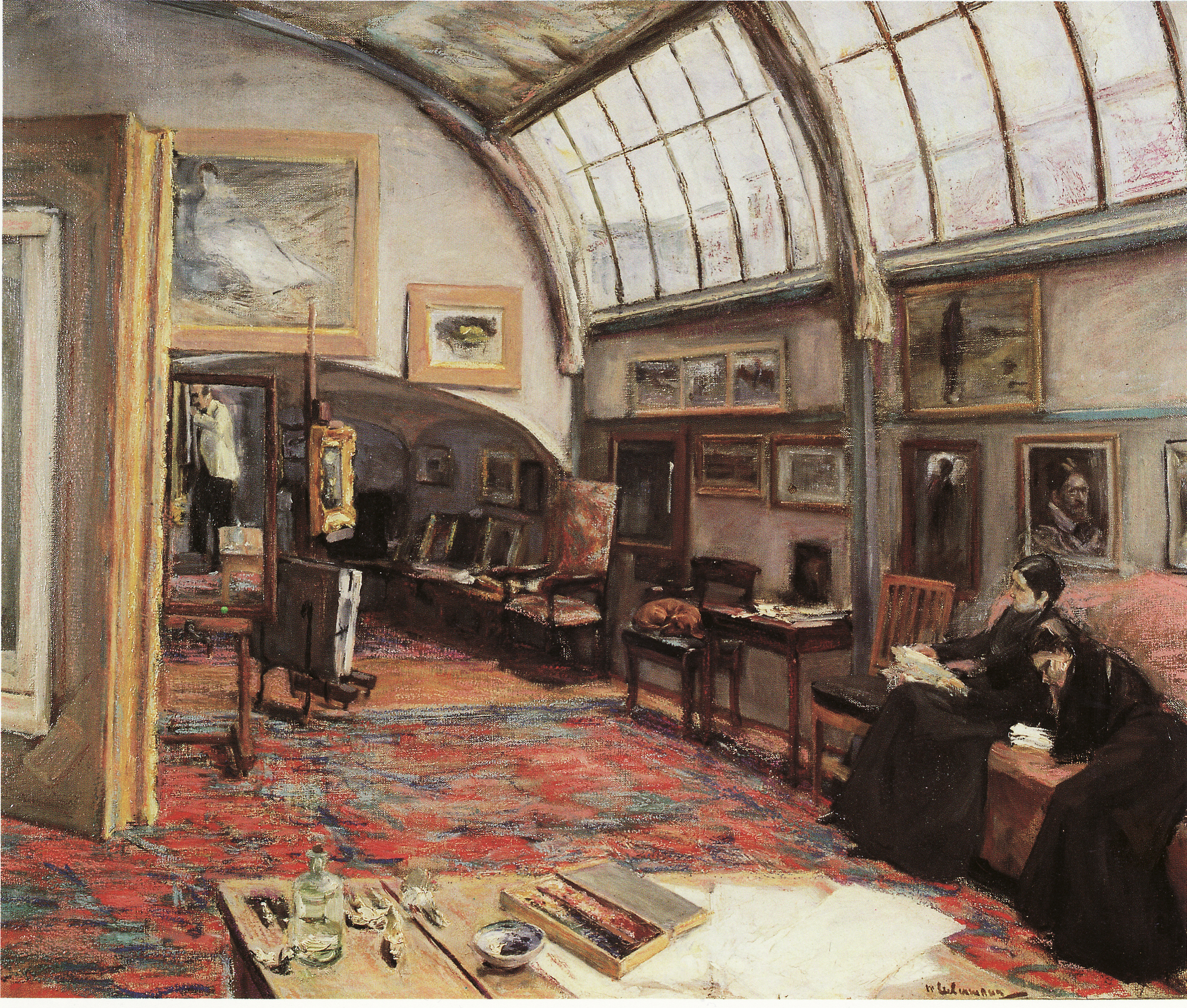
L'Atelier de l'artiste, 1902 Kunstmuseum, Saint-Gall
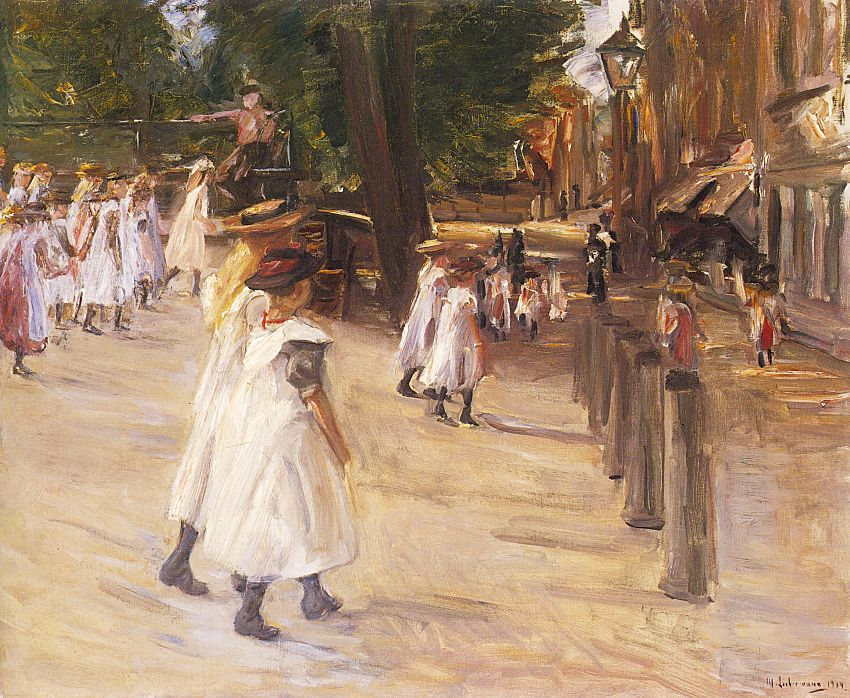
Sur le chemin de l'école à Edam, 1904
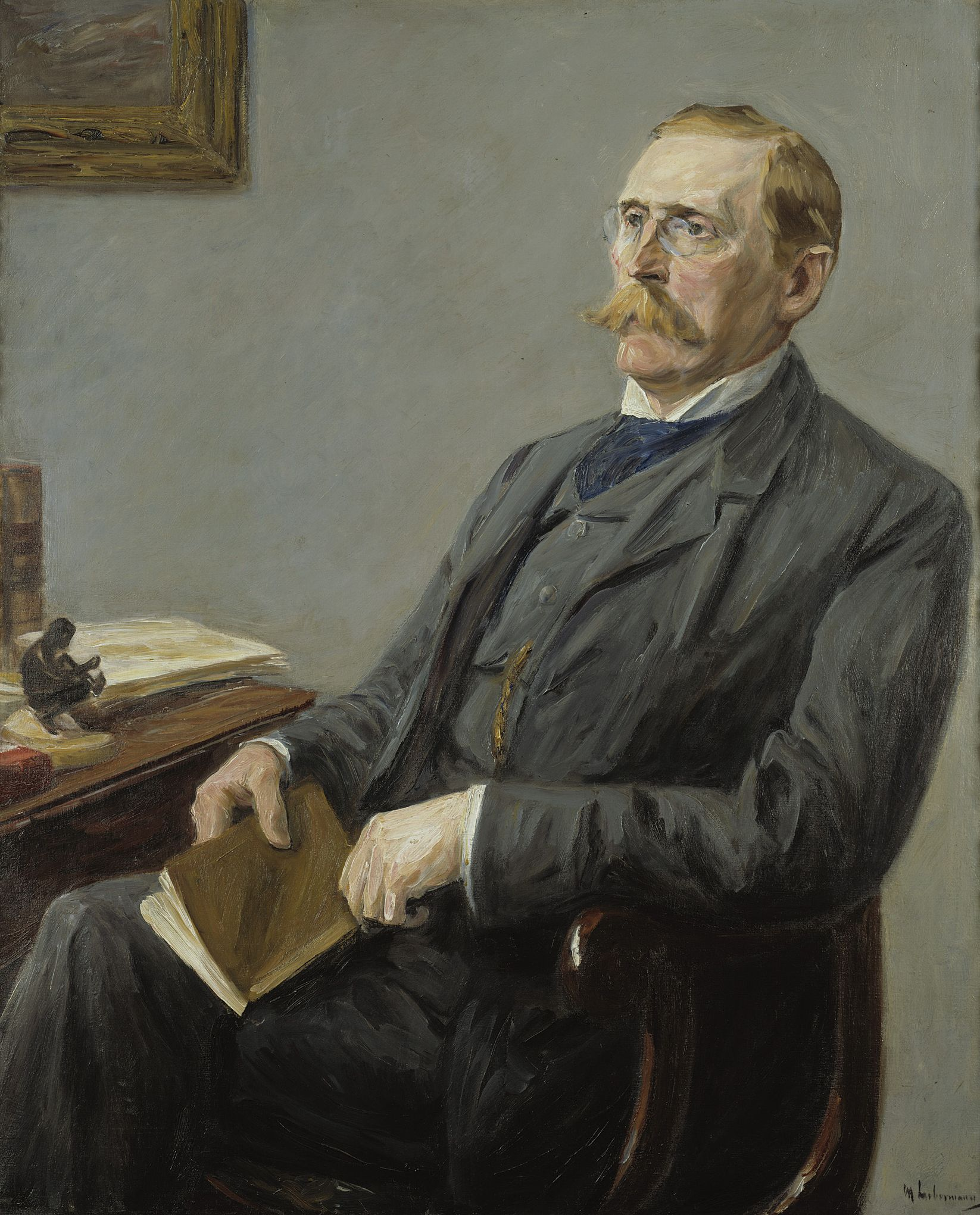
Le portrait de Wilhelm von Bode, 1904 Nationalgalerie, Berlin

Lorsque la Sécession berlinoise quitte la Kantstraße en 1905 pour emménager dans un plus grand bâtiment d'exposition sur le Kurfürstendamm, Liebermann noue des contacts étroits avec le directeur de la Nationalgalerie, Wilhelm von Bode. En été, il peint à l'huile à Amsterdam la Judengasse qu'il a découverte trois décennies plus tôt. En septembre, il retourne à Hambourg pour réaliser une commande de Lichtwark consistant à peindre pour la Kunsthalle de Hambourg un tableau représentatif de neuf professeurs de Hambourg. La force créatrice de Liebermann a atteint son apogée.[41] Depuis la mort d'Adolph Menzel qui l'a fortement influencé, il est devenu le seul représentant majeur de l'art berlinois.
En 1907, la Sécession Berlinoise consacre à son président une grande exposition commémorative qui attire un grand nombre de visiteurs. Liebermann passe son soixantième anniversaire à Noordwijk où il s'isole du bruit fait autour de sa personne.[42] Depuis 1900, Liebermann s'intéresse de plus en plus au graphisme et au dessin au crayon. En 1908, la Sécession présente 59 de ses gravures à l'eau forte dans l'« exposition noir et blanc ».[43]

### La Sécession en crise

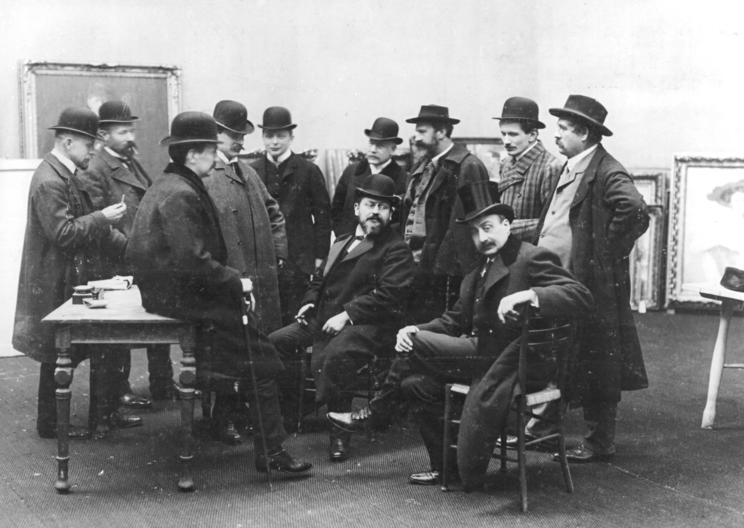
Max Liebermann (1er assis à partir de la droite) lors d'un jury de la Berliner Secession en 1908 à Berlin.

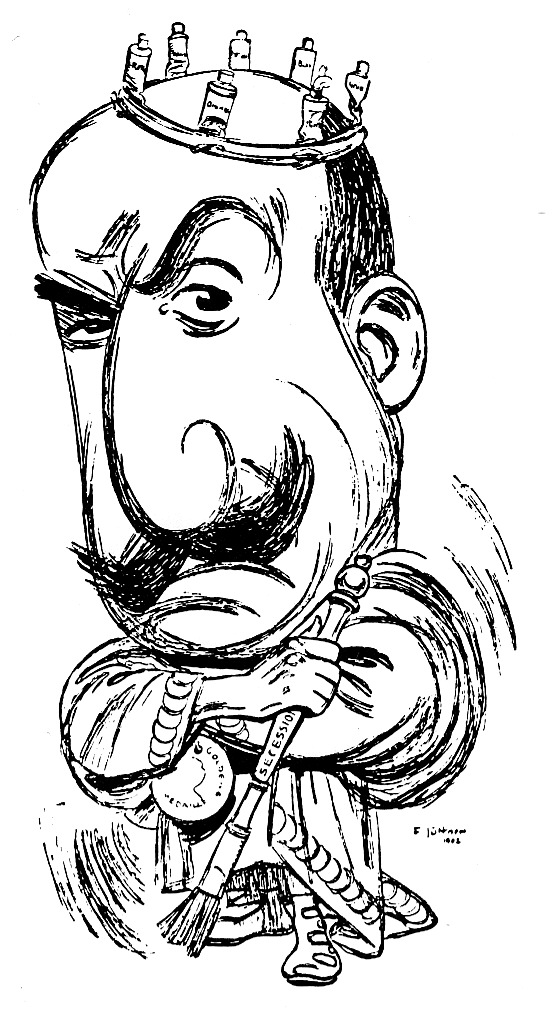
Max Liebermann, le tyran de la Sécession berlinoise, caricature de 1902.

Walter Leistikow qui, en tant que fondateur, constituait l'un des piliers de la Sécession berlinoise décède en 1908. La santé de Liebermann se dégrade, elle aussi, à partir du printemps 1909 si bien qu'il part en cure à Carlsbad. C'est à ce moment qu'éclate le conflit de génération qui couvait depuis déjà longtemps entre impressionnistes et expressionnistes : en 1910, la direction de la Sécession sous la présidence de Liebermann refuse 27 toiles expressionnistes. Le président impose son avis sur l'expressionnisme et devient ainsi le porte-parole du conservatisme, lui qui se rebellait autrefois contre l'art académique. Par son attitude, il amorce le déclin du mouvement sécessionniste. Son adversaire dans ce conflit n'est autre qu'Emil Nolde qui écrit : « Cet homme si intelligent se conduit comme d'autres hommes intelligents avant lui. Il ne connaît pas ses limites ; son œuvre [...] s'effrite et s'effondre ; il essaie de la sauver, devient nerveux et emphatique. [...] reconnaît combien que cela est voulu, faible et démodé. [...] Lui-même accélère l'inévitable, nous les plus jeunes, nous l'observons, sereins. »[44]
Nolde reproche à Liebermann sa haine du progrès ainsi que son pouvoir dictatorial au sein de la Sécession. Le premier reproche, du moins, est quelque peu contredit par les faits. En 1910, sont exposés pour la première fois des œuvres de Pablo Picasso, Henri Matisse, Georges Braque et des fauves. La direction de la Sécession est solidaire de son président et qualifie le comportement de Nolde de « grosse hypocrisie. » On réunit une assemblée générale qui, à 40 voix contre 2, s'exprime en faveur de l'exclusion de No salde. Liebermann, quant à lui, a voté contre cette exclusion et déclare dans son plaidoyer : « Je suis tout à fait opposé à l'exclusion du peintre, même au risque que des motifs semblables [...] conduisent de nouveau à de telles oppositions des plus jeunes ».[45]
Bien que Liebermann sorte grandi de ce débat, Nolde a atteint son objectif : la Sécession est ébranlée dans ses fondements. En tentant de réhabiliter Nolde, Liebermann a voulu montrer sa tolérance mais le clivage du mouvement sécessionniste ne peut plus être stoppé. Nolde fonde la « Nouvelle Sécession » à laquelle adhèrent les peintres du mouvement Die Brücke et l'Association des artistes munichois (NKVM). Au printemps 1911, Liebermann fuit la crise de la Sécession et se réfugie à Rome. La mort de son ami Jozef Israëls a lieu également à cette époque. Les critiques sur la façon de diriger de Liebermann sont de plus en plus véhémentes et finissent par s'immiscer dans les rangs des siens. Le 16 novembre 1911, Liebermann se retire de la Présidence de la Sécession Berlinoise. Max Beckmann, Max Slevogt et August Gaul quittent également la Sécession. L'assemblée générale fait de Liebermann son président d'honneur et confie la direction de la Sécession à Lovis Corinth. Cette décision marque la fin de la Sécession et scelle la disparition des impressionnistes allemands.

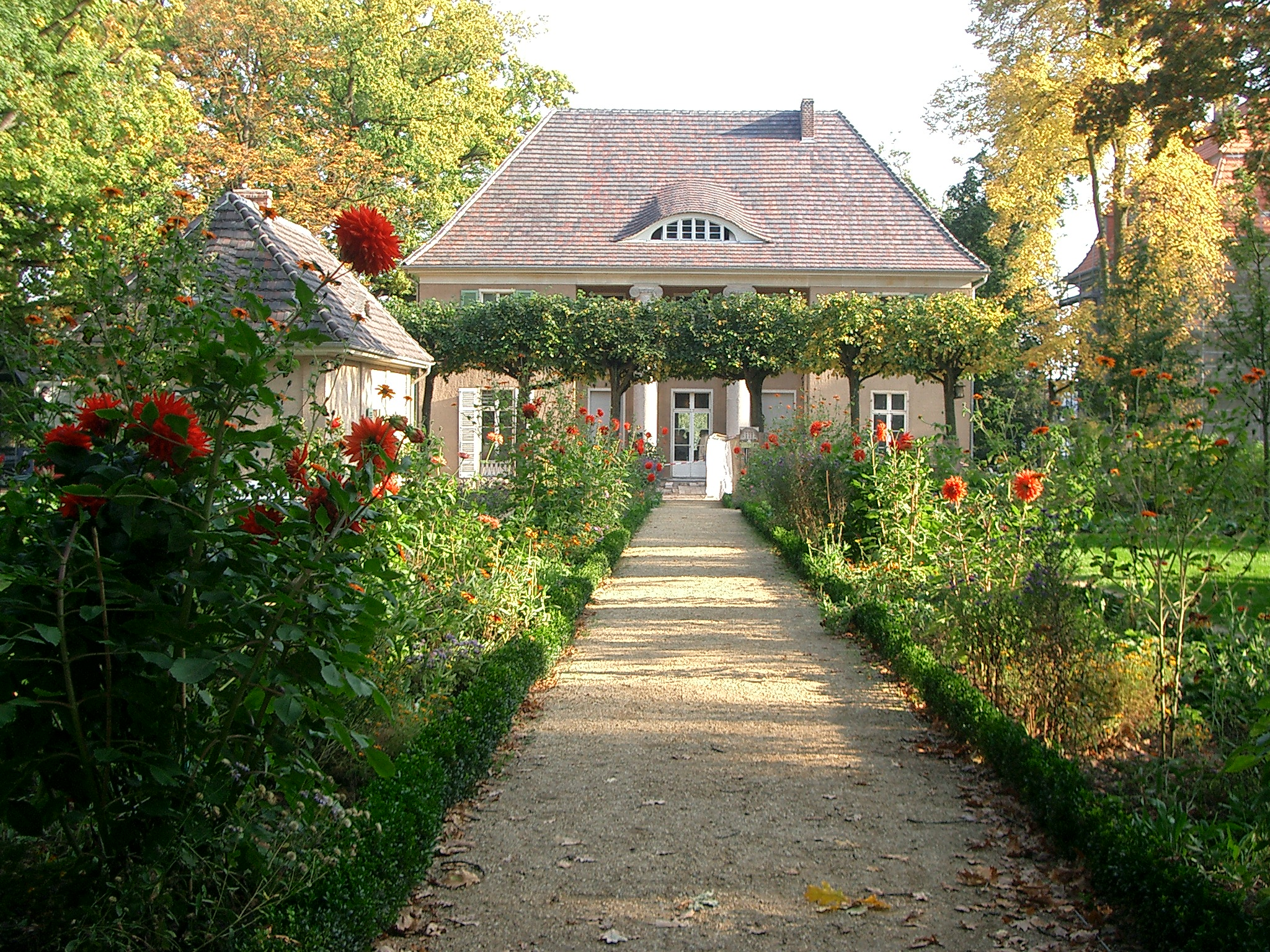
Villa Liebermann à Wannsee.

Dès 1909, Liebermann fait l'acquisition d'une parcelle de terrain au bord du lac Wannsee. Il y fait construire une maison de campagne par l'architecte Paul Otto August Baumgarten sur le modèle des villas patriciennes de Hambourg. Il appelle la villa Liebermann où il emménage à l'été 1910 son « château au bord du lac ». Liebermann s'y sent bien et apprécie son aménagement personnalisé.[46] Le grand jardin qu'il a conçu avec Alfred Lichtwark lui procure beaucoup de joie et servira de sujet à de nombreux tableaux de sa période tardive.
La première exposition annuelle de la Sécession, postérieure à l'ère Liebermann, qui a lieu en 1912 sous la direction de Corinth ne connaît aucun succès. Liebermann passe cet été-là à Noordwijk. Lors d'un séjour à La Haye, la reine Wilhelmine des Pays-Bas le décore de l'Ordre de la maison d'Oranie. L'université Friedrich-Wilhelm de Berlin le nomme docteur honoris et il est invité, comme c'est depuis longtemps son souhait, à faire partie du sénat de l'Académie des Beaux-Arts. Les universités des Beaux-Arts de Vienne, Bruxelles, Milan et Stockholm l'acceptent comme membre. Tous les bourgeois berlinois ayant un rang et un nom commandent un portrait à Liebermann.
Au début de l'année 1913, Corinth ainsi que les autres membres de la direction de la Sécession quittent leurs postes. Paul Cassirer est nommé président. Le président d'honneur essaie d'empêcher la nomination de ce « non-artiste » mais il ne veut pas à nouveau ruer dans les brancards. Cassirer exclut de l'exposition annuelle de 1913 les membres qui ont voté contre lui durant l'assemblée générale. Contre toute attente, Lovis Corinth se range de leur côté.[48] Liebermann et les anciens fondateurs de la Sécession quittent le groupe au cours de cette deuxième crise. En février 1914, est fondée finalement la « Sécession libre » qui poursuit la tradition du premier mouvement de la Sécession.[49] Une hostilité symbolique, résultat de la sécession atrophiée et de la Sécession libre, règne entre Liebermann et Corinth. Corinth essaie jusqu'à sa mort de s'opposer à Liebermann dans la mesure de ses moyens et dresse, dans son autobiographie, un portrait de son collègue empreint de mépris. Ce dernier se retire de plus en plus de la scène publique et se consacre à son jardin au bord du lac Wannsee.

### La guerre

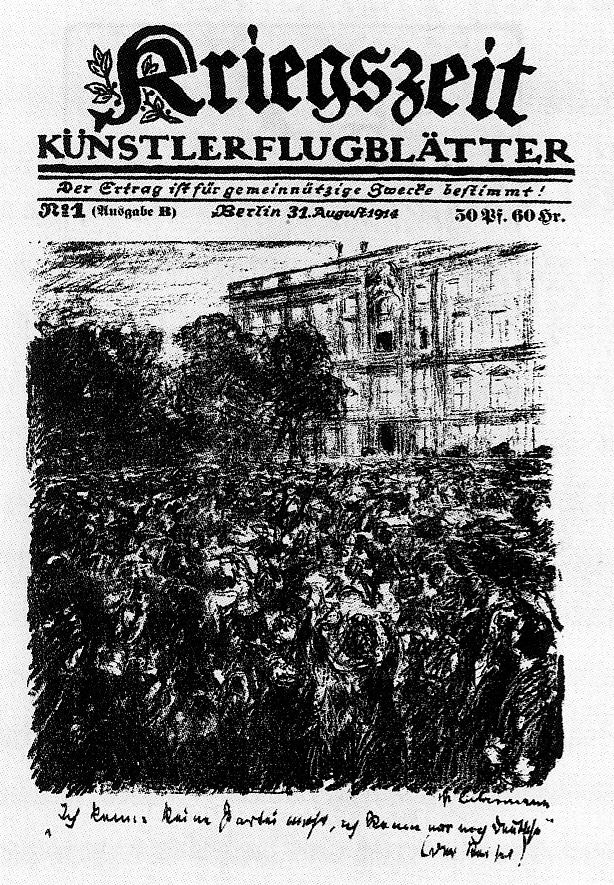
Devant le château : lithographie, Kriegszeit N° 1, 31 août 1914. « Je ne connais plus de partis, je ne connais que des Allemands (l'empereur) ».

Trois semaines après le déclenchement de la Première guerre mondiale, Liebermann, âgé alors de 67 ans, écrit : « Je travaille aussi calmement que possible en pensant que c'est ainsi que je sers le mieux les intérêts généraux.». Malgré ces propos, il est sensible au patriotisme ambiant. Il se consacre à la propagande artistique de la guerre et dessine pour le journal Kriegszeit – Künstlerflugblätter, hebdomadaire publié par Paul Cassirer. Le premier numéro montre une lithographie de Liebermann représentant la foule amassée devant le Château de Berlin à l'occasion du « discours de partis » de Guillaume II au début de la guerre. Liebermann interprète les paroles de l'empereur comme une exhortation à servir la cause nationale au-delà des barrières sociales. Sa place de marginal en tant que Juif et artiste peut être ainsi occultée (du moins en apparence) à cette époque. L'appel prosémite de l'empereur « À mes chers juifs » l'encourage à apporter sa contribution civile à la guerre. L'ancien pionnier du mouvement sécessionniste est rendu entièrement à la cause de l'empire. Il s'identifie à la politique Burgfrieden du chancelier Bethmann Hollweg qui essaie de faire fi des contradictions au sein de la société allemande. Bethmann Hollweg nourrit des convictions plus libérales que son prédécesseur. Liebermann fait son portrait en 1917 dans une lithographie.
À l'automne 1914, Max Liebermann fait partie des 93 signataires (rassemblant professeurs, écrivains et artistes) de l'appel « Au monde civilisé » dans lequel les crimes de guerre allemands sont réfutés six fois de suite par l'expression « Il n'est pas vrai ! ». À la fin de la guerre, il commentera cet appel dans des termes pleins d'autocritique : « Au début de la guerre, on ne tergiversait pas longtemps. On était solidaire avec son pays. Je sais bien que les socialistes sont d'un autre avis. [...] Je n'ai jamais été socialiste et on ne le devient plus à mon âge. Toute mon éducation, je l'ai acquise ici, toute ma vie, je l'ai passée dans la maison où vivaient déjà mes parents. Et la patrie allemande vit dans mon cœur comme un idéal intouchable et immortel ».

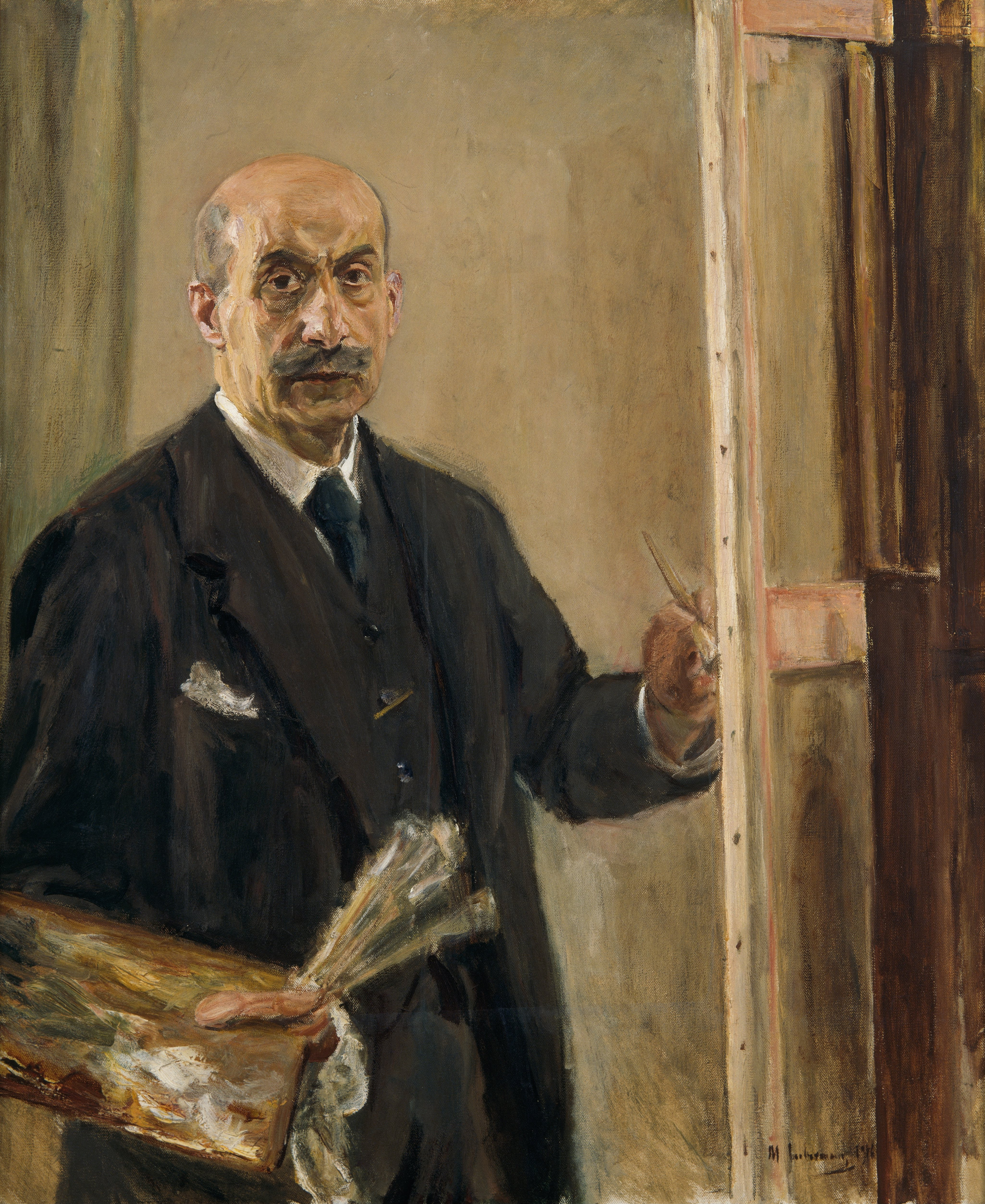
Max Liebermann, Autoportrait, 1916, Kunsthalle de Brême

Il rejoint, en 1914, la Société allemande regroupant, sous la présidence du libéral conservateur Wilhelm Solf, des personnalités publiques pour s'entretenir de questions politiques et privées. La seule condition d'adhésion est de ne pas appartenir à un courant politique particulier mais de vouloir défendre la politique Burgfrieden du chancelier Bethmann Hollweg. Plus la guerre s'accentue, plus Liebermann se retire dans son intimité, dans sa maison de campagne au bord du Wannsee. Au début de la guerre en revanche, même la peinture de portraits se limite au début uniquement aux militaires, comme Karl von Bülow. Dès l'éclatement de la guerre, Liebermann devient le peintre portraitiste incontesté de la bourgeoisie berlinoise. Quiconque est fier de son nom, se laisse faire une peinture à l'huile par Liebermann. C'est ainsi que se constitue une collection considérable de portraits qui conforte Liebermann dans sa place de peintre contemporain. Son enthousiasme pour la guerre lui vaudra plus tard des critiques acerbes. L'écrivain d'art Julius Meier-Graefe écrit au sujet des lithographies parues dans Kriegszeit : « Certains abandonnent tout aujourd'hui et découvrent soudain de nouveaux motifs à la guerre, d'autres donnent un sabre à leur joueur de polo et s'imaginent en faire un vainqueur. ».
À l'exception de deux cures à Wiesbaden en 1915 et en 1917, Liebermann ne quitte plus Berlin. Il ne passe plus ses étés aux Pays-Bas mais à Wannsee, tandis qu'il vit sur la Pariser Platz l'hiver. Sa famille n'est pas dans le besoin mais face aux aléas de l'approvisionnement, elle transforme les parterres de fleurs de sa maison de campagne en potager. En mai 1915, la fille du peintre Käthe Liebermann épouse, à presque 30 ans, le diplomate Kurt Riezler qui, conseiller du chancelier Theobald von Bethmann Hollweg. C'est cette année-là que décèdent Anton von Werner, véritable symbole d'une ère révolue, ainsi qu'Emil Rathenau, le cousin de Liebermann. La génération des fondateurs trépasse et une nouvelle époque s'amorce.
En avril 1916, l'essai de Liebermann Die Phantasie in der Malerei (L'Imagination dans la peinture) est édité pour la première fois sous forme de livre. Dans l'introduction retravaillée, il écrit : « Les conceptions de l'esthétisme ont-elles jamais été aussi déroutantes qu'aujourd'hui ? Alors qu'un jeune historien de l'art nommé Wilhelm Worringer écrit depuis les tranchées de Flandre que la guerre ne décide pas seulement de l'avenir de l'Allemagne mais aussi de la victoire de l'expressionnisme. ». Lorsqu'en 1916, le journal Kriegszeit, à la suite du désenchantement face à la guerre, change son nom en « Bildermann », Liebermann cesse d'y contribuer. À la place, il se consacre pour la première fois à l'illustration des nouvelles parutions en 1916 et en 1917 de Nouvelle et de Der Mann von fünfzig Jahren (L'Homme de cinquante ans) de Goethe et de Petits écrits de Kleist. Le style de ses illustrations crée une atmosphère typique des tournants dramaturgiques et ne se prête pas à la narration, c'est pourquoi il ne réussit pas à percer dans ce domaine et délaissera les illustrations pendant 10 ans.

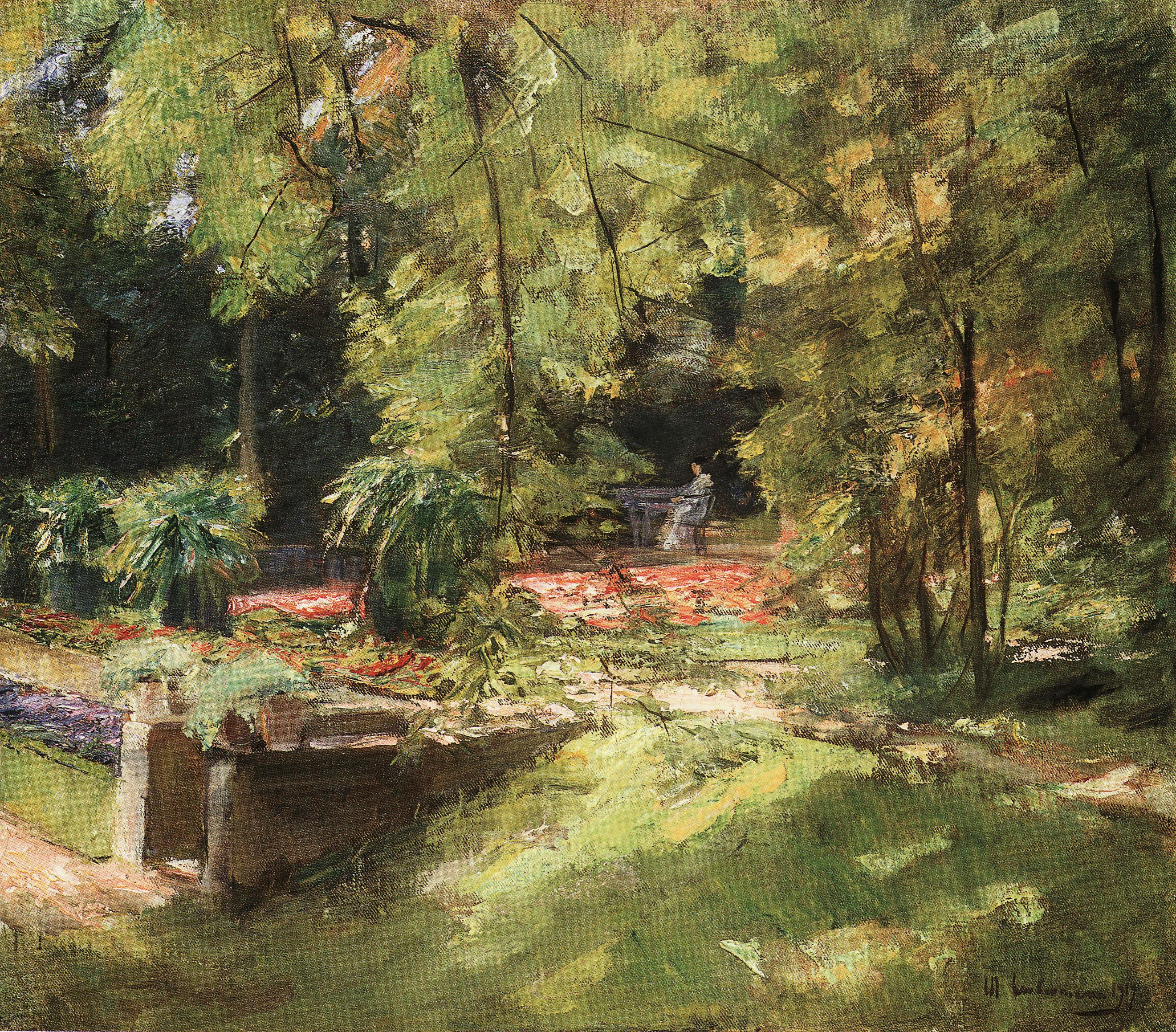
La Terrasse de fleurs dans le jardin de Wannsee depuis le sud-ouest, 1919 - à partir de 1916 se multiplient les toiles représentant le jardin à Wannsee.

En 1917, l'Académie des Beaux-Arts de Prusse propose une grande rétrospective des œuvres de Liebermann pour fêter ses 70 ans. Près de 200 toiles sont exposées. Julius Elias nomme les honneurs rendus au peintre une « consécration ». Le directeur de la Nationalgalerie Ludwig Justi (successeur de Tschudi) lui promet son propre cabinet. Guillaume II autorise l'exposition-anniversaire et décore Liebermann de l'ordre de l'Aigle rouge de troisième classe. Le décoré constate avec satisfaction que l'empereur ne se montre plus hostile à l'art moderne. Walther Rathenau publie dans le quotidien Berliner Tageblatt un essai sur l'exposition: « Les œuvres de Liebermann mettent en scène la nouvelle Prusse mécanisée des grosses villes. [...] Le fils des villes, du patriciat juif, de la culture internationale était destiné à remplir cette fonction. Il fallait que ce soit un homme d'esprit et de volonté, de combat, de passion et de réflexion.»
Le 18 janvier 1918, a lieu la cérémonie d'ouverture du cabinet Max Liebermann de la Nationalgalerie. Le discours d'inauguration est tenu par le ministre de l'Éducation et de la Culture Friedrich Schmidt-Ott. Quelques semaines plus tard, 500 000 ouvriers se mettent en grève rien qu'à Berlin - l'empire est au bord du gouffre. Lorsque la révolution allemande éclate enfin, Liebermann réside dans sa maison sur la Pariser Platz. Les monarchistes y ont installé des mitrailleuses, c'est pourquoi son palais est pris d'assaut par les soldats révolutionnaires. Après qu'une balle a percé la paroi du premier étage pour venir se planter dans le salon, les défenseurs se rendent. À la suite de cet incident, Liebermann met à l'abri sa précieuse collection de toiles et déménage avec sa femme pour quelques semaines dans la maison de sa fille. Liebermann voit les changements politiques d'un mauvais œil. Il est, certes, en faveur de l'institution de l'égalité du droit de vote en Prusse et des réformes pour faire de l'empire une démocratie parlementaire mais pour lui, c'est « tout un monde, quand bien même il est pourri », qui s'écroule. Déjà en 1917, il regrette le départ de Bethmann Hollweg et voit dans la républicanisation la fin de l'espoir en une monarchie parlementaire. « Nous avons, entre-temps, traversé de sales périodes. [...] Berlin est en haillons, sale et noir la nuit, une ville morte. À cela s'ajoutent des soldats qui vendent des allumettes ou des cigarettes dans la Friedrichstraße ou Unter den Linden, des aveugles joueurs d'orgue de barbarie en uniforme moisi ; en un mot : misérable. ».

### Les dernières années

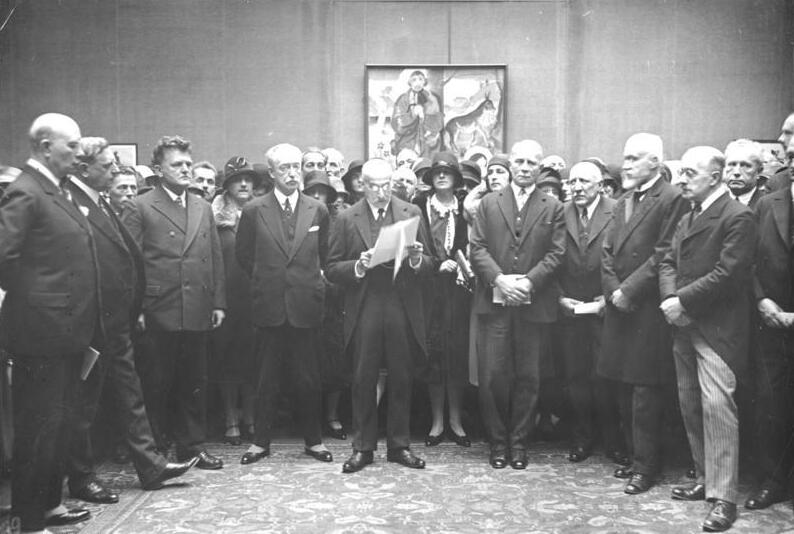
Liebermann (au centre) lors du discours d'inauguration d'une exposition à l'Académie des Beaux-Arts de Berlin, en 1922.

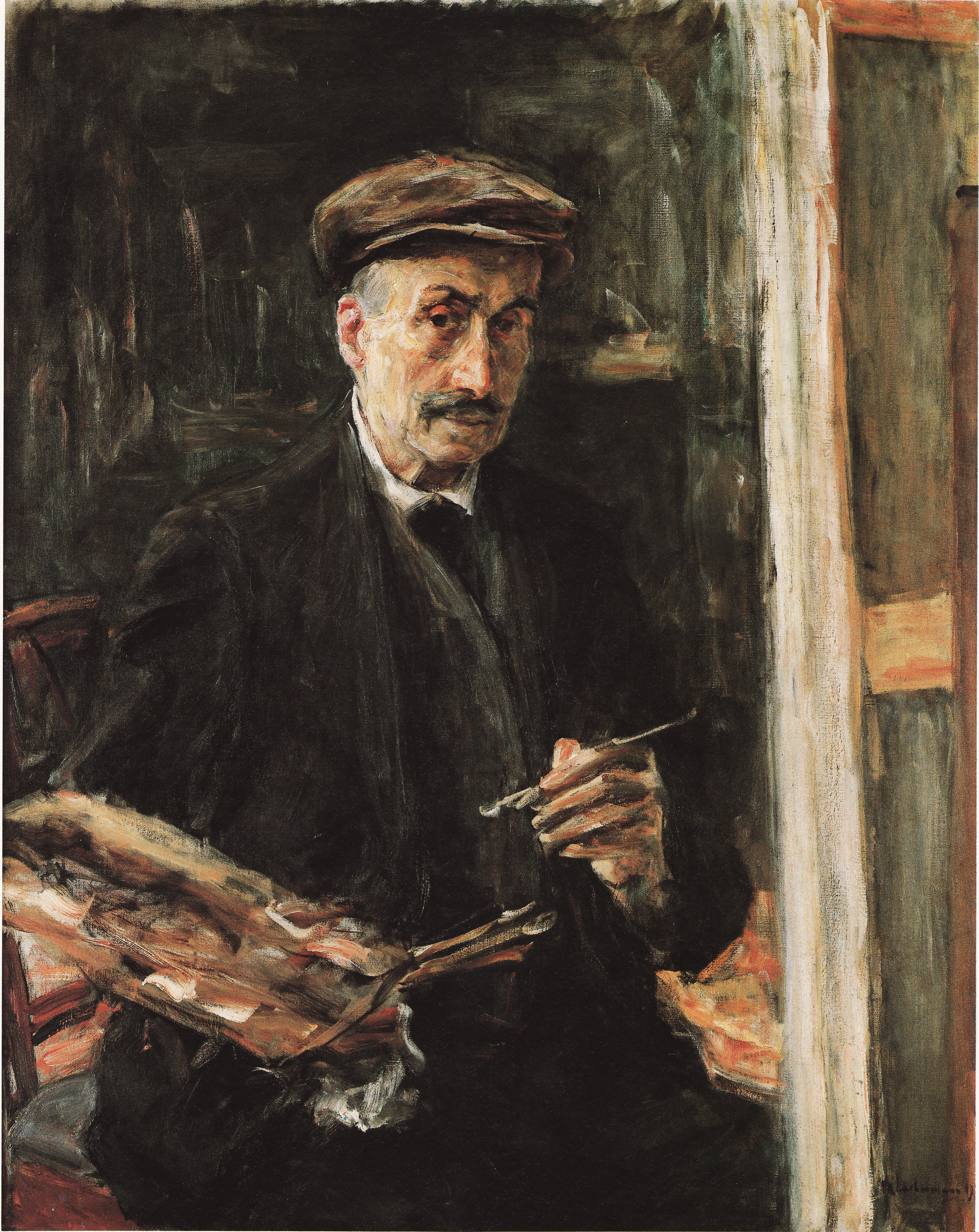
Max Liebermann, Autoportrait, 1925.

Une fois la guerre et la révolution passées, Liebermann assume à partir de 1920 la fonction de président de l'Académie prussienne des arts de Berlin. Les sécessionnistes continuent à exister en parallèle jusqu'à ce qu'ils disparaissent sans bruit. La nomination de Max Liebermann comme président de l'Académie met un terme de facto à l'époque du mouvement sécessionniste. Il essaie de regrouper les différents courants sous l'égide de l'Académie et y intègre aussi l'expressionnisme. Dans le discours d'ouverture de l'exposition de l'Académie, il s'exprime en ces termes : « Quelqu'un qui a fait l'expérience, dans sa jeunesse, du rejet de l'impressionnisme, se gardera bien de condamner un mouvement qu'il ne comprend pas ou ne comprend plus, notamment en tant que directeur de l'Académie, qui, aussi conservatrice soit-elle, se figerait totalement si elle désapprouvait systématiquement la jeunesse. » Avec ce discours, il retrouve son attitude libérale du temps précédant la crise de la sécession et essaie de tirer, avec tolérance, les rênes de l'Académie.
Contraint de rebâtir l'institution impériale en ruines, Liebermann parvient à lui donner une structure démocratique, un enseignement libre et à lui attirer le respect de l'opinion publique. Grâce à son intervention, Max Pechstein, Karl Hofer, Heinrich Zille, Otto Dix et Karl Schmidt-Rottluff sont admis à l'Académie.

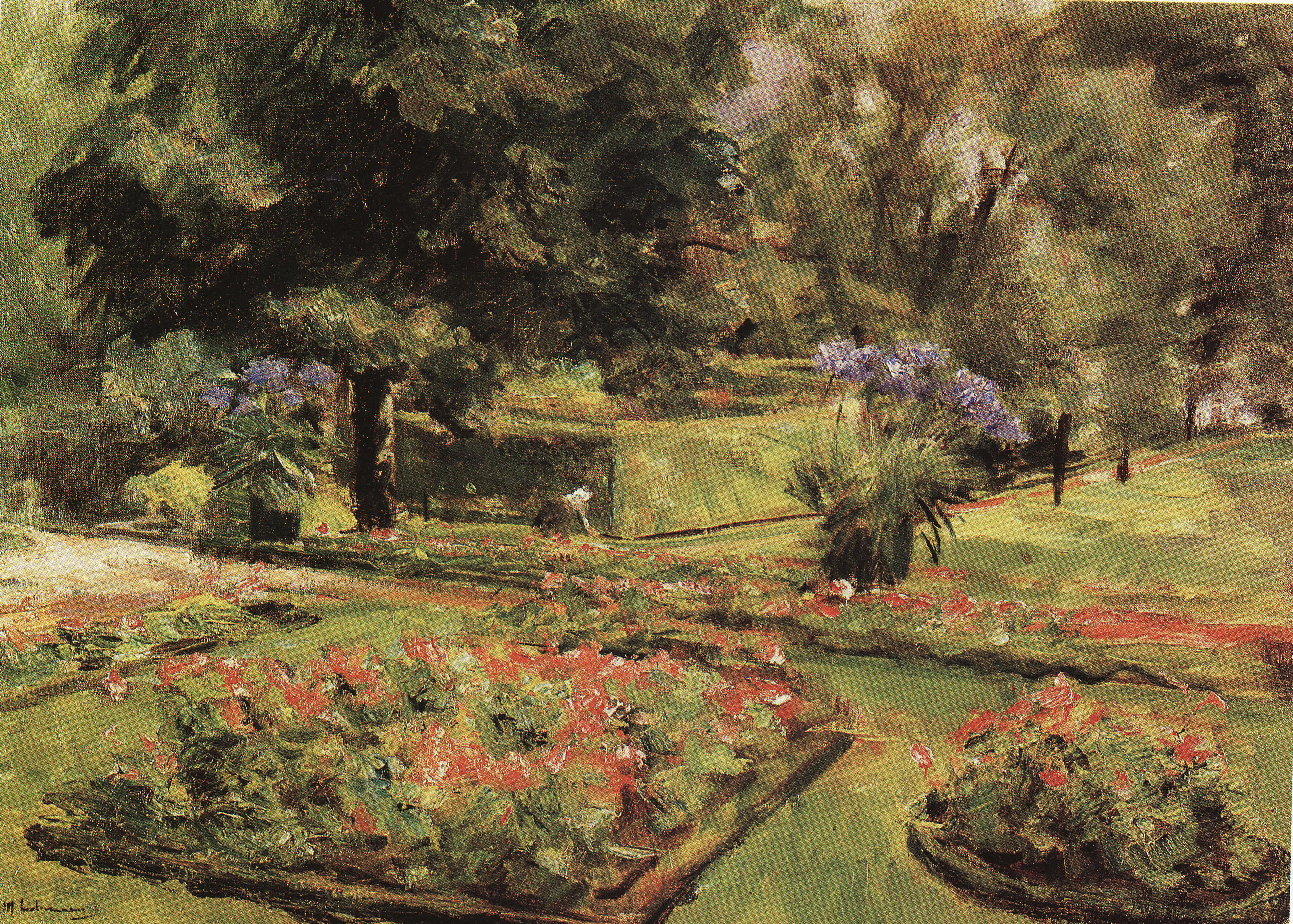
Jardin à Wannsee, 1926. L'œuvre de maturité de Liebermann est caractérisée par un refuge dans l'intimité et des représentations impressionnistes de son jardin.

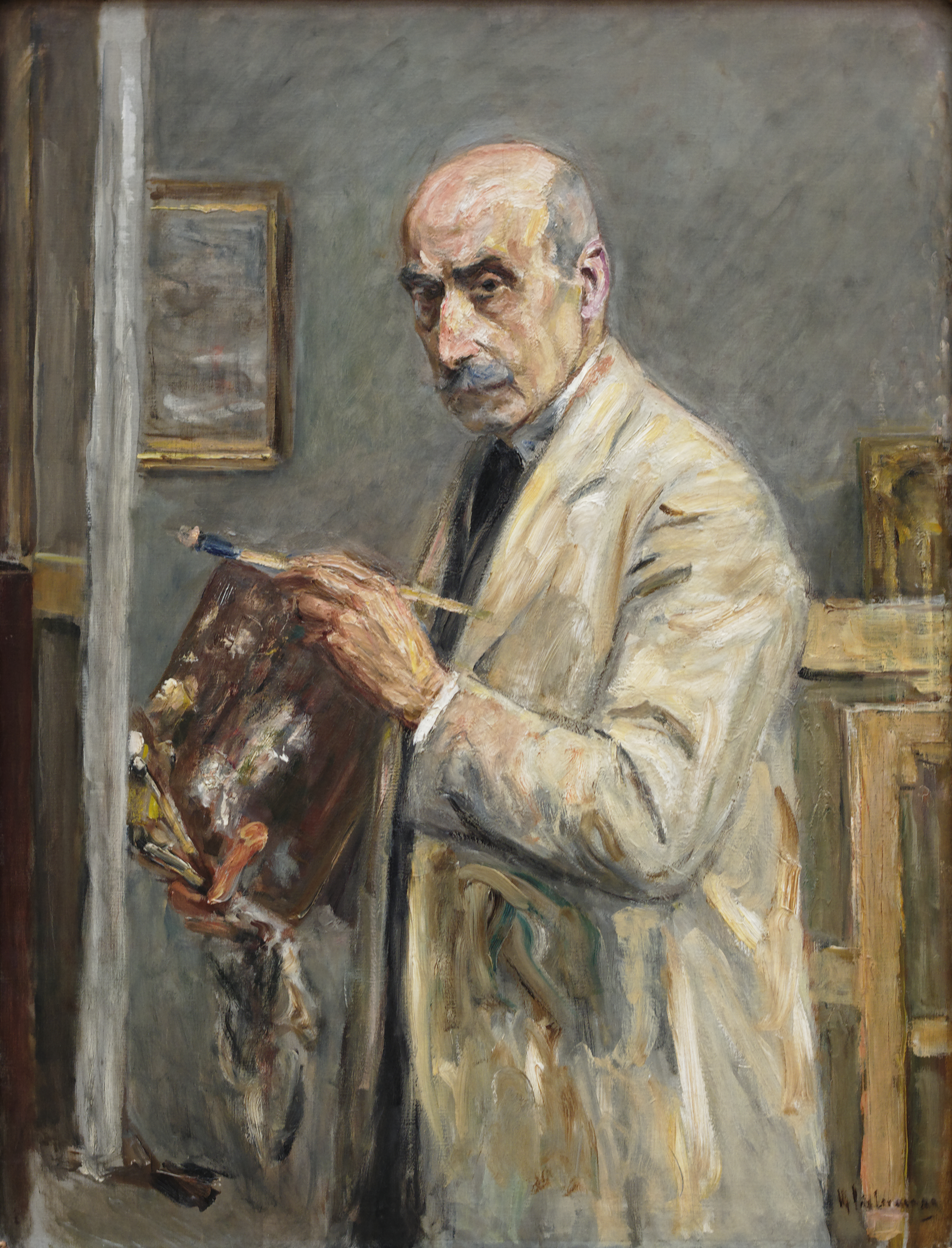
Autoportrait dans l'atelier, 1922
Neue Pinakothek, Munich

En 1922, Walther Rathenau est assassiné par des activistes d'extrême droite. Liebermann est profondément choqué par ce meurtre commis sur un proche et un compagnon. À côté des nombreuses œuvres sur son jardin, il réalise des lithographies pour l'ouvrage de Heinrich Heine Le rabbin de Bacharach et des dessins en hommage aux soldats juifs morts au front. Le 7 octobre 1924, décède son frère cadet Felix Liebermann qui lui a toujours été un ami. Et deux jours après, Liebermann doit faire face à la mort de son proche Hugo Preuß, le père de la Constitution de Weimar. Le peintre se renferme de plus en plus sur lui et se réfugie dans son jardin. Il apparaît souvent renfrogné et grincheux aux yeux de son entourage.
Malgré tout, il continue à prôner un art progressiste mais aussi politique, bien que ses propres œuvres soient considérées soit comme des « classiques », soit comme démodées. C'est ainsi qu'il soutient la toile La tranchée d'Otto Dix qui représente la noirceur de la Guerre mondiale et à laquelle on reproche d'être une « croûte tendancieuse ». Pour Liebermann, il s'agit d'« une des œuvres les plus significatives de l'après-guerre ». D'un autre côté, il polémique contre Ludwig Justi qui expose les expressionnistes à la Nationalgalerie. Ses attaques publiques constituent un triste chapitre de sa biographie. En septembre 1926, Max Liebermann s'exprime dans le journal Jüdisch-Liberale Zeitung. Dans l'édition de Yom Kippour, il affirme publiquement sa foi à laquelle il se consacre davantage avec la vieillesse. De plus, il aide financièrement l'orphelinat juif « Ahawah » et l'association caritative juive « Jüdischer Hilfsverein ».

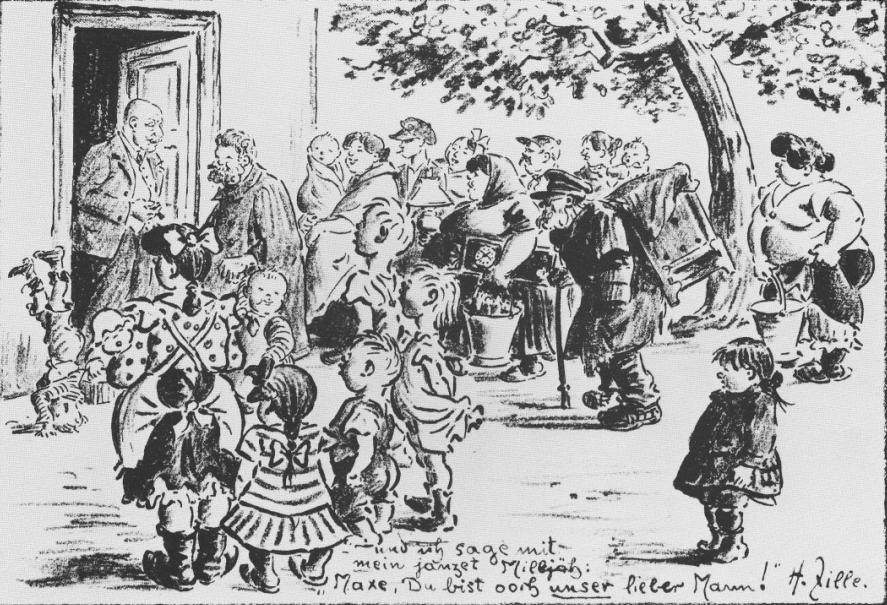
Zille et son milieu (« Milljöh ») félicitent Max Liebermann. Lithographie de Heinrich Zille, 1927.

En 1927, Liebermann revient sur le devant de la scène publique : les médias et le monde artistique le célèbrent, lui et son œuvre, à l'occasion de son 80e anniversaire. Parmi les congratulants, on trouve, outre l'archétype berlinois Zille, également des personnages internationaux tels qu'Albert Einstein, Heinrich et Thomas Mann ainsi que Hugo von Hofmannsthal. Encore aucun artiste n'a été aussi honoré par sa ville natale que Liebermann par Berlin lui offrant une exposition-anniversaire de plus de 100 toiles. Son œuvre est entrée parmi les classiques. Son style autrefois provocateur fait l'effet en 1927 d'un document d'une autre époque. C'est pourquoi le vieux Liebermann réplique, dans le catalogue de l'exposition, aux critiques qui lui reprochent son retranchement hors du monde et son conservatisme : « Le fléau de notre époque est de toujours rechercher la nouveauté [...] : le véritable artiste n'aspire à rien d'autre que de devenir celui qu'il est. ».
La ville de Berlin lui décerne le titre de citoyen d'honneur après de vifs débats au conseil municipal. Le Président du Reich Paul von Hindenburg décore Liebermann de la grand-croix de l'ordre de l'Aigle germanique « comme remerciement de la part du peuple allemand ». Le ministre de l'Intérieur Walter von Keudell lui décerne la médaille nationale d'or gravée des mots « pour ses mérites envers l'État. »
À la fin de l'année 1927, Liebermann fait le portrait du président du Reich Hindenburg. Bien qu'il ne l'appuie pas politiquement, il accepte volontiers cette commande et la considère comme un honneur. Il renonce dans sa toile à utiliser tout élément pathétique pour la représentation. Les séances de pose avec son modèle qui est du même âge sont empreintes de respect mutuel et de sympathie. Le « Vieux maître du courant moderne allemand » voit dans Hindenburg un vieux patriote prussien qui ne peut basculer dans la déraison. Liebermann écrit : « Récemment, un journal pro-hitlérien a écrit- on me l'a envoyé - c'est une honte qu'un Juif fasse le portait du président du Reich. Je ne peux qu'en rire. Je suis persuadé que si Hindenburg l'apprend, il en rira aussi. Je ne suis qu'un peintre. Qu'est-ce que la peinture a à voir avec le judaïsme ? ».

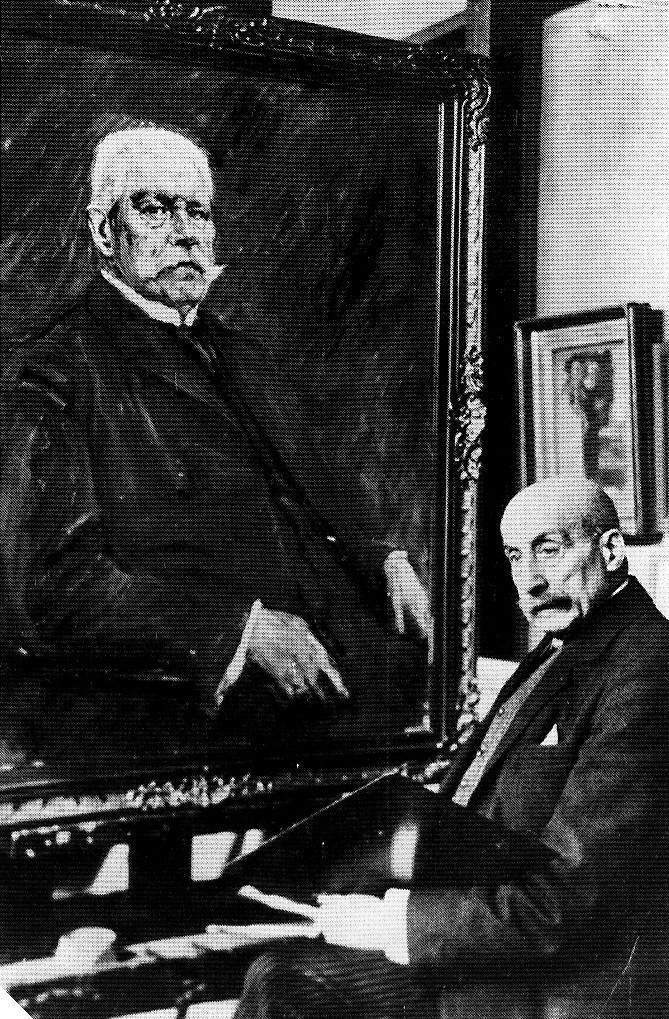
Max Liebermann devant le portrait de Paul von Hindenburg, 1927.
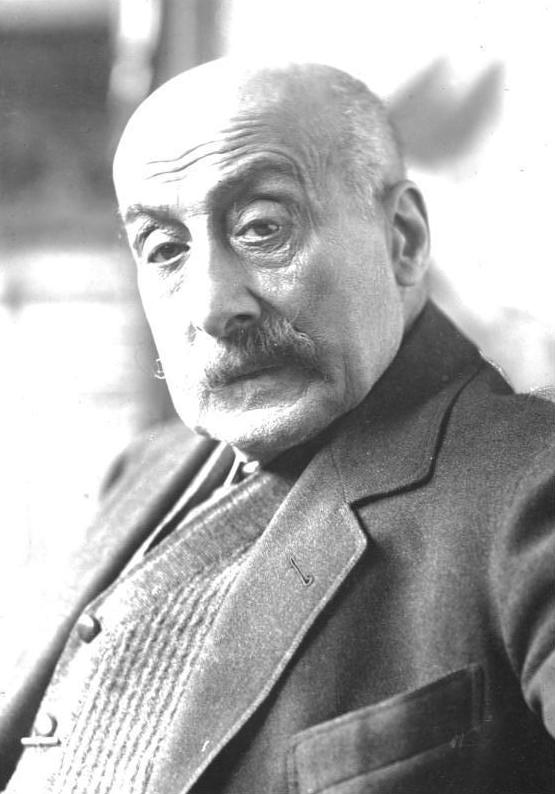
Max Liebermann, 1931.
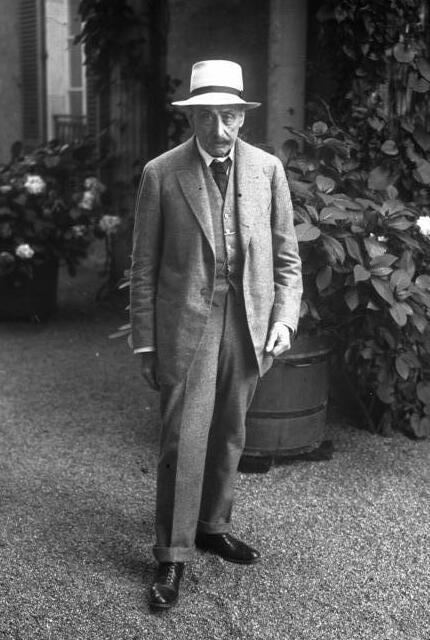
Max Liebermann, 1932.

Le visage de Liebermann fut tout au long de sa vie un sujet de choix pour les peintres, les photographes et les caricaturistes : avec Lovis Corinth, il a été peint par le Suédois Anders Zorn et le Néederlandais Jan Veth ; il a été photographié par Yva et Nicola Perscheid, et caricaturé entre autres par Heinrich Zille. Le sculpteur Fritz Klimsch a coulé en 1912 un bronze de lui.
En 1932, Liebermann tombe gravement malade. C'est pour cette raison qu'il libère son poste de Président de l'Académie et devient président d'honneur. Grâce aux soins de son ami le médecin Ferdinand Sauerbruch, le peintre recouvre la santé. Les portraits qu'il fait de Sauerbruch constituent la fin de son œuvre portraitiste et en sont l'apogée. Pour la dernière fois, il se tourne vers un nouveau motif.
En janvier 1933, a lieu la prise de pouvoir des nazis. Alors que la retraite au flambeau des nouveaux hommes au pouvoir défile devant sa maison sur la Pariser Platz, Liebermann prononce dans son dialecte berlinois la célèbre phrase maintes fois citée :
....« Ick kann jar nich soville fressen, wie ick kotzen möchte » (je ne pourrai jamais assez manger pour vomir autant que je le souhaite).[64] ».
Liebermann ne se risque cependant pas à faire front aux changements s'amorçant dans la politique culturelle, comme le firent par exemple Käthe Kollwitz et Heinrich Mann. « Le plus naturel serait de démissionner. Mais cela passerait, de la part du Juif que je suis, pour de la lâcheté. » En mai 1933, le lendemain de l'autodafé de livres, il quitte toutes ses fonctions officielles et explique à la presse : « Pendant toute ma longue vie, je me suis toujours efforcé de servir l'art allemand. Je suis persuadé que l'art n'a rien à voir avec la politique ni avec les origines, je ne peux donc plus faire partie de l'Académie des Beaux-Arts [...] étant donné que mon opinion n'est plus respectée. ».
Il se retire de la scène publique et rares sont les compagnons qui le soutiennent et lui restent fidèles. Seule Käthe Kollwitz recherche encore sa compagnie. En 1934, est créé un dernier autoportrait. Liebermann avoue à un de ses derniers visiteurs : « Je ne vis plus que par haine. [...] Je ne regarde plus par les fenêtres de cette maison - je ne veux plus voir le nouveau monde qui m'entoure. ».

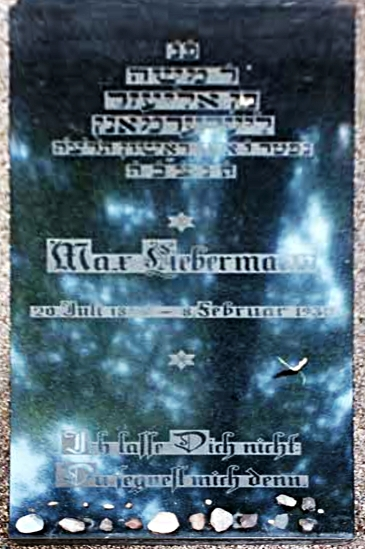
Tombe de Max Liebermann au Cimetière juif dans la Schönhauser Allee.

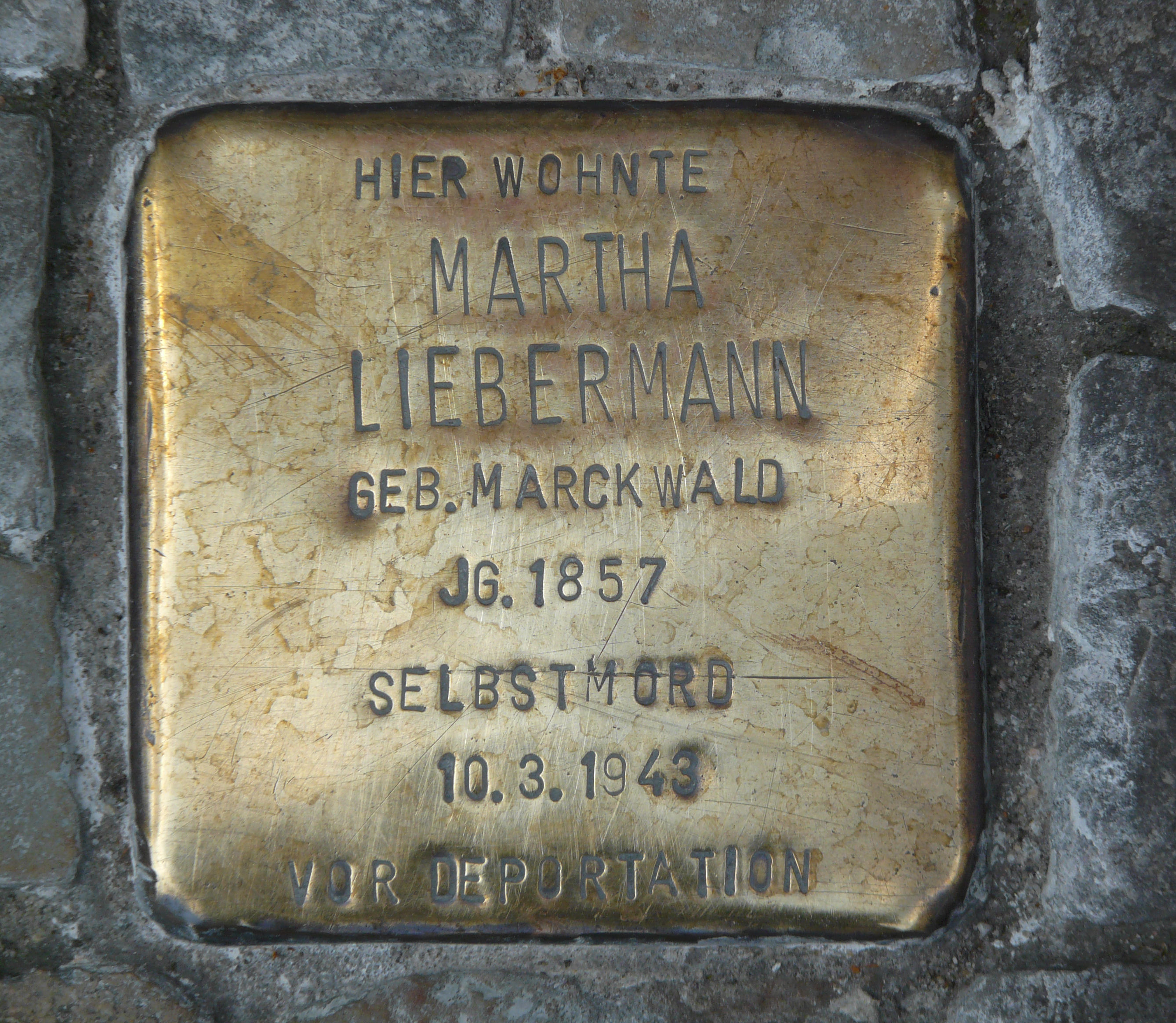
Stolperstein à la mémoire de Martha Liebermann.

Le 8 février 1935, Max Liebermann décède dans sa maison de la Pariser Platz. Käthe Kollwitz rapporte qu'il s'est endormi silencieusement à sept heures du soir. Le masque mortuaire est réalisé par le jeune sculpteur Arno Breker qui sera plus tard controversé en raison de son rôle d'artiste préféré d'Hitler et de son attachement au nazisme. La photographe Charlotte Rohrbach (de) photographie le masque en plâtre.
Les médias n'accordent aucune attention à son décès qui n'est mentionné qu'en marge. L'Académie des Beaux-Arts devenue entre-temps un instrument des nazis refuse d'honorer son ancien président. C'est ainsi qu'aucun représentant officiel n'apparaît à son enterrement au cimetière juif de la Schönhauser Allee, le 11 février 1935 - ni l'Académie, ni la ville dont il est le citoyen d'honneur. La Gestapo avait interdit à l'avance la participation à ses obsèques afin qu'elles ne donnent pas lieu à une manifestation pour la liberté artistique. Cependant, près de 100 amis et proches y assistent. On compte parmi les personnes présentes, Käthe Kollwitz, Hans Purrmann, Konrad von Kardorff, Otto Nagel, Ferdinand Sauerbruch avec son fils Hans, Bruno Cassirer, Max Jakob Friedländer, Friedrich Sarre et Adolph Goldschmidt. Dans son discours funèbre, Karl Scheffler fait remarquer que ce n'est pas seulement un grand artiste que l'on enterre mais aussi toute une époque dont il est le symbole. Sa tombe est entretenue par la Fondation Axel Springer.
Peu avant sa déportation au camp de concentration de Theresienstadt, sa femme, âgée de 86 ans, prend une surdose de véronal et décède le 10 mars 1943 à l'hôpital juif de Berlin. Le palais Liebermann sur la Pariser Platz ne tarde pas à tomber en ruines.

## Ses œuvres
Quelques œuvres en peinture
- 1880	Jardin de l’hospice à Amsterdam, Staatsgalerie (Stuttgart)[29]
- 1882	Enfants jouant dans un parc,	Collection particulière
- 1894	Brasserie de campagne à Brannenburg, Paris. Musée d'Orsay[30]
- 1895	Sur les dunes, Leipzig, Museum der bildenden Künste
- 1902	L'Allée aux perroquets (sur toile 88 × 72 cm), Kunsthalle de Brême[31]
- 1902	L'Homme aux perroquets, Essen, Museum Folkwang[32]
- 1903	Terrasse du restaurant Jacob, Kunsthalle
- 1904	Le cavalier sur la plage, Liège. Musée d’Art Moderne[33]
- 1905...	Wilhelm von Bode (pastel), Berlin, Gemäldegalerie
- 1916	Heinrich Thannhauser, Kunstmuseum
- 1925	Autoportrait, Berlin, Neue Nationalgalerie

Écrits
- Briefe. Lettres choisies par Franz Landsberger, nouvelle édition complétée par Ernst Volker Braun. Hatje, Stuttgart 1994.
- Die Phantasie in der Malerei – Schriften und Reden. Avec une préface de Karl Hermann Roehricht et une postface de Günter Busch. Buchverlag Der Morgen, 2e édition. Licence de la maison d'édition S. Fischer Verlag, Francfort-sur-le-Main 1986.
- Gesammelte Schriften. Cassirer, Berlin 1922.
- In memoriam Paul Cassirer. Oraison funèbre à l'occasion lors des funérailles, le 7 janvier 1926, prononcée par Max Liebermann et Harry Graf Kessler. Avec une notice nécrologique de René Schickele. Cranach-Presse, Weimar 1926.
- Jozef Israels. Cassirer, Berlin 1911.

Illustrations
- Micha Josef Bin-Gorion (éditeur) : Die Geschichte von Tobias. Traduction de Rahel Ramberg de la version en hébreu. Inselverlag, Leipzig 1920.
- Theodor Fontane : Effi Briest. Inselverlag, 11e édition. Frankfurt am Main 1994. Avec 21 lithographies de Max Liebermann.
- Johann Wolfgang von Goethe : Der Mann von fünfzig Jahren. Cassirer, Berlin 1922.
- Johann Wolfgang von Goethe : Die Novelle. Cassirer, Berlin 1922.
- Johann Wolfgang von Goethe : Gesammelte Gedichte. 4 volumes. Cassirer, Berlin 1911.
- Eduard Grisebach : Der neue Tanhäuser. Avec des lithographies de Max Liebermann. J. G. Cotta'sche Buchhandlung, Stuttgart et Berlin 1922.
- Heinrich Heine : Der Rabbi von Bacherach. Propyläen-Verlag, Berlin 1923.
- Gottfried Keller : Der schlimm-heilige Vitalis: Eine Legende. Avec 1 lithographie de Max Liebermann. F. Heyder-Verlag, Berlin 1924.
- Thomas Mann : Gesammelte Werke in 10 Bänden. S.-Fischer-Verlag, Berlin 1925.
- Das Buch Ruth. Propyläen-Verlag, Berlin 1924.

Répertoire des œuvres, catalogues
- Katrin Boskamp : Studien zum Frühwerk von Max Liebermann mit einem Verzeichnis der Gemälde und Ölstudien von 1866 bis 1889. Hildesheim 1994.  (ISBN 3-487-09897-0)
- Matthias Eberle : Max Liebermann. Werkverzeichnis der Gemälde und Ölstudien. Hirmer. 1995. 1440 pages.  (ISBN 3-7774-6760-X)
- Kunstanstalt Stengel : Katalog der Zeichnungen und Aquarelle von Max Liebermann. Dresden 1927.
  - Max Liebermann : Werke und Schriften. Répertoire numérique des œuvres sur DVD. Directmedia Publishing, Berlin 2008.
  - Max Liebermann : Gartenlokal an der Havel, 1916

## Postérité
En février 1936, l'Association des Juifs Allemands (Kulturbund Deutscher Juden) organise une exposition commémorative dans la Nouvelle synagogue de Berlin un an après la mort de Liebermann. Elle attire près de 6 000 visiteurs en l'espace de six semaines. Lorsque Martha Liebermann décède en 1943, tout l'héritage est confisqué « au profit du Reich allemand ». Cela concerne non seulement des toiles qu'il avait réalisées lui-même mais aussi des pièces de la collection Liebermann. Max Liebermann avait, en effet, regroupé de son vivant une des plus grandes collections d'art privée de Berlin, comprenant notamment quelques œuvres de Manet. En confisquant la collection, le régime nazi s'empare d'une collection unique qui n'a jamais pu être reconstituée sous sa forme d'origine.
À l'époque du nazisme, les œuvres de Liebermann sont qualifiées, elles aussi, d'« art dégénéré ». Pourtant, seules six toiles sont retirées des musées. La proscription de son œuvre concerne moins ses travaux dans lesquels on ne peut reconnaître une expressivité extraordinaire mais davantage sa personnalité. En tant que bourgeois juif, libéral qui a reçu des honneurs nationaux sous la Constitution de Weimar et jouit d'une renommée internationale, Liebermann n'est pas, pour les idéologues nazis, un artiste dont il faut préserver la mémoire. Peu de temps après la prise de pouvoir s'amorce donc une lente réduction des fonds de toiles de Liebermann dans les collections publiques. Lors des bombardements, quatre toiles sont détruites. 114 des œuvres acquises avant 1933 restent dans les musées jusqu'en 1945.
À l'occasion du centenaire du peintre, des œuvres rescapées de la guerre sont exposées le 20 juillet 1947 à la Nationalgalerie. Le Niedersächsisches Museum de Hanovre et la Kunsthalle de Hambourg exposent, dans le même temps, les tableaux de Liebermann qui ont été conservés. Deux ans plus tard, le directeur de la Nationalgalerie Paul Ortwin Rave rouvre plusieurs salles. C'est ainsi que six toiles de Liebermann (Dans l'orphelinat, Amsterdam, L'atelier du cordonnier, Les plumeuses d'oie, La grange au lin, Portrait de Wilhelm von Bode et Portrait de Richard Strauss) sont exposées de façon permanente. Au cours de décennies suivantes, le nombre d'œuvres de Liebermann présentes dans les musées allemands augmente sans cesse grâce au retour des travaux reçus en héritage ou des nouvelles acquisitions. Il a doublé depuis 1945. Les œuvres principales de Liebermann sont entrées dans les collections ouest-allemandes, y mettant de nouveaux accents ; citons par exemple La Blanchisserie en 1954 au Wallraf-Richartz-Museum de Cologne ou l'Allée aux perroquets en 1955 à la Kunsthalle de Brême. Des dons de collectionneurs privés et des restitutions s'ajoutent à cela. En 1954, le Niedersächsisches Landesmuseum organise une exposition à l'occasion du 20e anniversaire de la mort du peintre, avec le parrainage du président de la République fédérale Theodor Heuss qui s'est battu en faveur de l'acquisition des œuvres de Liebermann par les musées ouest-allemands. Cet événement fait figure de « redécouverte » par un large public.
Comparée à la réhabilitation de ses œuvres dans les collections, l'étude historico-artistique de Max Liebermann se fait très modeste pendant les premières décennies de l'après-guerre. En 1947, apparaît à Potsdam un fascicule avec 48 reproductions des œuvres majeures de Liebermann, accompagnées d'un essai de Willy Kurth. En 1953, la biographie de Liebermann publiée en 1906 par Karl Scheffler est rééditée. Elle s'articule autour de la constatation que le révolutionnaire d'hier est devenu le classique du temps présent. La publication se conclut par ces mots : « Il est, en Allemagne, le dernier peintre bourgeois de grand talent. ».
En 1961, apparaît la première nouvelle monographie consacrée à l'œuvre de Liebermann. Son auteur, Ferdinand Stuttmann, essaie d'y expliquer la longue absence d'une nouvelle étude historico-artistique de l'œuvre de Liebermann. D'après lui, le « visage des arts plastiques a complètement changé » si bien que l'art de Liebermann n'« offre plus, à l'après-guerre, matière à une nouvelle représentation ». Stuttmann se perçoit comme un historien de l'art et veut rendre justice à la personnalité historique de Liebermann.
Tandis que la RFA cherche, d'un côté, à se joindre au développement international de l'art dont elle a été exclue sous le régime nazi et réhabilite, d'un autre côté, les œuvres historiques, la situation évolue tout à fait différemment en RDA : un réalisme socialiste émerge sous l'influence soviétique. Les œuvres des artistes du passé qui critiquent la « classe dominante », sont déclarées « patrimoine national » et doivent soutenir l'effort socialiste. C'est ainsi que Max Liebermann, en tant que Juif prussien humaniste et bourgeois progressiste, est rattaché à la cause socialiste. Dissocié de la tradition incarnée par Menzel, Franz Krüger et Carl Blechen, il est présenté dans la lignée de Käthe Kollwitz, Heinrich Zille et Hans Baluschek.
En 1965, a lieu une exposition de l'Académie des Beaux-Arts à Berlin-Est où sont montrés des œuvres de jeunesse de Liebermann et ses portraits. La toile La grange au lin, Laren soulève beaucoup de controverses. Stuttmann écrit à son sujet : « Liebermann crée, sans intention aucune, une image accusatrice de la situation sociale de son temps. »[80] Karl Römpler réfute cette thèse dans son ouvrage paru en 1958 à Dresde « Der deutsche Impressionismus » (L'impressionnisme allemand) : « Il manque à un tableau comme La grange au lin [...] l'accusation d'un système qui n'hésite pas à exploiter les jeunes. Liebermann se montre ici digne de sa classe sociale. ». Günter Meiszner pense, au contraire, reconnaître dans le tableau « une profession de foi envers les travailleurs » comme il l'écrit dans sa monographie (la première en RDA) à tendance marxiste de Liebermann, parue en 1974 à Leipzig. Cela montre combien les discussions autour de l'œuvre de Liebermann sont enflammées et souvent politisées.
En 1973, Karl-Heinz et Annegret Janda publie une représentation détaillée de la collection d'arts de Liebermann. En 1970, paraît « Max Liebermann als Zeichner » (Max Liebermann, le dessinateur) à l'occasion d'une exposition à l'Institut de l'histoire des arts de l'université de Mayence.
Il faut attendre la fin des années 1970 pour qu'ait lieu une exposition comparable à la grande exposition de l'œuvre complète de 1954. Les petites expositions comme celle de 1968 « Max Liebermann in Hamburg » (Max Liebermann à Hambourg) ne permettent que d'entrapercevoir la production artistique de Liebermann. La plupart du temps, ses œuvres apparaissent dans de vastes expositions regroupant aussi d'autres artistes de son époque. De cette façon, les travaux de Liebermann sont souvent exposés à l'étranger, notamment aux États-Unis. Son œuvre n'a cependant pas acquis une notoriété internationale - le nom de Max Liebermann reste intimement lié à l'interprétation allemande de l'impressionnisme faisant figure de « retardataire » par rapport au reste de l'Europe. Il appartient donc, en histoire de l'art, aux pointures nationales en Allemagne mais sur la scène internationale, il ne figure qu'au deuxième rang des impressionnistes.

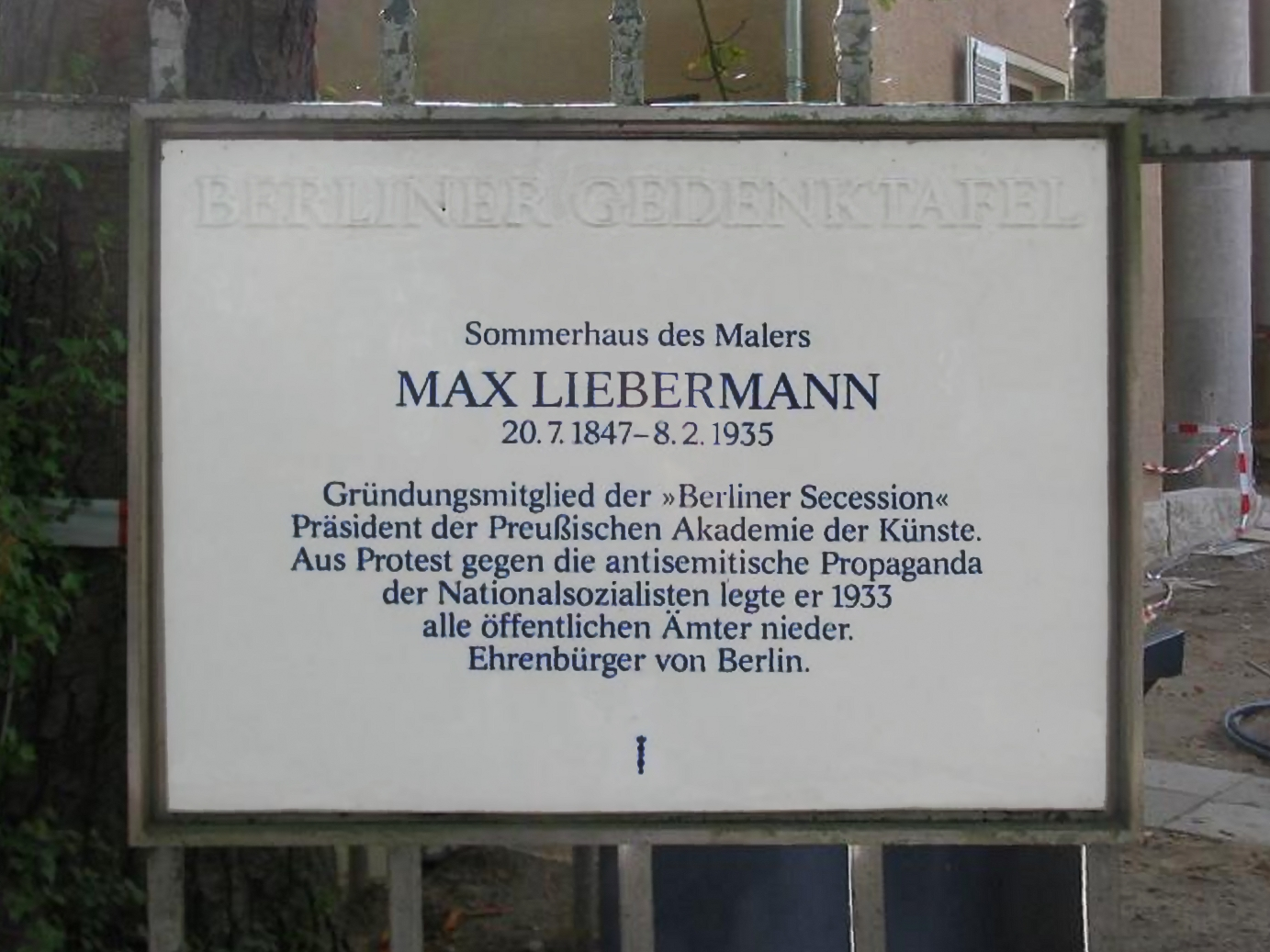
Plaque commémorative à la mémoire de Max Liebermann à la Villa Liebermann au bord du Wannsee.

En 1979-1980, la Neue Nationalgalerie à Berlin-Ouest abrite l'exposition « Max Liebermann in seiner Zeit » (Max Liebermann à son époque). Depuis la construction du Mur de Berlin, une grande rétrospective a été rendue impossible par l'absence des tableaux possédés par l'Allemagne de l'Est. Cette exposition tente de montrer Liebermann dans le contexte des œuvres de ses contemporains allemands, français et américains. En 1985, la RDA fête le 50e anniversaire de sa mort avec l'exposition noir et blanc (« Schwarzeiß-Ausstellung ») dans le cabinet des estampes des Staatliche Museen (musées nationaux). Elle est tenue grâce aux dessins et impressions des fonds est-allemands. Plusieurs monographies telles que les ouvrages biographiques de Bernd Küster et Lothar Brauner paraissent à l'Est et à l'Ouest à l'occasion du 50e anniversaire de sa mort.
Depuis la Réunification allemande, Liebermann a connu un regain d'intérêt. Plusieurs grandes rétrospectives ont pu rassembler tous les aspects de son œuvre et la création de la Max-Liebermann-Gesellschaft (Société Max Liebermann) en 1995 qui compte, entre-temps, plus de 1 200 membres a rendu la Villa Liebermann à Wannsee accessible au grand public. Après des travaux de restauration et de reconstruction entre 2002 et 2006, touchant également le jardin à Wannsee, un musée permanent a été ouvert pour honorer la mémoire de Max Liebermann et étudier son œuvre. En 2006/2007, a eu lieu une exposition commune du Niedersächsisches Landesmuseum, du Drents Museum à Assen et du Rijksmuseum à Amsterdam, intitulée Max Liebermann et les Hollandais (titre néerlandais : Max Liebermann en zijn Nederlandse kunstenaarsvrienden) qui a fait connaître les œuvres de Liebermann au public néerlandais. Le livre Wir sind die Liebermanns (Nous sommes les Liebermann) de Regina Scheer est publié en 2006. Ce best-seller présente au grand public l'histoire de la famille Liebermann et connaît une bonne résonance dans les médias.

### Wir sind die Liebermanns. Die Geschichte einer Familie
1. ↑  Scheer, p. 136
2. ↑  Scheer, p. 138
3. ↑  Scheer, p. 234
4. ↑  Scheer, p. 237
5. ↑  Scheer, p. 244
6. 1 2  Scheer, p. 307
7. ↑  Scheer, p. 316
8. ↑  Scheer, p. 325
9. ↑  Scheer, p. 326
10. ↑  Scheer, p. 347
11. ↑  Scheer, p. 380 et suivantes

### Max Lieberman - ein Malerleben
1. ↑  Küster, p. 30
2. ↑  Küster, p. 52
3. ↑  Küster, p. 73
4. ↑  Küster, p. 89
5. ↑  Küster, p. 97
6. ↑  Küster, p. 197
7. ↑  Küster, p. 220
8. ↑  Küster, p. 223

### Autres
1. ↑  « ark:/36937/s005b07bd741704d », sous le nom LIEBERMANN Max (consulté le 12 février 2022)
2. ↑  « https://vls.hsa.ethz.ch/client/link/de/archiv/einheit/df09168184414985855e787c46b4aa3d » (consulté le 15 janvier 2025)
3. ↑  « Louis Lieberman hatte das […] Mietspalais 1857 erworben » Natter/Schoeps, p. 16
4. ↑  « Les Plumeuses d'oie », sur recherche.smb.museum, 2025 (consulté le 9 janvier 2025)
5. ↑  Liebermann 1889, cité d'après Küster, p. 35
6. ↑  « Récolte de pommes dee terre », sur emuseum.duesseldorf.de, 2025 (consulté le 9 janvier 2025)
7. ↑  Cf. Erich Hancke: Mit Liebermann in Amsterdam, dans : Kunst und Künstler, 12e édition, 1913, p. 91
8. ↑  Scheffler, p. 34
9. ↑  Hancke, p. 124
10. ↑  Hancke, p. 136 et suivante
11. ↑  Hancke, p. 157
12. ↑  cité d'après Küster, p. 56
13. ↑  cité d'après Küster, p. 60
14. ↑  Scheffler, p. 42
15. ↑  Hermann Helferich (alias Emil Heilbut) : Studie über den Naturalismus und Max Liebermann, dans : Die Kunst für alle ; vol. 2, 1887, p. 225
16. ↑  Cf. Jenns Eric Howold et Uwe M. Schneede (éditeur) : Catalogue de l'exposition Im Garten von Max Liebermann à la Hamburger Kunsthalle et à l'Alten Nationalgalerie en 2004. Nicolaische Verlagsbuchhandlung. p. 12 et suivantes
17. ↑  Eberhard von Vietsch : Wilhelm Solf – Botschafter zwischen den Zeiten. Rainer Wunderlich Verlag, Tübingen 1961. p. 142 et suivantes
18. ↑  Catherine Krahmer (éditeur) : Julius Meier-Graefe. Kunst ist nicht für Kunstgeschichte da. Göttingen 2001, p. 408–409
19. ↑  Max Liebermann : Die Phantasie in der Malerei. Berlin 1916, p. 14
20. ↑  Hancke, p. 345
21. 1 2  Scheer, p. 313
22. ↑  cité d'après Küster, p. 205
23. ↑  cité d'après Küster, p. 213
24. 1 2  cité d'après Küster, p. 216
25. ↑  Centralvereins-Zeitung, 11 mai 1933.
26. ↑  Käthe Kollwitz: Die Tagebücher 1908–1943. Édité par Jutta Bohnke-Kollwitz. btb, München 2007. Note du 9 février 1935.
27. ↑  (de) Redaktion, « 50 Jahre Axel Springer Stiftung », Berliner Morgenpost,‎ 7 octobre 2011 (lire en ligne , consulté le 10 septembre 2020).
28. ↑  Selon Edith Hahn Beer, la veuve de Liebermann se serait suicidée juste avant d'être arrêtée par la Gestapo. Voir, (en) Edith Hann Beer (avec Susan Dworkin). The Nazi Officer's Wife. How One Jewish Woman Survived the Holocaust. William Morrow. An Imprint of Harper Collins Publishers, New York, 2015, p. 73.  (ISBN 9780062378088)
29. ↑  R. Barletta, M. Carra, D. Durbé, R. Negri et F. Russoli (trad. de l'italien par Michel Crespa et Annick Colcanap, préf. D. Durbé), Le Post-Impressionnisme, Paris, Rive-Gauche Productions, coll. « Art en Mouvement », 1981, 351 p. (ISBN 2 86535 023 1), p. 33
30. ↑  Serge Lemoine, La Peinture au Musée d’Orsay, Editions de la Martinière, 2004, 765 p. (ISBN 2-7324-3086-2), p. 134,683
31. ↑  Exposition au Louvre, « De l’Allemagne 1800-1939, de Friedrich à Beckmann », Dossier de l’art, vol. Hors série, no 205,‎ mars 2013, p.56
32. ↑  (de) Georg-W. Költzsch, Phoenix Folkwang : Die Meisterwerke, Dumont, 2002, 280 p. (ISBN 3-8321-4994-5), p. 109
33. ↑  Chefs-d’œuvre des Musées de Liège, Fondation de l’Hermitage, 1988, 168 p., p. 30
34. ↑  Au sujet de Liebermann et du nazisme, cf. : Bernd Schmelhausen : Ich bin doch nur ein Maler. Max und Martha Liebermann im „Dritten Reich“. Olms Verlag. Hildesheim/Zürich/New York 1994.
35. ↑  Klaus P. Rogner (éditeur) : Verlorene Werke der Malerei. München/Berlin 1965. p. 211
36. ↑  Lothar Brauner : Max Liebermann in Berlin und den beiden deutschen Staaten 1945–1989. Zur Rezeption seines Werkes im geteilten Deutschland. Ein Versuch. Dans : G. Tobias Natter et Julius H. Schoeps (éditeurs) : Max Liebermann und die französischen Impressionisten. Ausstellungskatalog des Jüdischen Museums der Stadt Wien. DuMont Verlag. Wien/Köln 1997. p. 55 et suivantes
37. ↑  Brauner, p. 58
38. ↑  Max Liebermann. Achtundvierzig Bilder. Avec un texte de Willy Kurth. Kunst und Gegenwart III, Potsdam 1947.
39. ↑  Karl Scheffler: Max Liebermann. Avec une postface de Carl Georg Heise, Wiesbaden 1953. p. 114
40. ↑  Cf. Ferdinand Stuttmann : Max Liebermann. Hannover 1961. p. 7
41. ↑  Stuttmann, p. 12
42. ↑  Brauner, p. 59
43. ↑  Karl Römpler: Der deutsche Impressionismus. Die Hauptmeister in der Malerei. Dresden 1958. p. 27
44. ↑  Brauner, p. 61
45. ↑  Karl-Heinz Janda et Annegret Janda : Max Liebermann als Kunstsammler. Die Entstehung seiner Sammlung und ihre zeitgenössische Wirkung. Dans : Staatliche Museen zu Berlin, Forschungen und Berichte, vol. 15, Berlin 1973. p. 105–149
46. ↑  Cf. : John Rewald : The History of Impressionism. Museum of Modern Art. 4e édition, New York 1973.  (ISBN 0-87070-360-9)
47. ↑  Für Max Liebermann 1847–1935. Eine Schwarzweiß-Ausstellung der Akademie der Künste und des Kupferstichkabinetts der Staatlichen Museen zu Berlin, in der Nationalgalerie. Katalog, Berlin 1985
48. ↑  Max Liebermann und die Holländer. Exposition au Niedersächsisches Landesmuseum de Hanovre
49. ↑  « Wir sind die Liebermanns de Regina Scheer »(Archive.org • Wikiwix • Archive.is • Google • Que faire ?)